# Železnice Srbije

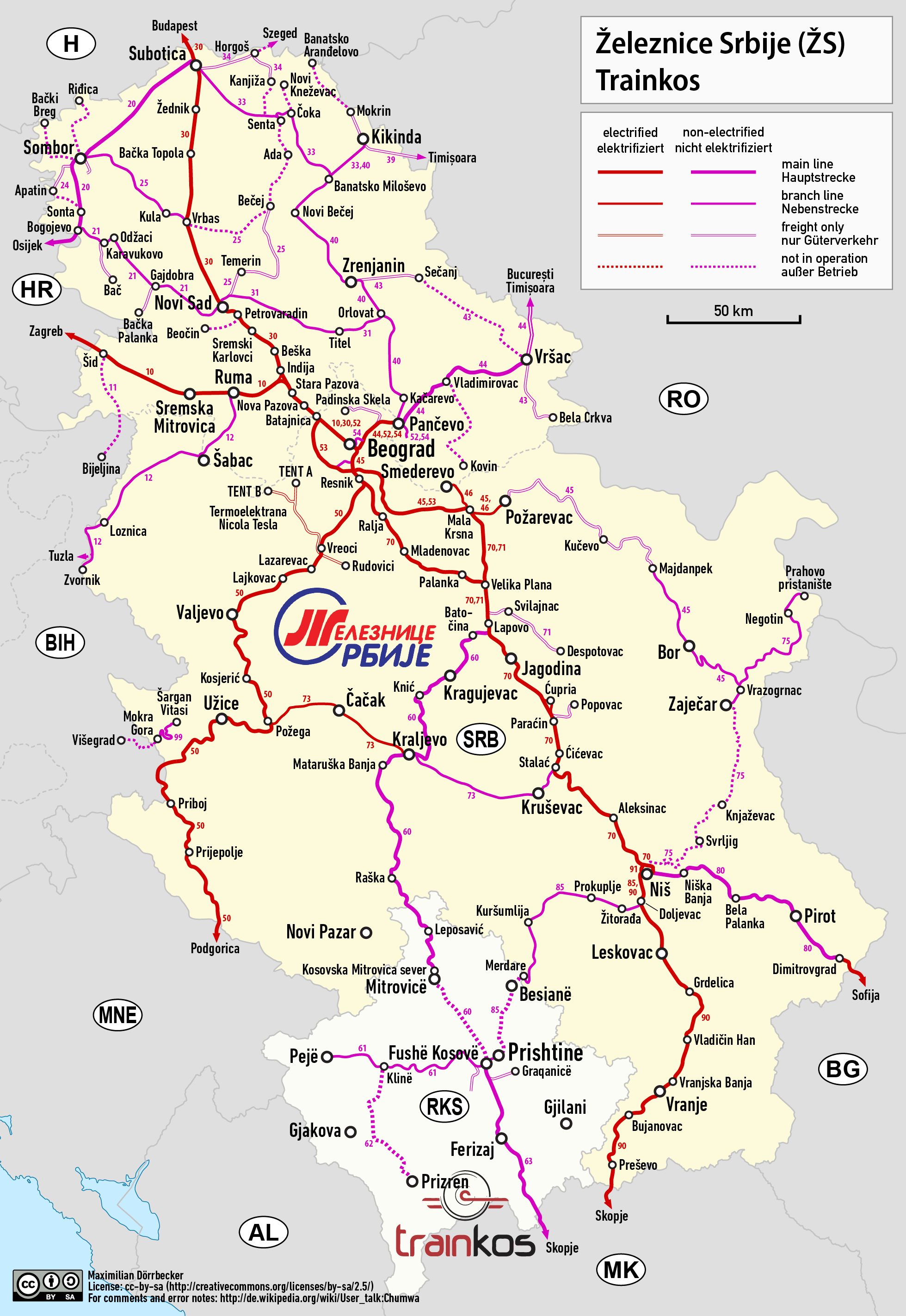
Streckennetz der Serbischen Eisenbahnen

Železnice Srbije (serbisch-kyrillisch Железнице Србије, deutsch Eisenbahnen Serbiens), Kurzbezeichnung: ŽS, ist die nationale Bahngesellschaft Serbiens. Sie gingen aus dem Zuständigkeitsbereich der ŽTP Beograd (serbisch Железничко Транспортно Предузеће Železničko Transportno Preduzeće) innerhalb der ehemaligen JŽ (Jugoslovenske Železnice, deutsch: Jugoslawische Eisenbahnen) hervor und trugen bis 2003 weiterhin die Bezeichnung JŽ. Im Frühjahr 2011 wurde das bis dahin öffentliche Unternehmen in eine Aktiengesellschaft umgewandelt.

## Geschichte

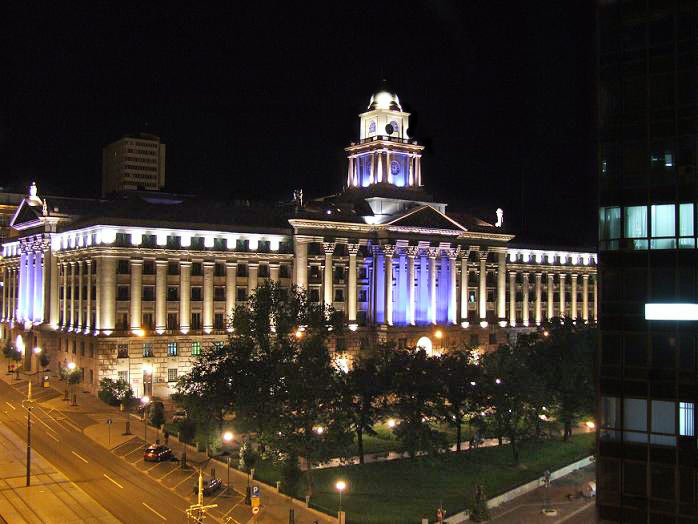
Das Gebäude des Verkehrsministeriums von 1931 ist Hauptsitz der Serbischen Eisenbahnen

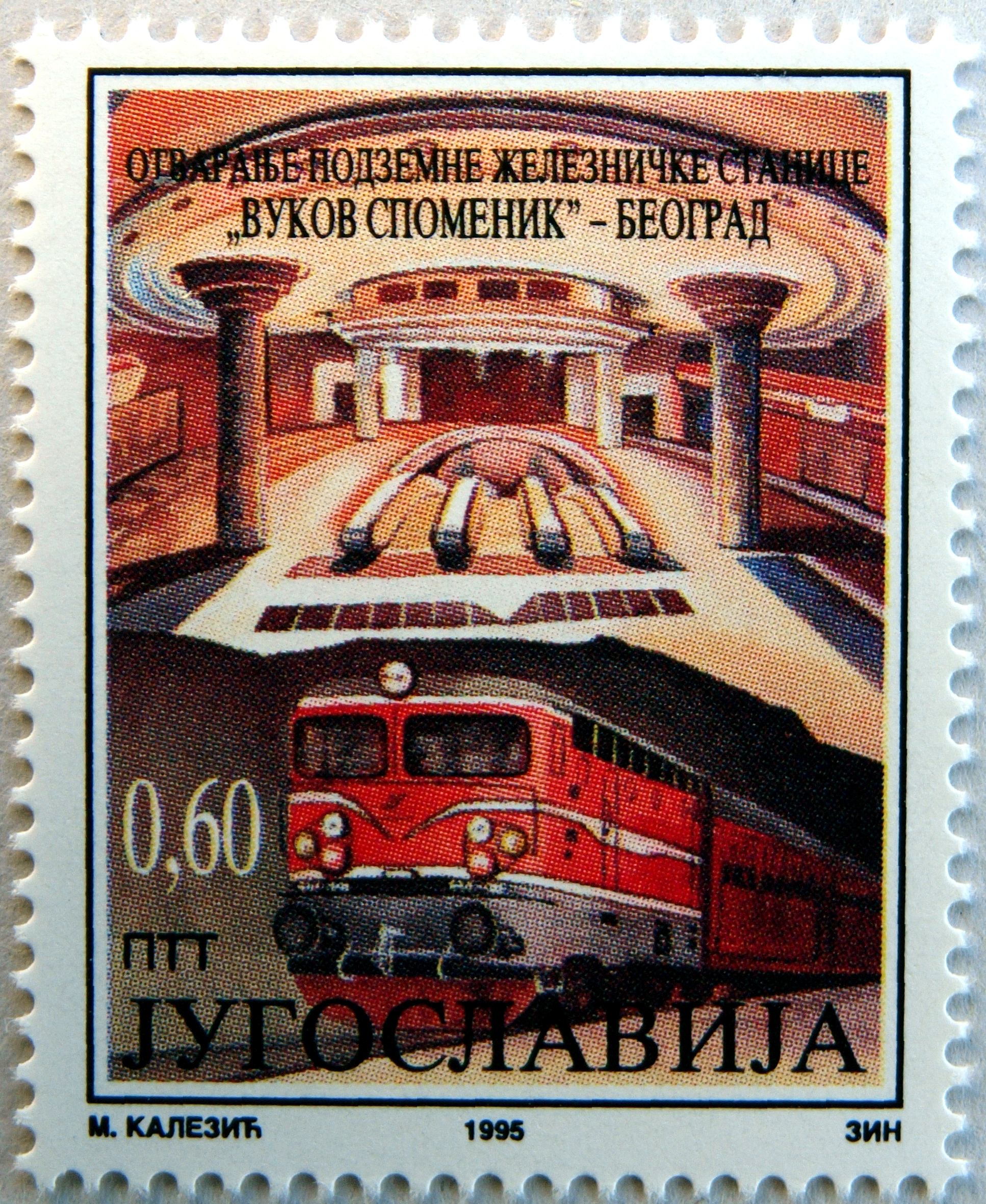
Briefmarke anlässlich der Einweihung der Bahnstation Vukov spomenik und der Eröffnung des Belgrader Eisenbahnknotens für den Eisenbahnverkehr 1996

Die Planungsphase der Einrichtung der Eisenbahn im Serbien der zweiten Hälfte des 19. Jahrhunderts nahm von der Idee bis zum ersten Spatenstich fast 50 Jahre in Anspruch. Die Anbindung Serbiens unterlag dabei ursprünglich strategischen und wirtschaftlichen Überlegungen der Großmächte zu einer gewünschten Ost-West-Transitroute. Zur mit zahlreichen Gebirgen und dem stark gekammerten Relief ungünstigen Eisenbahnbausituation kam noch die wirtschaftliche Unterentwicklung Serbiens sowie des gesamten Südosteuropas im 19. Jahrhundert hinzu, was eine Realisierung der nationalen und internationalen Eisenbahn-Vorhaben erschwerte. Auch konkurrierende Trassierungsprojekte der angestrebten West-Ost-Verbindung (im 19. Jahrhundert wurde die südosteuropäische Halbinsel als Teil des osmanischen Imperiums noch als Orient, die kleinasiatischen Halbinsel dagegen als Levante bezeichnet) aufgrund der unterschiedlichen strategischen Konzepte der maßgeblichen staatlichen Akteure kamen im Eisenbahnbau verstärkt zum Ausdruck. Während die Serbien umgebenden Staaten in der Anfangsphase so insbesondere den Bahnlückenschluss zwischen dem Osmanischen Reich und Europa im Auge hatten und dabei die für sich vorteilhafteste Route unterstützten, sah Serbien insbesondere auch eine das Binnenland zwischen Donauniederung und adriatischer Küste verbindende Bahnstrecke als nationale Aufgabe an. Während die erstere paneuropäische West-Ost-Trasse nach dem Scheitern der sogenannten Orientbahn noch Ende des 19. Jahrhunderts vollendet wurde, kam die nationale Adria-Verbindung erst in der zweiten Hälfte des 20. Jahrhunderts, über hundert Jahre nach deren ersten Erörterung, zustande.

### Geschichtlicher Überblick
Die Geschichte der Eisenbahnen in Serbien kann in mehrere Perioden unterteilt werden. Die Einführungsphase fällt in die Zeit der serbischen Unabhängigkeit vom Osmanischen Reich 1878 bis zum Ersten Weltkrieg 1914. Die Zwischenkriegsphase 1918 bis 1941 war mit der staatlichen Union von Serbien, Kroatien und Slowenien im Königreich Jugoslawien (so ab 1929 genannt) durch eine Vernetzung der Eisenbahnen des Gesamtstaates gekennzeichnet. Von 1945 bis 1991 wurde in der Zeit des sozialistischen Jugoslawiens eine strukturelle Bereinigung des Netzes und insbesondere ein umfassendes Gesamtkonzept der Jugoslovenske Železnice ausgearbeitet. Nach dem sukzessiven Austreten der Teilrepubliken aus dem jugoslawischen Staatenbund ab 1991 wurde das Eisenbahnnetz der Železnice Srbije zunächst mehr auf die regionale Bedienung ausgerichtet sowie den neuentstandenen Gegebenheiten angepasst. Zwar wurde schon 1991 eine Initiative mit der Fokussierung auf die Modernisierungskampagne der Schnellfahrstrecken der Serbischen Eisenbahnen (Brze Pruge Srbije) angegangen, doch erst ein Jahrzehnt nach Beendigung des kriegerischen Auseinanderfallen Jugoslawiens, den indirekten negativen Folgen des Wirtschaftsembargos des Landes für die Bahninfrastruktur, sowie insbesondere in den strukturellen Schäden durch die weitläufige Zerstörung wichtiger Bahntrassen durch Bomben der NATO, wurde seit 2009 mit finanzieller Hilfe der russischen Eisenbahnen, Geldern europäischer Infrastrukturfonds, sowie chinesischer Bahninfrastrukturprojekten eine Kehrtwende im weiteren Verfall der Schieneninfrastruktur, sowie beim dringend zu erneuernden Fuhrpark erreicht, auf die langfristig die ökonomischen Perspektiven der Železnice Srbije aufbauen. Dabei wurde 2014 auch mit der Beseitigung der Schieneninfrastruktur auf dem Gelände des alten Belgrader Bahnhofsareals zugunsten des von den Vereinigten Arabischen Emiraten geleiteten Städtebauprojekts Belgrade Waterfront begonnen, welches mit der endgültigen Realisierung des Neuen Belgrader Eisenbahnknotens verbunden ist.

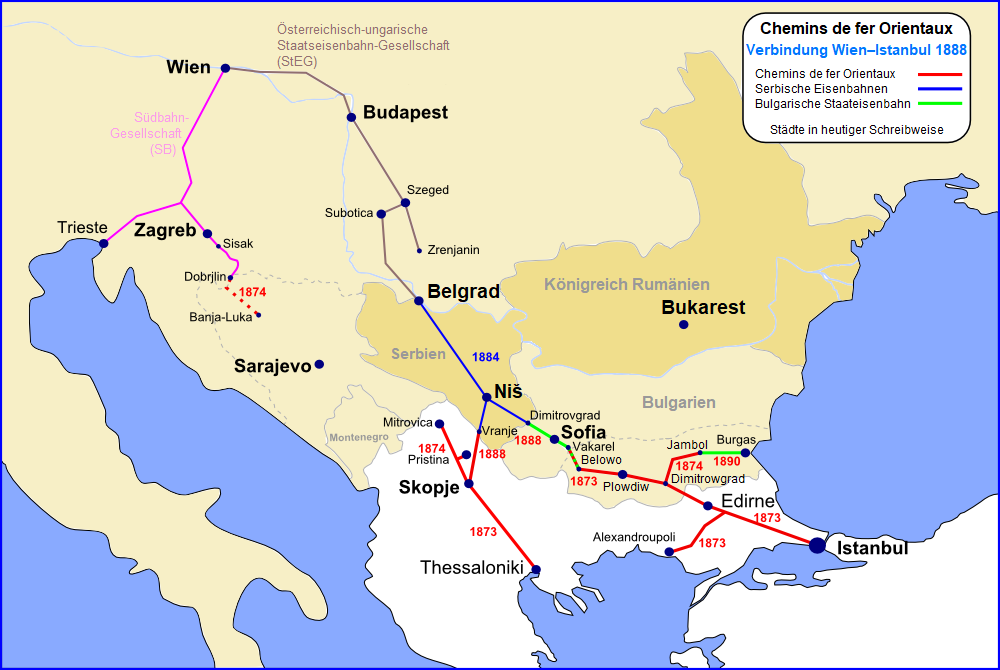
Trasse der Orientbahn 1888

Der Balkan bildete mit der Skandinavischen Halbinsel die letzte Region Europas, die durch den Bau von Eisenbahnen erschlossen wurde. Beide Halbinseln lagen im 19. Jahrhundert an den wirtschaftlichen Grenzräumen Europas. Die Ungarischen Eisenbahnen erreichten nach Mitte des 19. Jahrhunderts in Galizien und Transsylvanien und Kroatien die Außengrenzen des k.u.k. Imperiums. Darüber hinaus lagen Serbien, Rumänien und das Osmanische Reich.
Bis 1860 war noch kein Kilometer Gleis südlich Save und Donau gebaut worden. Erst in diesem Jahr begann mit einer Stichbahn in der Dobrudscha und sechs Jahre darauf in Bulgarien der Bau von Schienenwegen im osmanischen Gebiet.
1855 hatte der Sultan die Konstruktion eines Schienenweges von Konstantinopel über Sofia nach Belgrad vorgeschlagen. Es dauerte 14 Jahre, bis dieser Vorschlag von Baron Hirsch, einem bayrischen Finanzier, aufgegriffen wurde. Er plante eine Verbindung zwischen Konstantinopel und dem österreichischen Eisenbahnnetz. Die Trassierung wurde unter Umgehung Serbiens geplant. Von Sofia aus sollte die Strecke westlich über Niš nach Priština und von dort über Novi Pazar und Banja Luka verlaufen. Ebenso sollten Sarajewo und die Save angebunden werden. Die Kontrolle der Eisenbahn wäre damit gänzlich von den Serbien benachbarten Großmächten ausgeübt worden, die diese Trassierung unter wirtschaftlichen und militärischen Gesichtspunkten vorantrieben. Als Gesellschaft zum Betrieb der Bahn gründete Baron Hirsch die Compagnie des Chemins de fer Orientaux, im deutschen Sprachraum auch als Orientbahn bezeichnet. Die Abschnitte zwischen Konstantinopel und Belowo, etwa 80 km östlich von Sofia sowie die sogenannte Sandschakbahn zwischen Banja Luka und Dobrljin waren bis 1874 fertiggestellt. Die schwierigen Geländeverhältnisse und vor allem der Aufstand in der Herzegowina 1875, sowie nachfolgend der Montenegrinisch-Osmanische und der Serbisch-Osmanische Krieg verzögerten und unterbrachen den Weiterbau. Im Ergebnis des Krieges und des Berliner Kongresses wurde Serbien um Gebiete vergrößert, die eigentlich auf der geplanten Trasse von Baron Hirschs Orientbahn lagen und Österreich-Ungarn besetzte Bosnien und Herzegowina. Der Orientbahn verblieben nur mehr die bereits fertigen Abschnitte außerhalb Serbiens und Bosniens.
Diesmal übernahm Österreich das Patronat der Eisenbahntrassierung und man wählte die Route über die Morava zwischen Niš und Belgrad, womit Serbien ins internationale Eisenbahnsystem integriert wurde. Der serbische Abschnitt wurde von einer französischen Privatgesellschaft erbaut, die nach diversen Finanzproblemen 1889 durch die neugegründete Serbische Staatsbahn (ŽS) abgelöst wurde. 1888 nahmen sowohl der Orient-Express als auch der Konventionalzug ihren Betrieb zwischen Wien und Konstantinopel auf.
Dennoch wurde Baron Hirschs Route durch den Sandschak Novi Pazar nicht vergessen. Unter den frühesten osmanischen Projekten befand sich eine dem Tal des Vardar folgende Route von Thessaloniki nach Skopje. Anfang der 1870er Jahre vollendet, wurde sie bis Mitrovica in den Sandschak Novi Pazar weitergeführt. Gleichzeitig wurde die nördliche Trasse zwischen der ungarischen Grenze nach Banja Luka und Sarajewo vollendet. Trotz großer topographischer Hindernisse konnte diese bis zur nördlichen Grenze zum Sandschak als Schmalspurbahn ausgeführt werden. Nur noch 160 km trennten nun den Endpunkt der Bosnischen Ostbahn bei Uvac und den Terminus der Thessaloniki-Trasse bei Kosovska Mitrovica. Nördlich dieser noch ausstehenden Verbindungstrasse lag Serbien, südlich Montenegro. Diese verfolgten ein konkurrierendes Vorhaben bei der für die Železnice Srbije eine Adriabahn strategische Priorität hatte, die über die Südost-Dinariden die Anbindung Serbiens an die Adria und Montenegro zum Ziel hatte. Diese konkurrierenden Eisenbahntrassierungsvorhaben bildeten in der ersten Dekade des 20. Jahrhunderts eine der wesentlichen diplomatischen Verstrickungen zwischen Österreich-Ungarn und dem Osmanischen Reich einerseits und Serbien und Montenegro andererseits. Die geplante Verbindung der osmanischen und bosnischen Bahnen wurde jedoch aufgrund der Balkankriege nie vollendet und der Sandschak fiel 1912 Serbien und Montenegro zu.
Alles in allem waren für den Bau der Eisenbahntrassen auf der Balkanhalbinsel nie ökonomische Gesichtspunkte vordergründig, dagegen wurden aber immer strategische Erwägungen zu ihrer Einrichtung offen vorgetragen. Österreich-Ungarn versuchte bis 1914, Serbien davon abzuhalten, eine Adriaverbindung einzurichten. Gleichzeitig wurden die eigenen Trassen zwischen der Donauebene und Mittelmeer ausgebaut. Auch Dubrovnik und die Bucht von Kotor wurden von den Österreichischen Eisenbahnen erreicht. Eine Verbindung von Belgrad mit Kotor blieb in den 1890er Jahren der eigentliche Wunschtraum der Serbischen Eisenbahnen.
Insgesamt wird der Eisenbahnbau auf der Balkanhalbinsel im späten 19. Jahrhundert als ein Exempel des wirtschaftlichen Imperialismus des Deutschen Reiches und ihres Verbündeten Österreich-Ungarn betrachtet. Deutsches Kapital finanzierte zum Großteil die Orientbahn, und es bestand eine Vereinbarung zwischen Deutschland und dem Osmanischen Reich von 1903, die eine Weiterführung nach Kleinasien, als sogenannter Bagdadbahn, als Teil eines politischen Projektes vorsah. Mit ihrem Bau wurde zuerst an eine Neutralisierung Serbiens als Verbündeter Russlands und eine enge Einbindung der Türkei an Deutschland gedacht. Auch wenn der Eisenbahnbau damit subkontinentale Verbindungen eröffnete, blieben die wirtschaftlichen Effekte, die sich daraus ergaben, auf äußerst bescheidenem Niveau. So blieb der außenwirtschaftliche Effekt aus und Deutschlands Bilanz mit Südosteuropa bilanzierte sich zwischen 1891 und 1913 auf 1 %. Die Eisenbahnen transportierten auf der Balkanhalbinsel wenig mehr als Post und Personen, der Gütertransport erfolgte per Schiff.

#### Planungen 1835–1878

Kosovska Mitrovica Terminus der Orientbahn 1894

Die erste Idee einer Eisenbahn in Serbien wurde 1835 vom Bergbaufachmann Baron Herder, der Serbien während seiner Forschungsreise 1835 kennenlernte, aufgeworfen. Fürst Miloš Obrenović förderte nach Übergabe der Projektunterlagen 1838 neben anderen Modernisierungsmaßnahmen auch als erster das Projekt der Eisenbahnentwicklung Serbiens. Die größte Aufmerksamkeit zog dabei das Programm das Binnenland Serbien mit der Adriaküste zu verbinden auf sich. Die projektierte Trasse sollte dabei Belgrad über Raška, Novi Pazar mit Shkodra und über die Bojana mit den Adrihäfen Bar und Durrës verbinden.
In den 1850er Jahren wurde der Ausbau der Eisenbahnen auf dem Balkan zum Tagesthema. Im Mittelpunkt für die Entscheidung für den Ausbau der Eisenbahn im Fürstentum Serbien, die eine Verbindung Belgrads mit den zu bauenden Eisenbahnen des osmanischen Reiches bewirken sollten, stand aber eine Einwilligung des osmanischen Reiches, da dieses damals Serbien wenn auch autonomen Fürstentum als tributpflichtigen Vasall des osmanischen Reiches in solcherart strategischen Entscheidungen vorstand. Schon 1851 wurde ein Anliegen der Regierung Serbiens zum Eisenbahnbau an die Hohe Pforte übermittelt, das wie ein weiteres 1855 und ein letztes 1869 allesamt abgelehnt wurde. Das Osmanische Reich plante seinerseits einen Ausbau seiner Eisenbahninfrastruktur mit einer Verbindung zu den europäischen Bahnlinien unter Umgehung Serbiens. Eine erste Trasse sollte dabei Sofia mit Widin und mit der Verbindung nach Orșova die österreichischen Eisenbahnen über Ungarn erreichen.

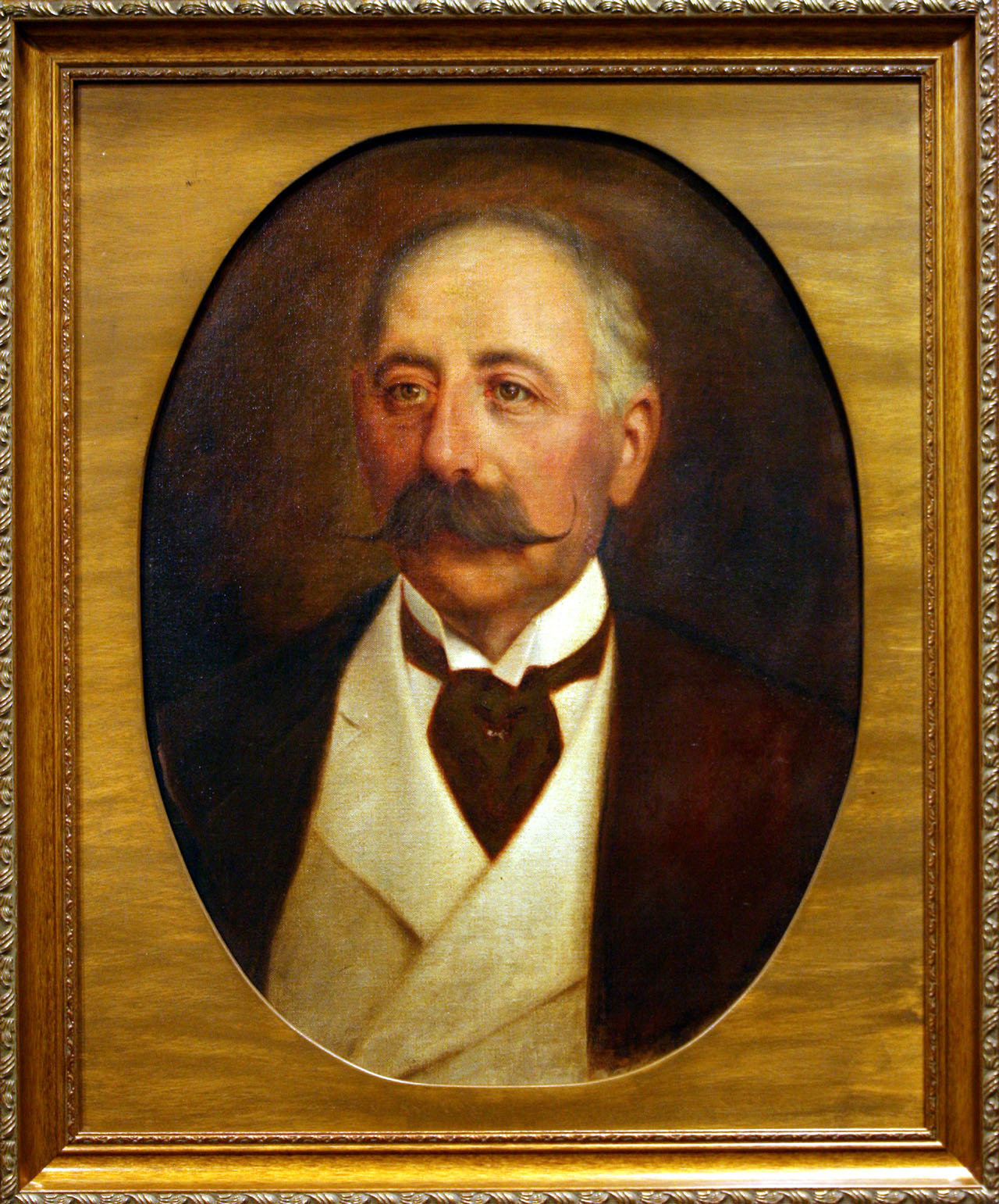
Moritz von Hirsch, Pionier des Eisenbahnbaus auf der Balkanhalbinsel

Die vom osmanischen Reich projektierten Bahntrassen wurden dabei auch mit Österreich-Ungarn in dessen Plänen einer Orientbahn abgestimmt, die nach der Niederlage Österreich-Ungarns im Preußisch-Österreichischen Krieg 1866 zu einem primären strategischen Projekt der Donaumonarchie aufstieg. Von osmanischer Seite war 1865 der Plan Konstantinopel über Edirne, Plovdiv, Niš, Kosovska Mitrovica, Sarajevo, Banja Luka nach Bosanski Novi und einer Verbindung mit dem Netz der Südbahngesellschaft beschlossen worden, 1869 wurde die Konzession an den Wiener Finanziers unter Führung von Baron Moritz von Hirsch übergeben und 1872 das erste Teilstück der Sandschakbahn westlich Banja Luka eröffnet. 1874 wurde Kosovska Mitrovica über Konstantinopel erreicht, der schwierigste, durch die Hochgebirge der Dinariden zu führende Abschnitt im Sandschak und Bosnien, wurde jedoch nicht verwirklicht, die Orientbahn blieb in ihrer geplanten Form damit ein Torso.
Gegen diese von den Großmächten vorangetriebenen Bahntrassen um Serbien herum versuchte das Land, eine Serbien im West-Ost-Eisenbahntransitverkehr verankernde Position zu bringen. Aufgrund der großen öffentlichen Aufmerksamkeit über die projektierten Bahnstrecken zum Osmanischen Reich und dem Interesse ausländischer Eisenbahnbaukompanien und -gesellschaften am Bau weilten schon im August 1851 englische Eisenbahningenieure in Serbien, die eine Trasse durch das Land prüfen sollten. Nachdem Aleksandar Karađorđević diesen von serbischer Seite unautorisierten Schritt unterbunden hatte, kamen aber schon 1853 Fachleute der französischen Regierung, die wie die vorherigen englischen Gutachter die Trassierung Konstantinopel–Edirne–Belgrad mit einer Abzweigung Niš–Thessaloniki befürworteten. Nach dem Krimkrieg und den Plänen zum Bau des Suezkanals wurde in der serbischen Gesellschaft wiederum das Projekt einer Adria-Eisenbahn von den wirtschaftlich tonangebenden Kaufmannskreisen in Belgrad ins Spiel gebracht, da hierin nach deren Meinung auch die Abhängigkeit von den Interessen der Großmächte weniger ausgeprägt wäre. Vertreter der Suez-Gesellschaft erschienen dann auch erstmals 1856, um eine Bahnstrecke zwischen der Adria und Belgrad zu prüfen.
Ende der 1850er Jahre gab es, nachdem der Ungar Graf Zichy 1856 als Vertreter der österreichischen Gesellschaft Der Ostweg des Kaisers Franz Joseph nach Belgrad kam, aber keinen Streit mehr über die Notwendigkeit, Wien über Zemun–Belgrad–Aleksinac mit den osmanischen Bahnbestrebungen über Serbien anzubinden. Nachdem Mihailo Obrenović 1864 auch in seiner Thronrede den Eisenbahnbau in Serbien betonte, wurde ein Gesuch an die französische Regierung in einer ersten förmlichen Studie, die eine Bahntrasse durch Serbien bis zur türkischen Grenze projektierte, abgeschlossen. Nachdem die türkische Regierung Serbien 1874 auch einen Bahnanschluss bei Niš erstmals verbindlich zusicherte, nahm die Nationalversammlung 1875 den Gesetzesentwurf zum Eisenbahnbau an. Dabei wurde die vorherige französische Trassierungsvariante mit leichten Änderungen übernommen und das Projekt zur Ausarbeitung einem französischen Ingenieur übergeben. Mit den Verpflichtungen Serbiens auf dem Berliner Kongress 1878 konnte auf dieser Grundlage auch die erste serbische Bahnlinie gebaut werden. Darin wurde das Land verpflichtet, eine Verbindung zum europäischen Schienennetz zu realisieren. Aus Perspektive der Großmächte hing mit der politischen Lösung der Orientfrage auch der Anschluss ans Eisenbahnnetz Europas zusammen. Dem neuen serbischen Staat kam die Schlüsselfunktion hinsichtlich der Transitlage zwischen Istanbul und des ägäischen Raumes zu und das Land wurde verpflichtet die Strecken von Belgrad nach Niš, weiter an die damalige bulgarische Grenze bei Pirot, sowie abzweigend über Vranje nach Ristovac an der damaligen türkischen Grenze anzulegen.

#### Eröffnungsperiode 1881–1895

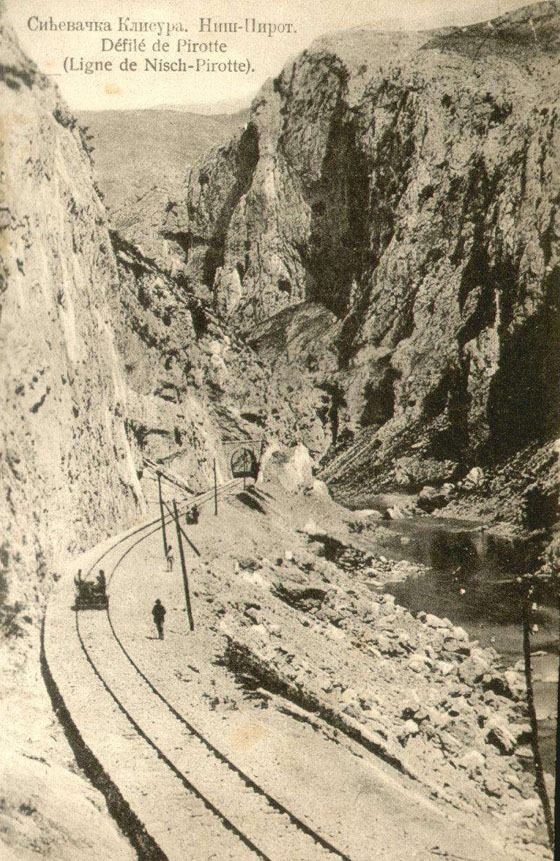
Die Sičevo-Schlucht zwischen Niš und Pirot bildete aufgrund der Reliefvorgaben die technologische Schlüsselstelle der Eisenbahnhauptstrecke der Orienteisenbahn zwischen Belgrad und Istanbul.

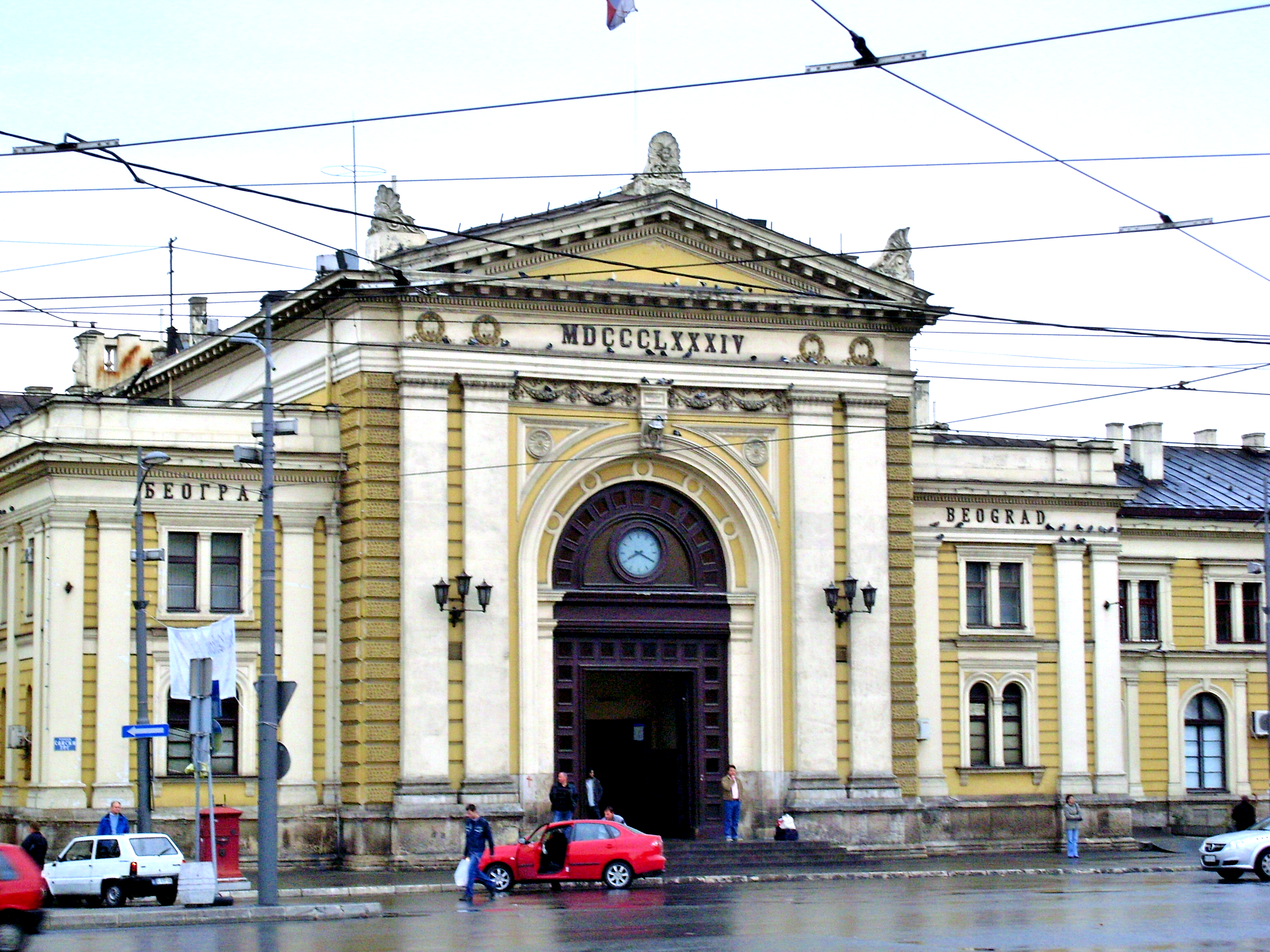
Der ehemalige Hauptbahnhof von Belgrad

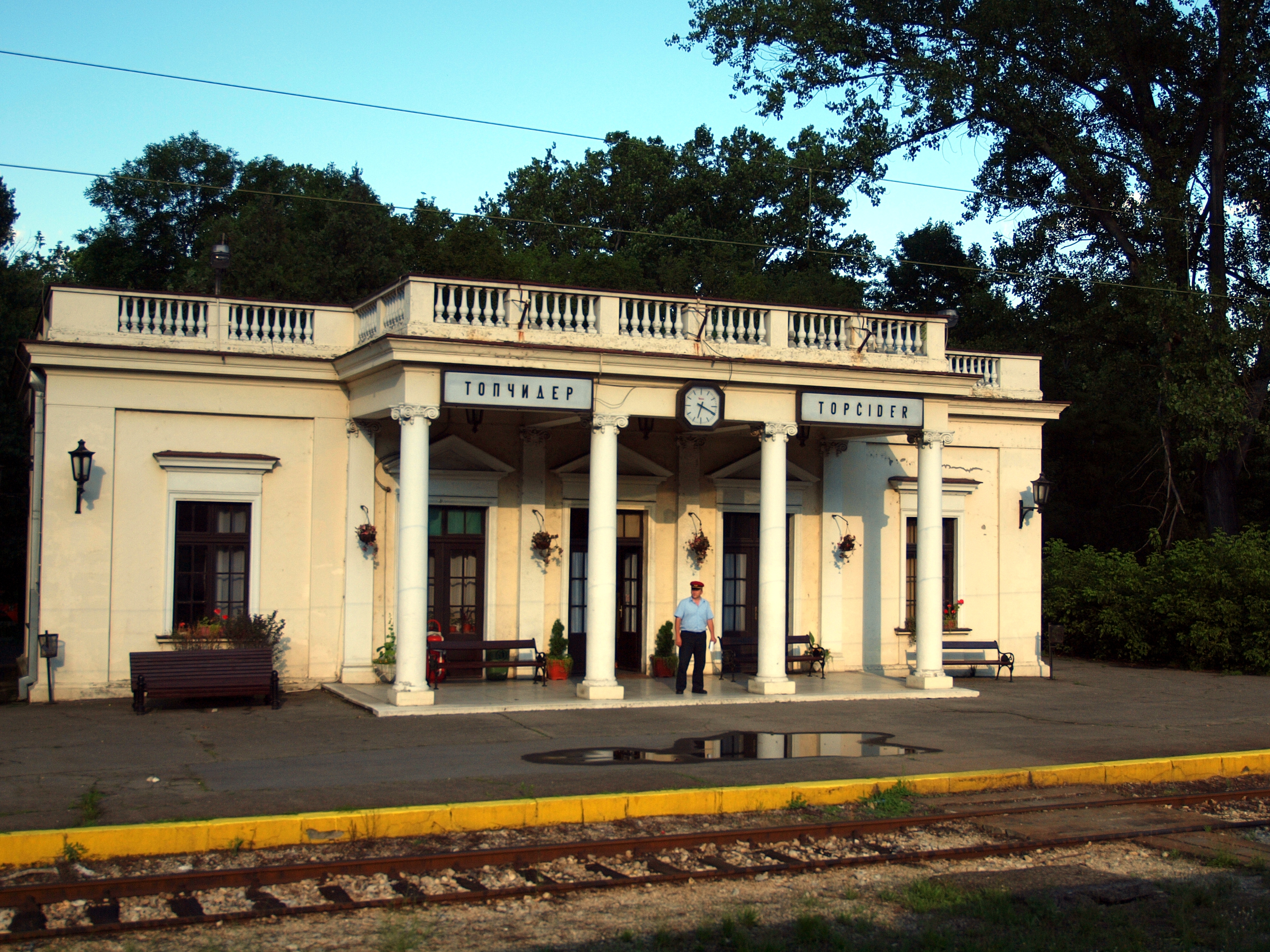
Topčider diente den Regenten der Häuser Obrenović, Karađorđević sowie Josip Broz Tito als Repräsentationsbahnhof, der an die nahegelegenen Schlösser in Topčider sowie denen auf dem Dedinje angeschlossen war. Hier eröffnete Fürst Milan I. am 24. Juni 1881 die Bauarbeiten an der Trassierung nach Niš. Vom einstigen Bahnhof steht heute nur noch die Wartehalle der serbischen Regenten.

In der Eröffnungsperiode zwischen 1881 und 1895 wurden die maßgeblichen Hauptrouten im heutigen Serbien mit den nach 1912/13 sowie 1918 an Serbien gefallenen Territorien zu den Nachbarländern vollendet (insbesondere Vojvodina). In diesen Zeitraum fällt die Vollendung der Magistralen Trassen der Morava-Vardar-Bahn (1886), sowie der Save-Korridor-Bahn (1891).
Mit dem symbolischen Spatenstich für die Bahnstrecke von Belgrad nach Niš durch Fürst Milan Obrenović am 24. Juni 1881 am Nullpunkt der Serbischen Eisenbahnen am Bahnhof Topčider sowie der Grundsteinlegung des Belgrader Hauptbahnhofes begann der eigentliche Ausbau des Schienennetzes in Serbien. Die 245 km lange Strecke wurde 1884 fertiggestellt, es folgten die Linien Niš–Ristovac (1886) und Niš–Pirot–Caribrod (Dimitrovgrad) (1887).
Für die Realisierung der Transitstrecke unterzeichnete Serbien 1881 einen Vertrag mit der französischen Bau- und Betriebsgesellschaft Union générale, welcher die Gründung einer Aktiengesellschaft namens Compagnie de Construction et Exploitation des Chemins de fer de l’Etat Serbe vorsah. Doch Anfang des Jahres 1882 musste diese Konkurs anmelden. Daraufhin gründeten die österreichische Länderbank und das Comptoir d’Escompte in Paris eine neue Gesellschaft, deren Name mit der untergegangenen Gesellschaft identisch war.
Durch den schnellen Aufschwung der Schiene strebte Serbien über diese Hauptstrecken auch eine grundlegende Vernetzung seines Staatsgebietes durch Einrichtung von Lokalbahnen an. Bereits im Jahre 1886, also ein Jahr vor der Eröffnung der Strecke Niš–Caribrod, wurde die im Zusammenhang mit dem Großen Bahnbau erstellte Materialbahn Smederevo–Velika Plana in eine reguläre Eisenbahn umgebaut und noch im selben Jahr wurde die Strecke Lapovo–Kragujevac eröffnet; sie hatten in Velika Plana bzw. Lapovo Anschluss an Beograd–Niš. Die südöstlichen Anschlüsse jenseits der serbischen Endbahnhöfe, also von Caribrod nach Sofia und von Ristovac nach Skopje wurden erst 1888 fertiggestellt.
Die spätere magistrale Hauptroute im Save-Korridor im ehemaligen Jugoslawien, die heute zwischen Šid und Belgrad die einzige zweigleisig ausgebaute Verbindung stellt, wurde 1883 zwischen Inđija und Sremska Mitrovica und 1885 zwischen Sremska Mitrovica und Šid eröffnet. Jedoch konnte der komplette Save-Korridor erst 1891 geschlossen werden, da die Pläne der sogenannten Militärgrenzbahn (die Militärgrenze wurde 1873 aufgelöst) aufgrund des starken Dualismus zwischen der Ungarischen Regierung und den Entwicklungswünschen der Eisenbahntrassierung Kroatiens zu einer starken Verzögerung im Ausbau führten. Bei Inđija traf diese auf die ebenfalls 1883 vollendete ungarische Strecke Budapest–Zemun. Belgrad wurde so noch 1884 an die ungarische Eisenbahn angeschlossen, doch erst 1891 wurde der Zugverkehr Richtung Zagreb bedient.
Im Jahre 1889 wurden die Serbischen Staatsbahnen Srpske državne železnice (SDŽ) mit Sitz in Belgrad gegründet.
Auf den osmanisch-österreichischen Bemühungen der Orientbahn beruhen die Trassen der Linie Skopje–Kosovska Mitrovica auf dem Territorium des Sandschak Novi Pazar. Diese erreichte 1874 Mitrovica. Die älteste Bahnstrecke des heutigen serbischen Eisenbahnnetzes wurde von den Österreichern gebaut und befindet sich im Banat, das damals unmittelbar dem Wiener Ministerium unterstelltes Kronland war. Die Inauguration fand am 15. November 1857 statt. Diese Linie verband die Städte Temeswar, Hatzfeld, Kikinda und Szeged auf einer Länge von 112 km. Dadurch verkürzte sich die Reisezeit von Temeswar nach Wien auf 36 Stunden. Ein Jahr früher, im Jahre 1856 wurde bereits die Banater Montanbahn eröffnet, die Kohle von Steierdorf-Anina nach Basiasch beförderte. Diese Bahnstrecke wurde allerdings nach dem Zweiten Weltkrieg teilweise abgetragen. In der damals ungarischen, heute zu Serbien gehörenden Batschka begann das Eisenbahnzeitalter 1869 mit der Eröffnung der Teilstrecke Subotica–Sombor als Teil des ungarischen Netzes.

### Balkankriege und Erster Weltkrieg

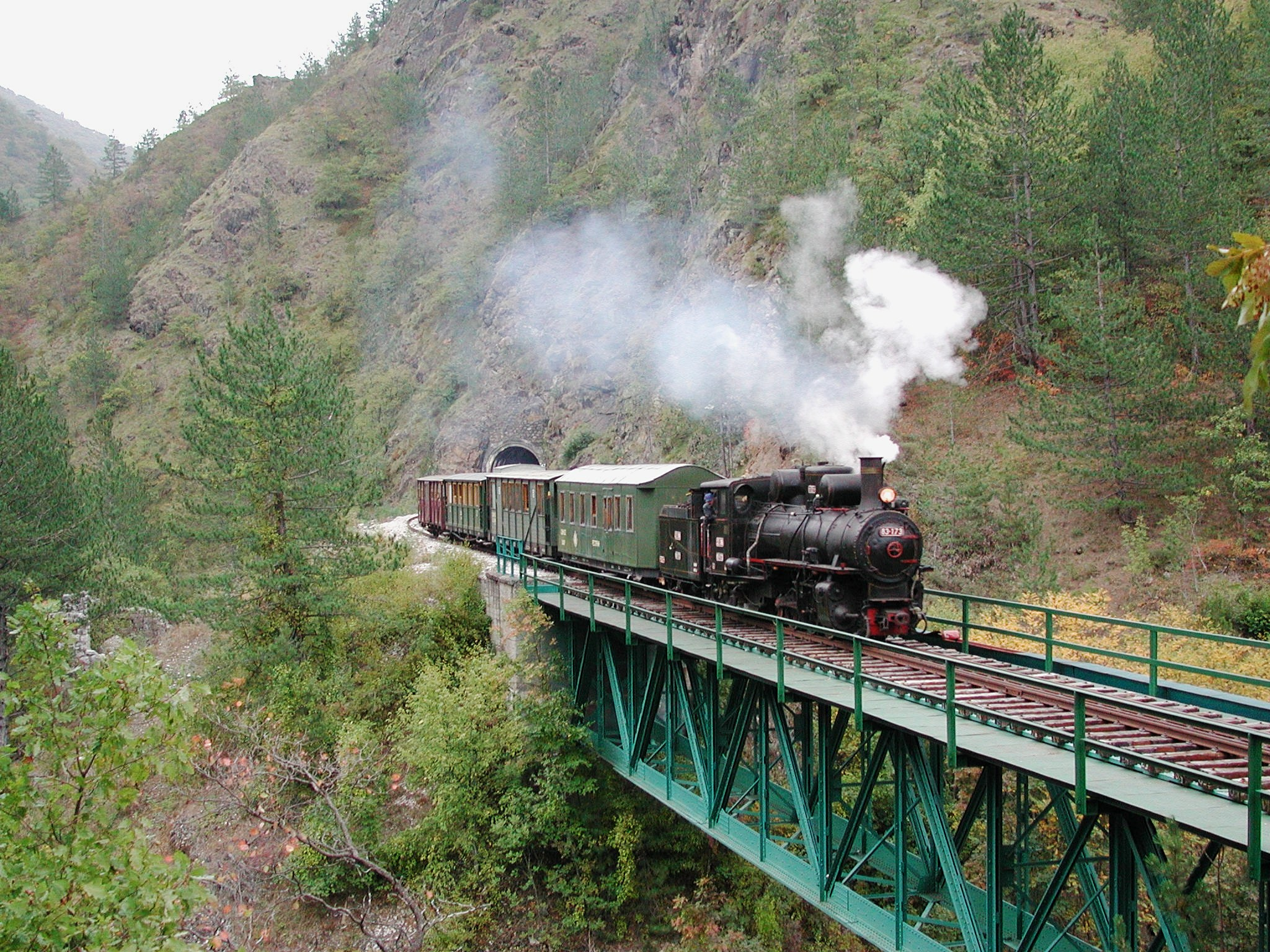
Die Touristenbahn Šarganska osmica auf der Relation Višegrad-Užice ist ein Überbleibsel der ehemaligen Bosnischen Ostbahn

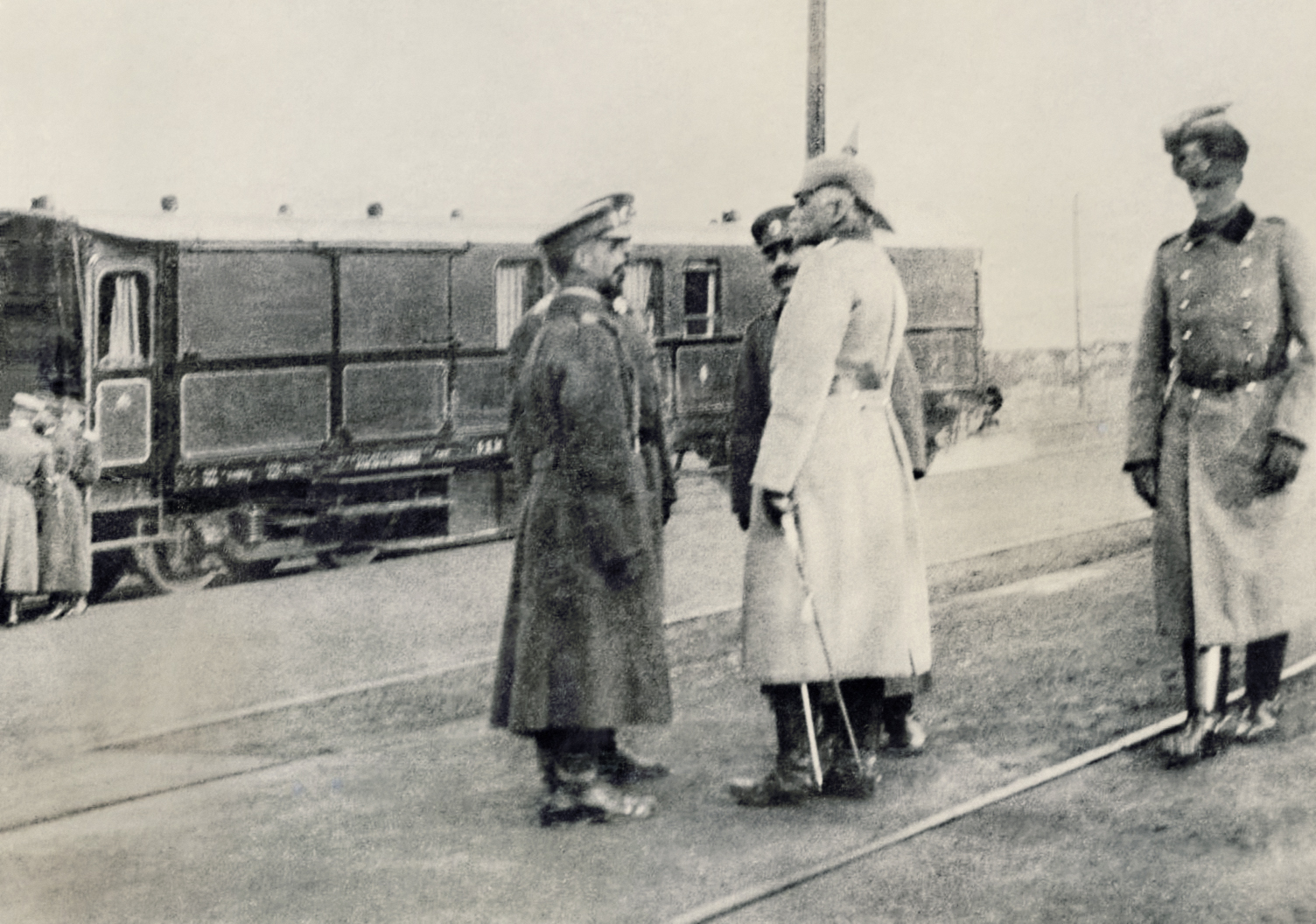
Feldmarschall August von Mackensen mit bulgarischen Offizieren beim Empfang des Deutschen Kaisers Wilhelm II. und des Bulgarischen Königs Ferdinand I. in Niš 1916

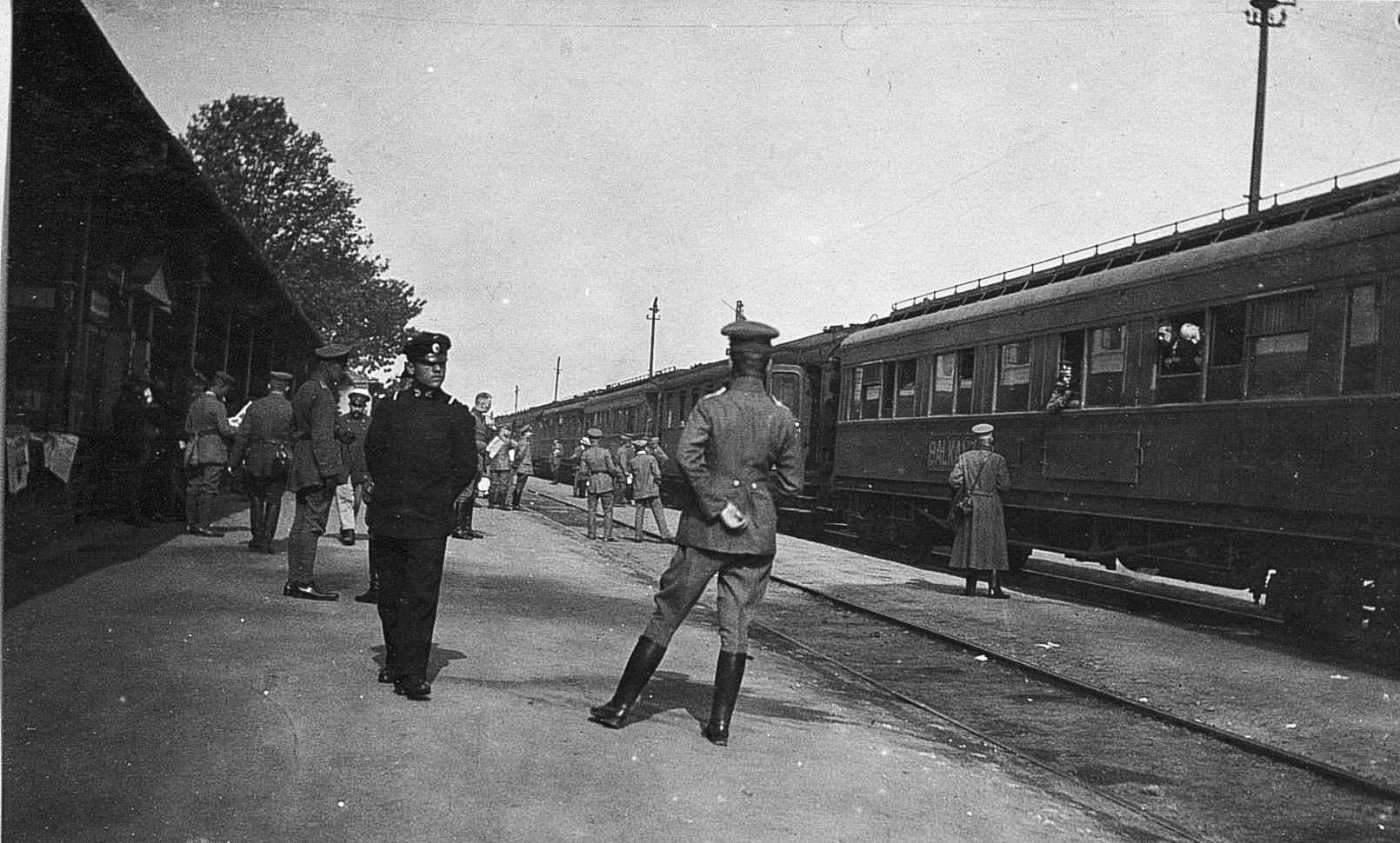
Balkanzug am Bahnhof Niš im letzten Kriegsjahr 1918

Noch vor den Balkankriegen wurde in Zentralserbien im Tal der Westlichen Morava erstmals auch die Schmalspur (760 mm) auf der Relation Stalać–Kraljevo–Užice und Radujevac–Vrazogrnac–Vrška Čuka eingesetzt. Vor 1914 wurden etliche weitere Schmalspurbahnen errichtet (so z. B. Mladenovac–Lajkovac und Paraćin–Zaječar–Vrazogrnac).
Im Zuge der Balkankriege 1912/1913 gewann Serbien neue Territorien im Süden (den Sandschak Novi Pazar mit den Landschaften Kosovo und Metohijen sowie Teile von Mazedonien) hinzu. Damit gingen auch die dort vorhandenen Eisenbahnstrecken des ehemaligen Osmanischen Reiches in seinen Besitz über. Hierbei handelte es sich die Strecken Skopje–Kosovska Mitrovica, Skopje–Gevgelija, Skopje–Ristovac und Bitola–Kinali. Der volkswirtschaftliche Nutzen dieser Bahnen war jedoch beschränkt, da die Strecke Skopje–Kosovska Mitrovica eine Stichbahn und die Strecke Bitola–Kinali nicht mit dem übrigen Netz verbunden war.
Mit Beginn des Ersten Weltkriegs wurde eine strategische Eisenbahn-Landverbindung zwischen Mitteleuropa und dem Vorderen Orient für die Mittelmächte unter Führung des Deutschen Kaiserreiches durch den Deutsch-Türkischen Bündnisvertrag vom 2. August 1914 sowie die Geheimverträge mit Bulgarien vom 6. September 1915 vorbereitet, die damit auf Seiten Deutschlands und Österreich-Ungarns in den Krieg zogen. Nachdem drei österreichisch-ungarischen Invasionen zwischen Sommer und Herbst 1914 durch eine endgültige Niederlage der k.u.k. Balkan-Armee in der Schlacht an der Kolubara einen katastrophalen militärischen Misserfolg Österreich-Ungarns bedeuteten und die Einnahme der strategischen Hauptstrecke der Serbischen Eisenbahnen ausblieb, was einer Verbindung der Streckennetze Ungarns und Österreichs auf der einen und Bulgariens und der Türkei auf der anderen Seite den Weg versperrte, beschloss die Armeeführung des Deutschen Kaiserreichs, die Balkanroute in einer Großoffensive durch Leitung durch Feldmarschall August von Mackensen mit der 11. Deutschen Armee und verbündeter österreichisch-ungarischer und bulgarischer Armeen im Herbst 1915 zu öffnen. Friedrich Naumann äußerte in seiner Schrift »Bulgarien und Mitteleuropa« (1916) als Ergänzung seines damals als bedeutend angesehenen ideologischen Leitfadens eines von imperialen Ambitionen durch Deutschland regierten »Mitteleuropas« alle wesentlichen strategischen Gesichtspunkte im deutschen Vordringen nach Serbien und den Balkanraum:

„Beide mitteleuropäischen Reich haben ein gemeinsames großes Interesse an der Verkehrs- und Handelslinie über Konstantinopel nach dem Orient. Das ist ein Landweg erster Ordnung. Auf die Sicherheit dieses Weges muss insbesondere Deutschland alles Gewicht legen, weil seine Zusammenhänge mit der Türkei an das Vorhandensein dieser Linie gebunden sind. Wir haben ja im Kriege erlebt, welcher Schaden dadurch hätte entstehen können, daß die Serben ein Stück dieses Weges besaßen. Um dießes Weges Willen erfolgte der Donauübergang der Armee Mackensen“

Als Bestandteil der imperial gedachten Großmachtpolitik Deutschlands mit einer Landverbindung Hamburg–Suez waren die Eisenbahn-Projekte der Bagdadbahn und anatolischen Bahn initiiert worden. Ein Engagement Deutschlands an der Balkanfront war dadurch auch durch die dortige Niederlage der k.u.k. Armee zwingend geworden. Die Etablierung des Balkanzuges zwischen Berlin und Konstantinopel in Ablösung des ehemaligen Orient-Expresses bildete eine anschließende Etappe, die aus der Integration der Bahnstrecken der Balkanhalbinsel auch eine Rechtfertigung für die an Material und Menschenleben kostspieligen Kriegsanstrengungen zur Zerschlagung Serbiens diente und darüber ein wichtiger Propagandaerfolg der Mittelmächte stellte:
Die feierliche Einweihung des Balkanzuges erfolgte am 18. Januar 1916 am Bahnhof Niš mit einem Staatsbankett für den Deutschen Kaiser Wilhelm II., den Bulgarischen Zaren Ferdinand I. und Vertretern der Donaumonarchie.

„Als wir deutschen Reichstagsabgeordneten von den bulgarischen Staatsvertretern auf dem Bahnhof von Niš zuerst begrüßt wurden, da war der Ort selbst symbolisch für das, was und vereinte: wir und ebenso die Bulgaren mußten die feindliche Kontrolle der Strecke Belgrad–Niš–Pirot zerbrechen. Vom bulgarischen König an hat das ganze bulgarische Volk erfahren, was es heißt, nur durch Gegner zu seinen Freunden reisen zu können. Eine wohlgeordnete Balkaneisenbahn ist faßt mehr als ein Staatsvertrag.“

Zwar übertrug das Deutsche Kaiserreich die Kontrolle über das eroberte serbische Territorium an die beiden Verbündeten Österreich-Ungarn und Bulgarien, die logistische Kontrolle des militärischen- und Gütertransportes auf der Balkanroute auf der Relation des Morava-Korridors zwischen Belgrad und Niš verblieb jedoch beim Deutschen Kaiserreich. Alle serbischen Bahnhöfe und Bahnbetriebswerke wurden damit durch deutsche Soldaten und Eisenbahntruppen übernommen. Diesen oblag damit Exekutive, Administration und Verwaltung aller Aktivitäten der serbischen Eisenbahnen. Aufgrund des Aufbaus der Salonikifront ab April 1916 entstanden auf dem Gebiet der damals südlichen serbischen Gebiete im heutigen Makedonien, das folglich auch während der gesamten Kriegszeit gänzlich ein Kriegsgebiet blieb, eine für die Bedürfnisse des Grabenkrieges an der Salonikifront vorangetriebenen Schmalspurbahnen.
Nach der erfolgten Besetzung Serbiens arbeiteten österreichische Eisenbahntruppen der Besatzungsmacht mittels massivem Kriegsgefangeneneinsatz forciert an der Verlängerung der seit 1906 schon bis an die serbische Grenze bei Vardište herangeführten Bosnischen Ostbahn um die sogenannte Österreichisch-Serbische-Donau-Adria-Bahn zu vollenden. Diese vom damaligen österreichischen Eisenbahnminister Heinrich von Wittek empfohlene Fernverbindung beruhte ganz allgemein auf militärischen Bedürfnissen um die Ziele Österreichs auf der Balkanhalbinsel zu verwirklichen. Sie hatte die Adriaanbindung auf der Relation Belgrad–Vardiste–Sarajevo–Dubrovnik–Gruz zum Ziel und wäre Teil des weitreichenden Wien-Saloniki-Konzepts gewesen. Die Errichtung der Strecke Lajkovac–Čačak sollte den Zusammenschluss mit der Bosnischen Ostbahn westlich Užice und weiter zur Dalmatischen Küste einrichten. Die größte Herausforderung stellte dabei der Šargan-Pass in der Nähe der Grenze zu Bosnien dar. Vom bosnischen Vardište ausgehend war bis 1916 der Unterbau bis etwa Mokra Gora auf serbischem Gebiet fertiggestellt, doch musste das Projekt nach dem Einbruch des Scheiteltunnels 1916 abgebrochen werden. Die auf Grund ihres Streckenverlaufs so genannte Šarganska osmica (Šargan-Acht) konnte erst 1925 fertiggestellt werden.
Nachdem im Kriegsverlauf eine durch die Britische Flotte erzwungene Kontinentalsperre den Mittelmächten die Einfuhr von Kriegsgütern auf dem Seeweg versperrte, wurden die besetzten Gebiete Serbiens restriktiv ausgebeutet. Insbesondere wurden Holz- und Kupfererzvorräte (Bor, Trepča) sowie insbesondere im letzten Kriegsjahr aufgrund der kurz vor einer Hungersnot stehenden österreichischen Kapitale Wien und anderer Städte der k.u.k. Monarchie fast die gesamten Agrarerzeugnisse Serbiens ausgeführt. So konfiszierten die Besatzer im Sommer und Herbst 1918 aus Serbien 11 478 Wagenladungen Brotgetreide, 470 Wagenladungen fester Lebensmittel, 42 Wagenladungen Bohnen, 1140 Wagenladungen Kartoffeln, 6000–7000 Wagenladungen Mais und um eine Million Zentner Rind-, Schaf- und Schweinefleischs. Gleichzeitig wurden die Rationen die der serbischen Zivilbevölkerung zustand auf 50 % verringert. Für den Bedarf der Truppenversorgung wurden von den Okkupationsmächten ein zweites Gleis zwischen Inđija und Zemun sowie eine parallele Eisenbahnbrücke über die Save mit Bifurkation in Richtung des Bahnhofs Topčider gebaut.

### Vernetzung der Bahnstrecken im Königreich der Serben, Kroaten und Slowenen
Nach dem Ersten Weltkrieg ging Serbien mit Kroatien und Slowenien eine staatliche Union ein, 1919 wurde das Königreich der Serben, Kroaten und Slowenen gegründet, das 1929 in Königreich Jugoslawien umbenannt wurde. Von einem Eisenbahnnetz im Sinne zusammenhängender und nach einem Gesamtkonzept angelegter Strecken konnte vor 1918 auf dem Territorium des neuentstandenen Staates aber nicht die Rede sein. Das hat seinen Grund in der Zugehörigkeit der damaligen Teilgebiete zu mehreren unterschiedlichen politischen und wirtschaftlichen Einheiten, deren übergeordnete Zentren zumeist außerhalb des Landes lagen. Es waren dies vor allem Wien, Ofen (Buda) und Pest (seit 1872 Budapest), in geringerem Maße auch Konstantinopel (Istanbul). Die Eisenbahnen wurden im Wesentlichen auf diese Zentren, dazu noch auf die Seehäfen Triest, Thessaloniki und Rijeka ausgerichtet, regionale Interessen kamen kaum zum Zug und auch das seit 1878 unabhängige Serbien konnte seine Hauptbahnen nicht allein nach seinen Vorstellungen anlegen. Nach dem Ersten Weltkrieg war durch die Vergrößerung des eigentlichen serbischen Territoriums auch das eigene serbische Eisenbahnnetz aus verschiedenen Derivaten der ungarischen, osmanischen und seit 1881 in Eigenregie aufgebauten Bahnlinien durch seine schlechte Integration gekennzeichnet. Die Eisenbahnnetze der in die Staatsunion mit Serbien dazugekommenen Länder stammten darüber hinaus aus insgesamt drei verschiedenen Netzen: 1. Das auf Wien und Triest ausgerichtete Netz der österreichischen Länder Krain, Steiermark, Kärnten und Küstenland; 2. das auf Ofen und Pest (später Budapest) sowie Fiume (Rijeka) ausgerichtete Netz Kroatiens, Slawoniens, Syrmiens, der Batschka und des Banats; 3. das isolierte, am besten noch von Budapest her zugängliche Schmalspurnetz Bosniens und der Herzegowina mit Ausläufern nach Süddalmatien, die allesamt mit dem Netz Serbiens, dessen Hauptstrecken nach Budapest, Konstantinopel und Saloniki orientiert waren, nur sehr lose oder überhaupt nicht miteinander verbundene Netze bildeten und auch erst in der Zwischenkriegszeit wie insbesondere nach dem Zweiten Weltkrieg zu einem System verknüpft, auf die Bedürfnisse des Gesamtstaates abgestimmt wurden.
Für den Transitverkehr wurden zunächst die Schmalspurstrecken (760 mm) Lajkovac–Čačak (bis 1922) und Užice–Vardište (bis 1925) fertiggestellt. Das vor dem Ersten Weltkrieg schon von Bosnien aus ausgeführte Projekt der Adriaanbindung Belgrads wurde 1928 als durchgehende Verbindung geschaffen, die nun auf der Relation Belgrad–Lajkovac–Čačak–Sarajevo–Dubrovnik Serbien erstmals direkt an die Adriaküste heranführte. Diese stellt mithin den Vorläufer der heutigen Beograd-Bar-Bahn (eröffnet 1976) dar und wurde wegen der Bauarbeiten schon vor deren Eröffnung ab 1968 eingestellt.
Mit der Fertigstellung der normalspurigen Strecke Doljevac–Pločnik–Kuršumlija 1930 wurde ein Teil der Verbindung Niš–Priština hergestellt. Bis zum Jahre 1931 wurde die normalspurige Linie Kragujevac–Kraljevo–Kosovska Mitrovica vollendet, wodurch die durchgehende Verbindung Belgrad–Lapovo–Kraljevo–Kosovska Mitrovica–Thessaloniki entstand.

### Zweiter Weltkrieg

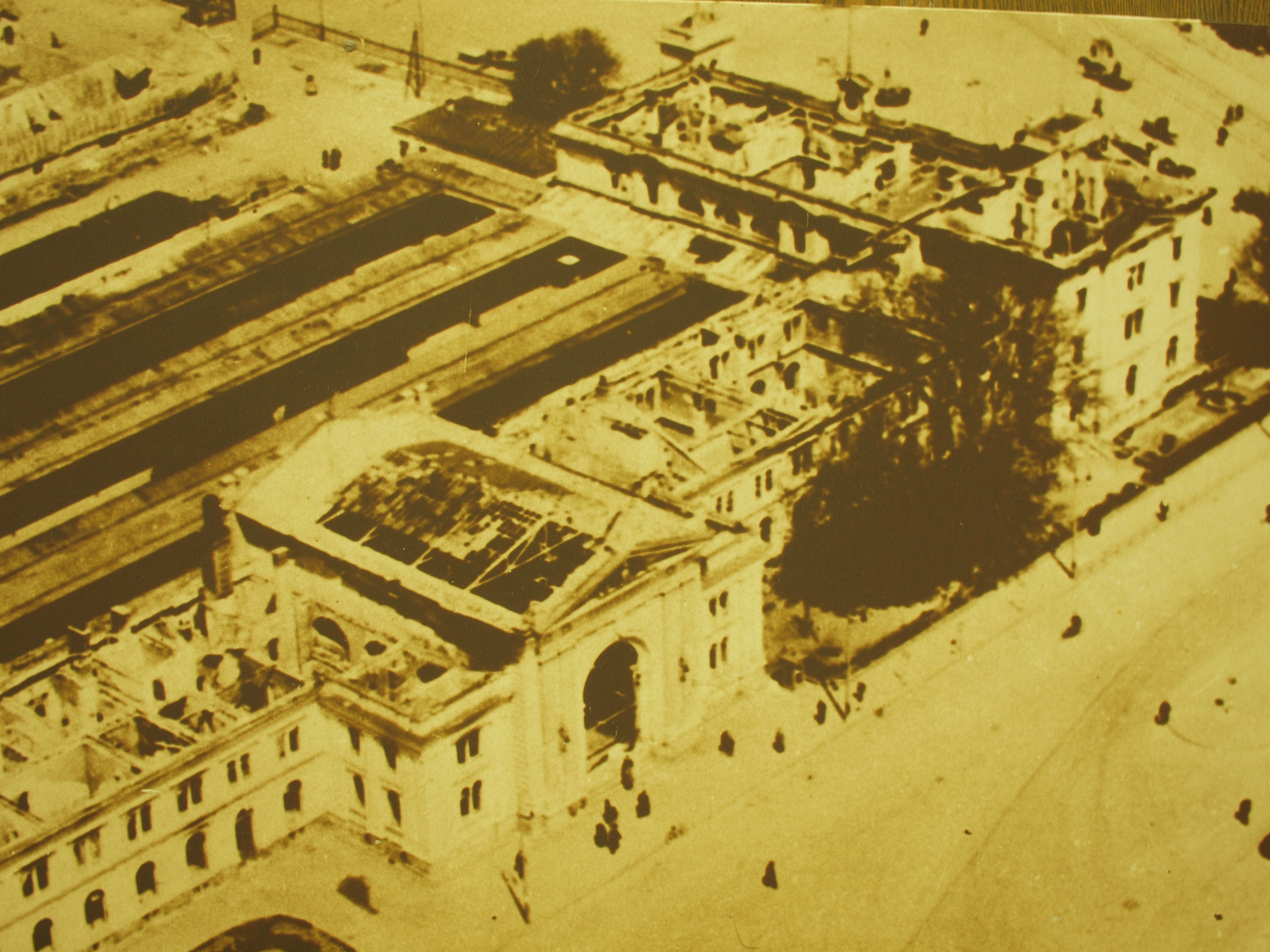
Durch die April-Bombardierung 1941 ausgebombten Bahnhofsgebäude in Belgrad

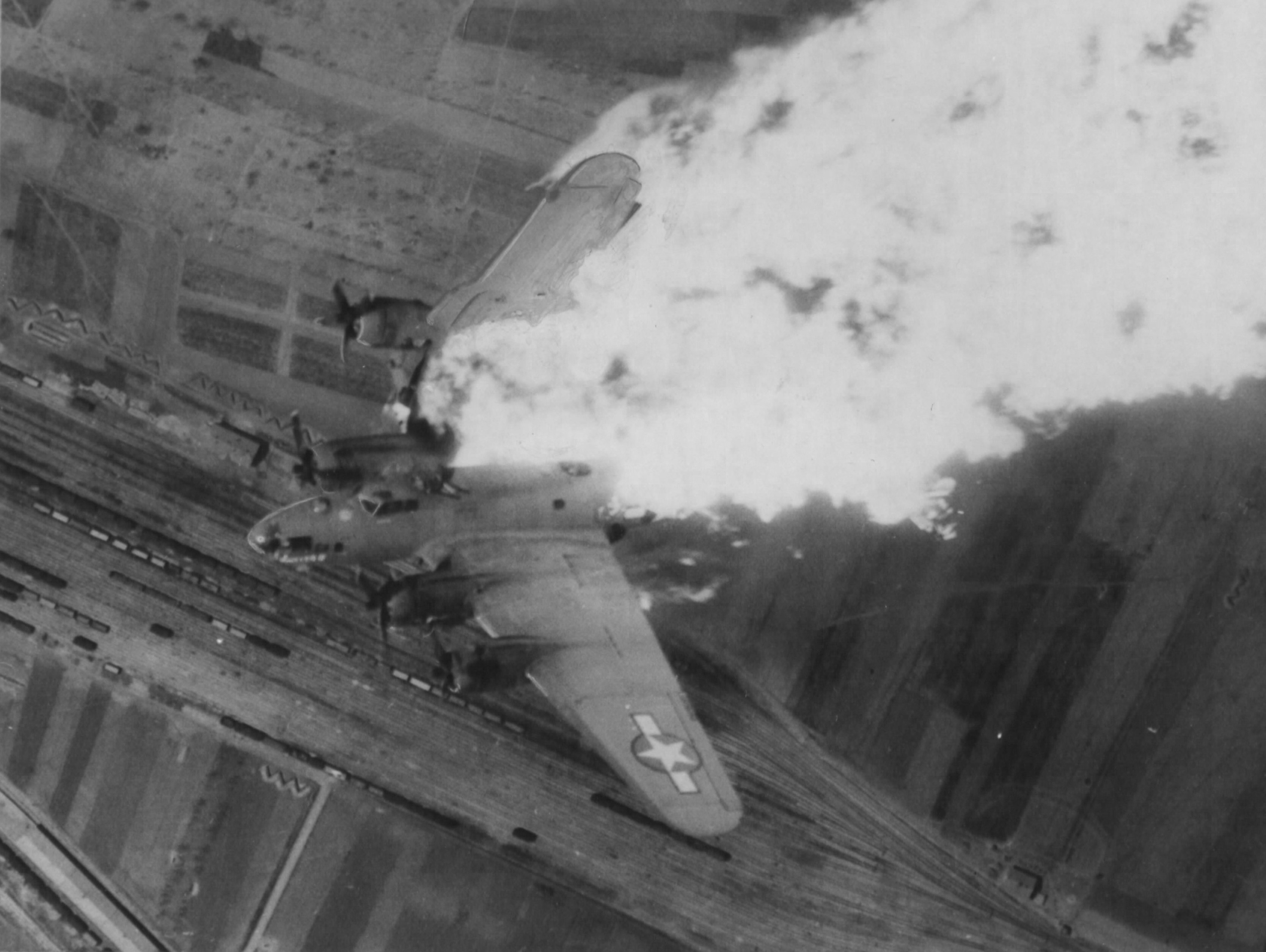
Durch Luftabwehrfeuer abgeschossene B-17 Flying fortress über dem Rangierbahnhof Nis, mit 25. April 1944 datiert, wahrscheinlich ist aber am 15. April 1944

#### Die Eisenbahnen Serbiens unter deutscher Besetzung
Mit dem deutschen Überfall auf Jugoslawien am 6. April 1941 wurde die Eisenbahninfrastruktur im Bahnknoten Belgrad zu einem strategischen Bombenziel des Luftangriffs der Luftwaffe. Das komplette Bahnhofsareal an der Save, sowie die Bahngebäude an der Eisenbahnbrücke über die Donau wurden dabei schwerst getroffen. Noch kurz vor dem Einmarsch der Wehrmacht in Belgrad wurden dann auch beide Eisenbahnbrücken über Save und Donau vom jugoslawischen Militär gesprengt. Nach dem erfolgten Einmarsch der deutschen Wehrmacht vom 12. April wurde die Eisenbahntrasse von Belgrad zur Ägäis im Zuge der griechischen Operation sowie Versorgung des Afrikakorps schon am 20. April wieder in Stand gesetzt und für den Güter- und Truppentransport genutzt.
Das verkleinerte Serbien wurde als einziger Teil des Königreichs Jugoslawien unter direkte deutsche Militärverwaltung gestellt. Damit sicherte sich das Dritte Reich die Kontrolle über den zentralen Verkehrsknoten der Balkanhalbinsel. Die Eisenbahn war das wichtigste Verkehrsmittel für den Wehrmacht-Nachschub. Zur Aufrechterhaltung der Truppenversorgung, des Material- und Rohstofftransports sowie für die operative Unterstützung der Wehrmacht bei der Okkupation Griechenlands und des Deutschen Afrikakorps wurde auf die Eisenbahninfrastruktur des Balkanraumes stark genutzt. Insbesondere übernahm die Versorgungsroute über den Balkan im ersten Halbjahr 1942 die Hauptlast der Material- und Truppentransporte für den Bedarf der militärischen Operationen in Nordafrika. Dabei kam den Bahnknoten Belgrad und Niš eine zentrale Rolle zu; sie wurden ausgebaut. Für die Leitung der serbischen Eisenbahn wurde eine zentrale Direktion in Niš eingerichtet. Der Ausbau der Schieneninfrastruktur für die erhöhten militärischen Transportaufkommen erfolgte im Bau der Save-Brücke (1942), einer zusätzlichen Brücke über die Save, und dem Bau von Rangierterminals in Pančevo, Zemun und Topčider. Ein doppelgleisiger Ausbau wurde innerhalb des Belgrader Eisenbahnknotens zwischen Topčider und Belgrad Donauhafen umgesetzt.
Als größere Maßnahme wurde der doppelgleisige Ausbau des gesamten Morava-Korridors zwischen Belgrad und Niš noch 1944 begonnen und teilweise vollendet. Nach dem Einmarsch der Roten Armee ab dem 21. September (Belgrader Operation) wurde die Wehrmacht bis zum 20. Oktober aus Serbien vertrieben; dabei konnte sie aufgrund des überraschenden sowjetischen Vormarsches über Rumänien und Bulgarien keine gezielte Verwüstung („verbrannte Erde“) der Eisenbahninfrastruktur auf dem Hauptkorridor verüben. Jedoch gelang es den sich aus Griechenland zurückziehenden Einheiten der Heeresgruppe E unter Alexander Löhr, die Ibar-Route freizuhalten. Hier wurde im Rückraum der sich zurückziehenden Armee praktisch die komplette Infrastruktur zerstört und blieb auch nach dem Krieg praktisch nicht mehr bedienbar (Relation Kosovska Mitrovica-Kraljevo).

#### Partisanenkrieg und strategische Bombardierungen der Bahninfrastruktur durch die Alliierten

Luftbildaufklärung zu den Bombentreffern eines massiven alliierten strategischen Angriffs auf die Eisenbahninfrastruktur Belgrads vom 17. April 1944. Dieser Angriff galt dem zentralen Eisenbahnversorgungsterminal der Heeresgruppen E und F in Belgrad, das neben Niš Verladeknoten von Kriegsgütern und -mitteln der Wehrmacht für Operationen auf der Balkanhalbinsel bereitstellte.

Nach dem Überfall des Dritten Reiches auf die Sowjetunion am 22. Juni 1941 wurde die Entscheidung zu einem Aufstand in Serbien gegen den Okkupator gefällt und die Partisanen- sowie Četnikbewegung griff schon bald die Schienenwege in West- und Ostserbien, sowie insbesondere die deutschen Versorgungslinien auf der Belgrad-Niš-Trasse an. Militärzüge und kriegswirtschaftlich wichtige Transporte liefen auf Minen und Sprenglücken oder wurden aus dem Hinterhalt beschossen. Sabotageschäden an Lokomotiven und Brücken häuften sich – und wurden als Anlässe für grausame Massenmorde an Zivilisten genommen. Nach Kämpfen mit Partisanen bei Kraljevo nahm die Wehrmacht ab 4. Oktober in der Fertigungshalle für Lokomotiven der Waggonfabrik Kraljevo mehrere Tausend Geiseln. Mit dem 15. Oktober wurden diese in Massenexekutionen mit weiteren Zivilisten erschossen, darunter 707 Arbeitern der Serbischen Eisenbahnen.
Auch während der folgenden Jahre blieben die Bahnstrecken Serbiens und der Vojvodina Hauptziele der aufständischen Partisanen, aber insbesondere wurden diese im Zuge der strategischen Bombardierungen der rumänischen Ölfelder bei Ploiesti auch Ziele amerikanischer Bomberverbände. Diese griffen die Bahninfrastruktur auf allen magistralen Korridoren mehrfach gezielt an. Unter anderem erfolgten am 20. Oktober 1943, 5. April 1944, sowie insbesondere am Ostersonntag 15. April 1944 massive Einsätze von B-17 Flying Fortress der 15. US-Luftflotte auf den Eisenbahnknoten Niš, wie am 3. sowie am 6. September 1944 auf die Bahninfrastruktur in Belgrad, bei dem der Hauptbahnhof, Bahnhof Donau sowie sowohl die Eisenbahnbrücken über Save und Donau zerstört wurden, und zeitgleich Angriffe auf die Eisenbahnbrücke über die Donau in Novi Sad. Am 7. November 1944 kam es bei diesen Operationen über Niš noch zu einem ungewöhnlichen alliierten Luftkampf, in dem sowjetische und US-amerikanische Flugzeuge in Luftkämpfe verwickelt wurden und 4 Jaks der Roten Armee und 2 P-38 der Amerikaner abgeschossen wurden.

### Die ŽTP Beograd als Teil der Jugoslovenske Železnice

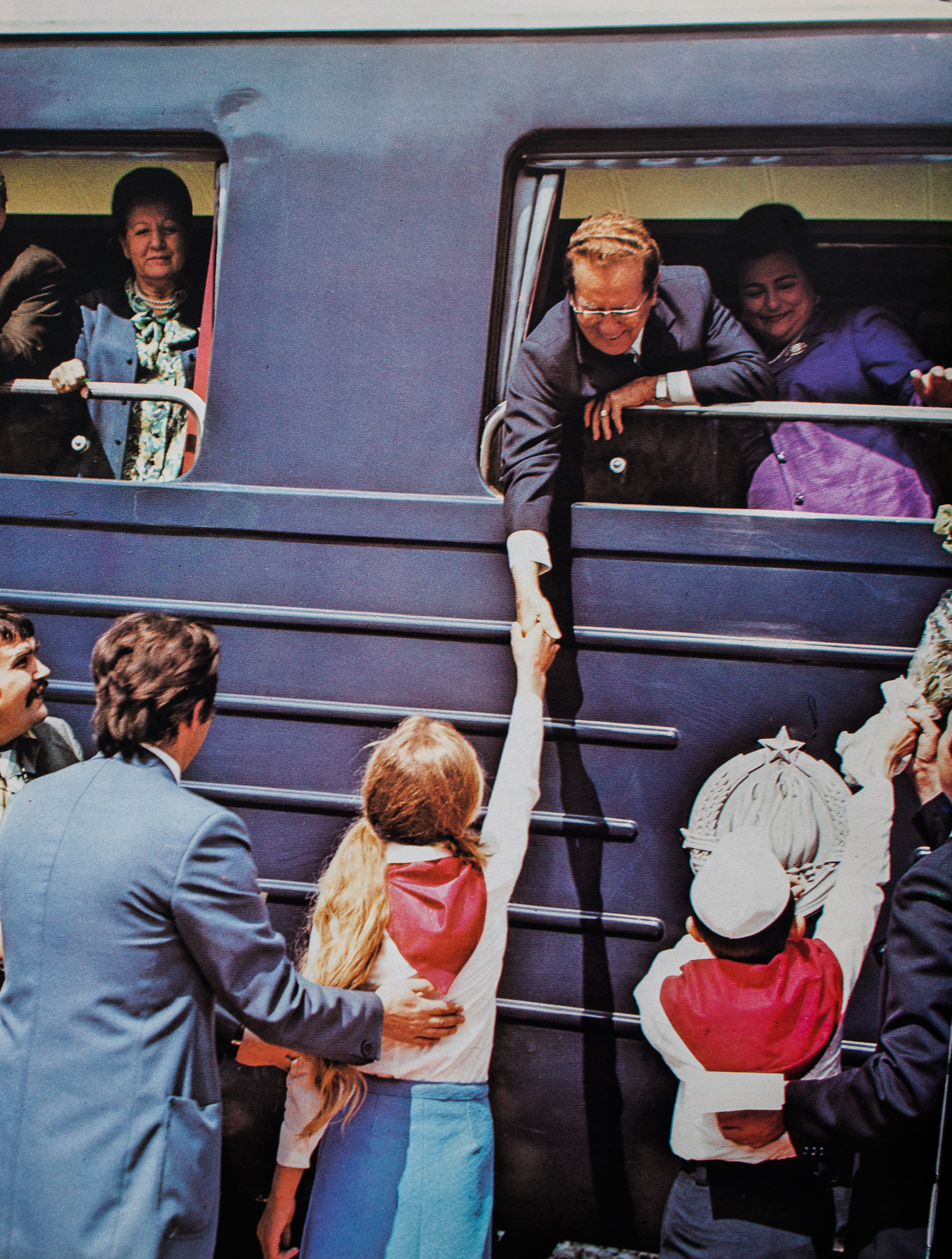
Neben der medialen Berichterstattung durch die staatlichen Medien Jugoslawiens begrüßten auch zahlreiche Pioniere Tito und seine Frau Jovanka auf der Eröffnungsfahrt der Bahnstrecke im Plavi voz

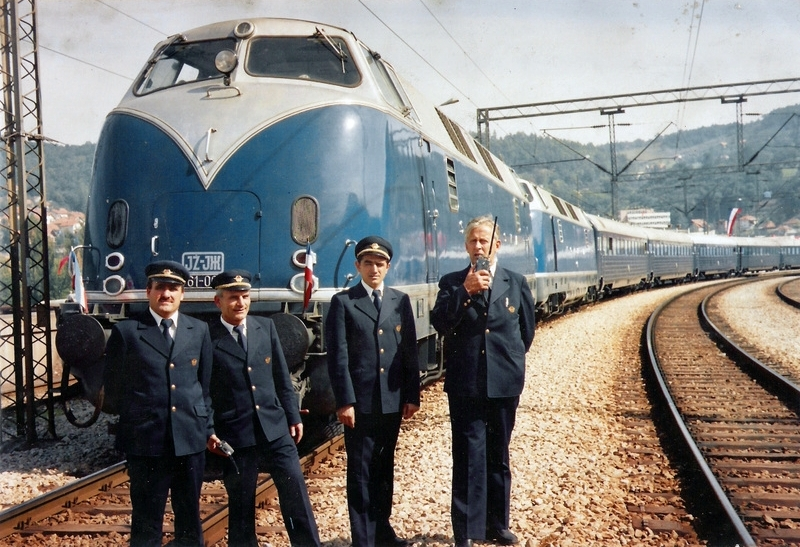
Die Eröffnung der Belgrad-Bar-Trasse nach 25-jähriger Bauzeit am 28. Mai 1976 durch Josip Broz Tito bildete das ersehnte Hauptereignis der Nachkriegsanstrengungen zum Ausbau der Adriaverbindung im Streckennetz der jugoslawischen Eisenbahnen.

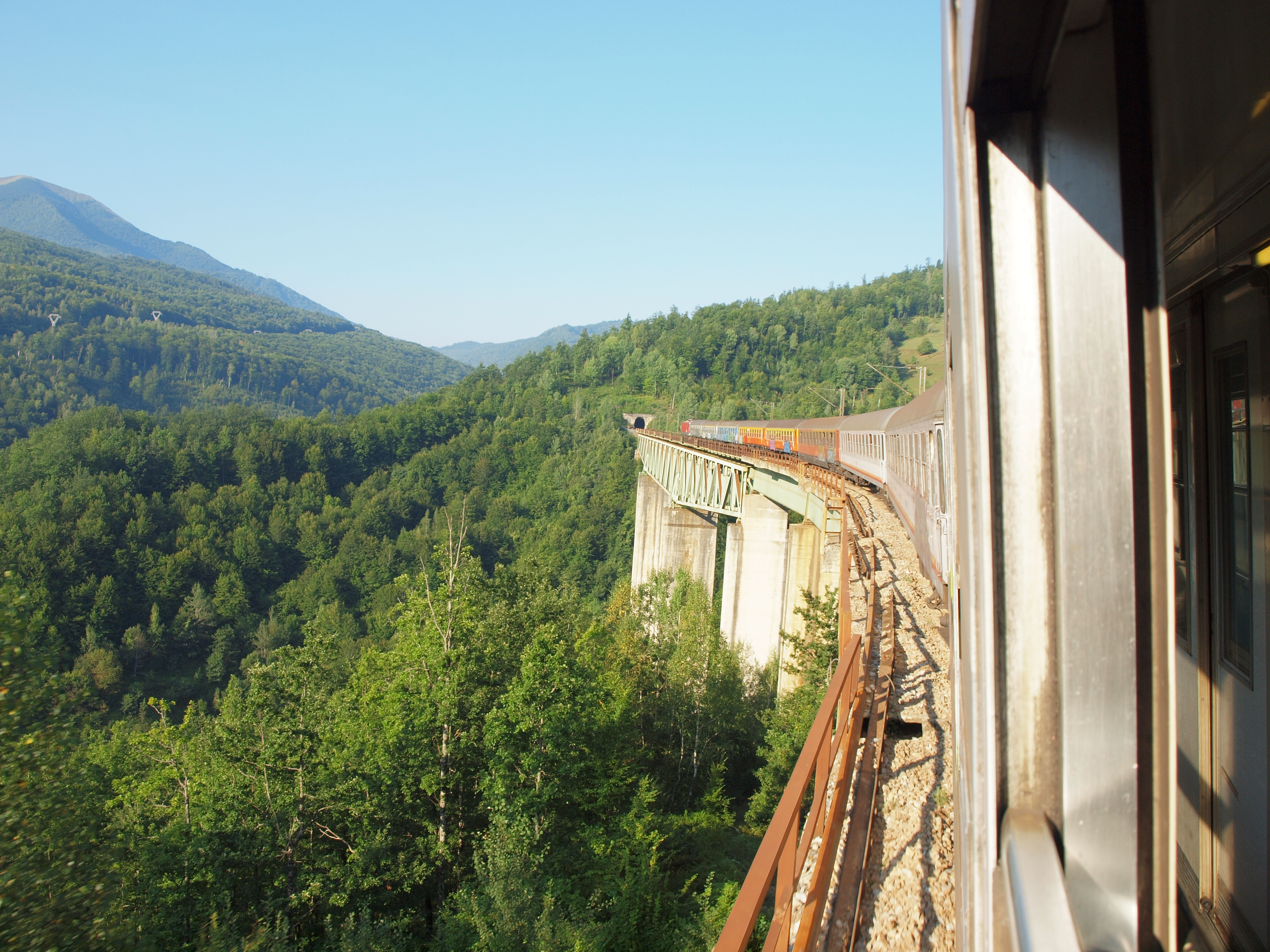
Streckenabschnitt der Belgrad-Bahn-Strecke im Lim Tal

Die Schäden an der Eisenbahninfrastruktur beliefen sich nach dem Zweiten Weltkrieg im gesamten Gebiet Jugoslawiens auf 64 % aller Eisenbahnstrecken, von 12694 km Streckennetz waren 8115 km beschädigt. In Serbien waren 304 km Eisenbahnstrecken völlig zerstört. Insbesondere wurden die Bahnhöfe von Belgrad und Niš durch die alliierte Bombardierung völlig zerstört. Die beiden Eisenbahnbrücken in Belgrad über Save und Donau waren ebenso wie die Eisenbahnbrücke über die Donau bei Novi Sad, sowie die komplette Ibar-Route komplett unbrauchbar. Besser stand es aber um die wichtige Route im Morava-Korridor, da schon am 26. November 1944 der Betrieb zwischen Niš und Belgrad wieder aufgenommen werden konnte.
Nach dem Zweiten Weltkrieg nahm der Eisenbahnsektor insbesondere durch die im ersten Fünfjahresplan 1947 vorgesehene schnelle Industrialisierung Jugoslawiens einen großen Aufschwung. Dabei waren ambitionierte Vorgaben für den massiven Aufschwung im Güter- und Personenverkehr der JŽ zu erfüllen. Für den Betrieb der Eisenbahn auf dem Gebiet Serbiens wurde die ŽTP Beograd eingerichtet. Ihr oblag die Aufsicht und Erweiterung der Eisenbahninfrastruktur sowie der Transport von Personen und Gütern innerhalb der Teilrepublik Serbien. Während dieser Periode wurden nicht nur neue Lokalbahnen realisiert, sondern auch Schmalspurstrecken auf Normalspur umgestellt und man begann ein großangelegtes Verdieselungs- und Elektrifizierungsprogramm. Größter Streckenneubau war die Vollendung der Bahnstrecke Belgrad–Bar, die 1976 eröffnet wurde. Innerhalb des Verkehrsministeriums Serbiens oblag dem 1948 gegründeten Zavod za Projektovanje die Ausarbeitung und Projektierung aller Eisenbahnen Jugoslawiens wie der Neubaustrecken. Im Jahre 1954 wurde im Železničko Preduzeče Beograd im Odeljenje za Investiranje (Abteilung für Investitionen) das Biro za projektovanje eingerichtet, welches 1963 zum Biro za studije i nadzor za građanje umbenannt wurde. Diesem oblagen die beiden Projektgruppen im Eisenbahnknoten Belgrad und in der B-B-Eisenbahn. 1974 wurden beide Projektgruppen in der CIP (Centrum za Investiranje i Projektovanje) zusammengelegt, der die Schlussausführung der B-B oblag. Daneben gründete die ŽTP Beograd (Železničko Transportno Preduzeče Beograd) im Mai 1967 die Direktion für den Bau der Bahnstrecke Belgrad–Bar. Zwei Jahre später wurde das Unternehmen B-B Komerc als Dachgesellschaft aller kommerziell an der Bahnstrecke interessierten Unternehmen gegründet (ŽTP Beograd, Luka Beograd, Luka Bar, Jugooceanija Kotor, Železnički Institut Beograd). Die ŽTP-Beograd blieb während der gesamten Bauausführung Investitionsträger beim Bau der gesamten Strecke.
Die Personen- und Güterbeförderung nahm im Zeitraum von 1946 bis 1965 rapide zu, danach kam es aber aufgrund der Konkurrenz des Straßenverkehrs bei der Personenbeförderung zu einem stärkeren Abfall. Transportierten die ŽTP Beograd noch 1967 87.574.000 Personen waren es 1973 nur noch 49.598.000. Der Güterumschlag nahm aber im selben Zeitraum noch marginal von 31.376.000 t auf 33.604.000 t zu. Seit 1970 befördert der Straßenverkehr schon dreimal mehr Personen und ab 1973 wurden auch auf der Straße mehr Güter als auf der Schiene transportiert. Belgrad entwickelte sich auch im gesamt-jugoslawischen Streckennetz zur wichtigsten Drehscheibe im Eisenbahnverkehr. Den Belgrader Eisenbahnknoten passierten so 1960 15 Millionen Bahnreisende, die nächstgrößeren Knotenpunkte in Zagreb und Ljubljana hatten im selben Jahr mit 4,5 respektive 2,7 Millionen Bahnreisende ein deutlich geringeres Verkehrsaufkommen zu bewältigen. In den 1980er Jahren wurden in Belgrad etwas über 5,5 Millionen Reisende verzeichnet (1984 5,59 Millionen, 1986 5,6 Millionen), während diese in Zagreb auf 4,28 (1984) und 4,8 Millionen (1986) und Ljubljana auf 3,117 (1984) auf 3,8 Millionen (1986) stiegen. Auf den serbischen Strecken hatte Niš mit 2,429 (1984), sowie 3,6 Millionen (1986) Personenbeförderungen noch deutlich mehr Bahnreisende als vergleichsweise Skopje 1,224 (1984) und Maribor 2,063 Millionen (1984) zu verzeichnen.

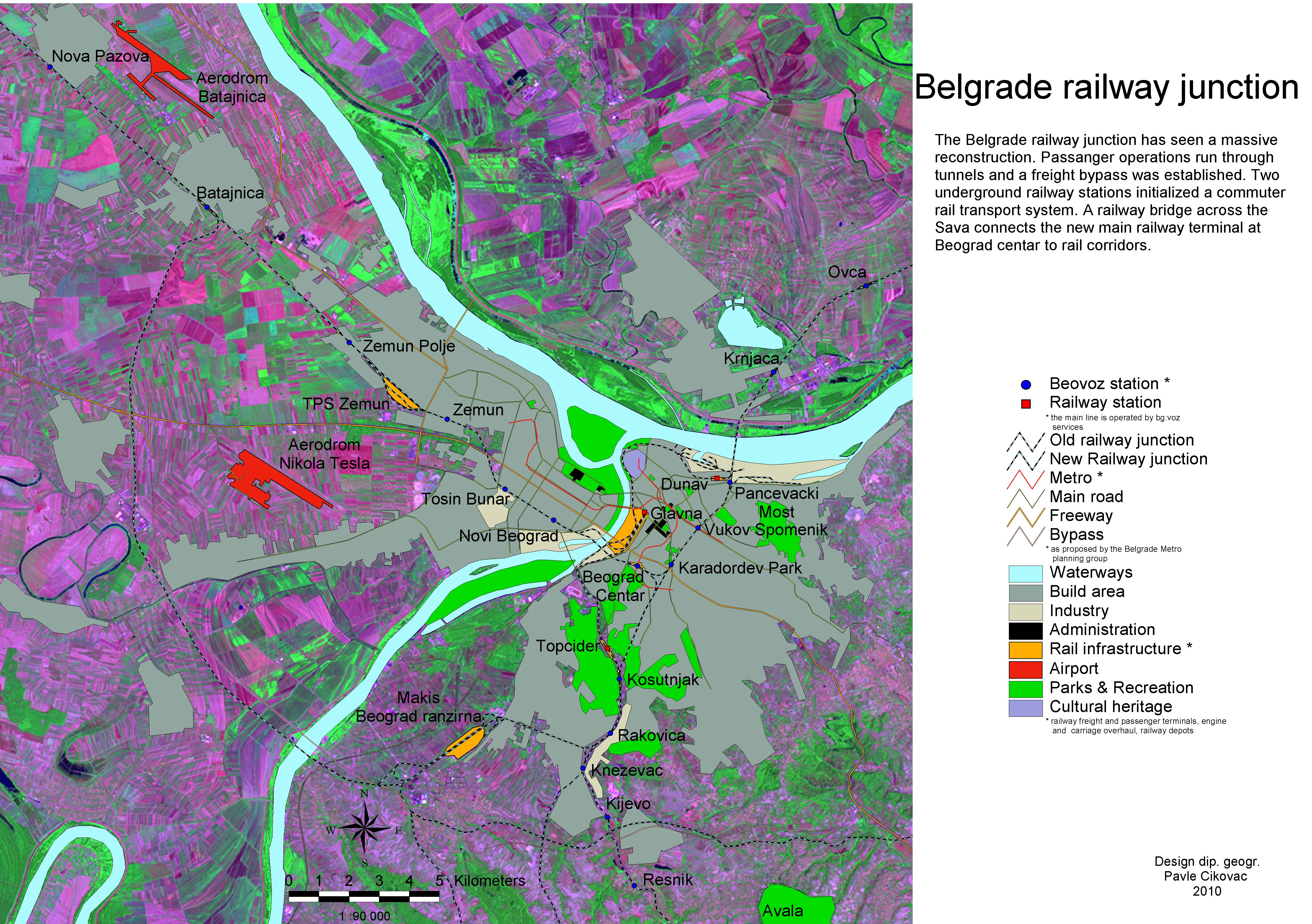
Zentrales Glied der Serbischen Eisenbahnen ist der Belgrader Eisenbahnknoten

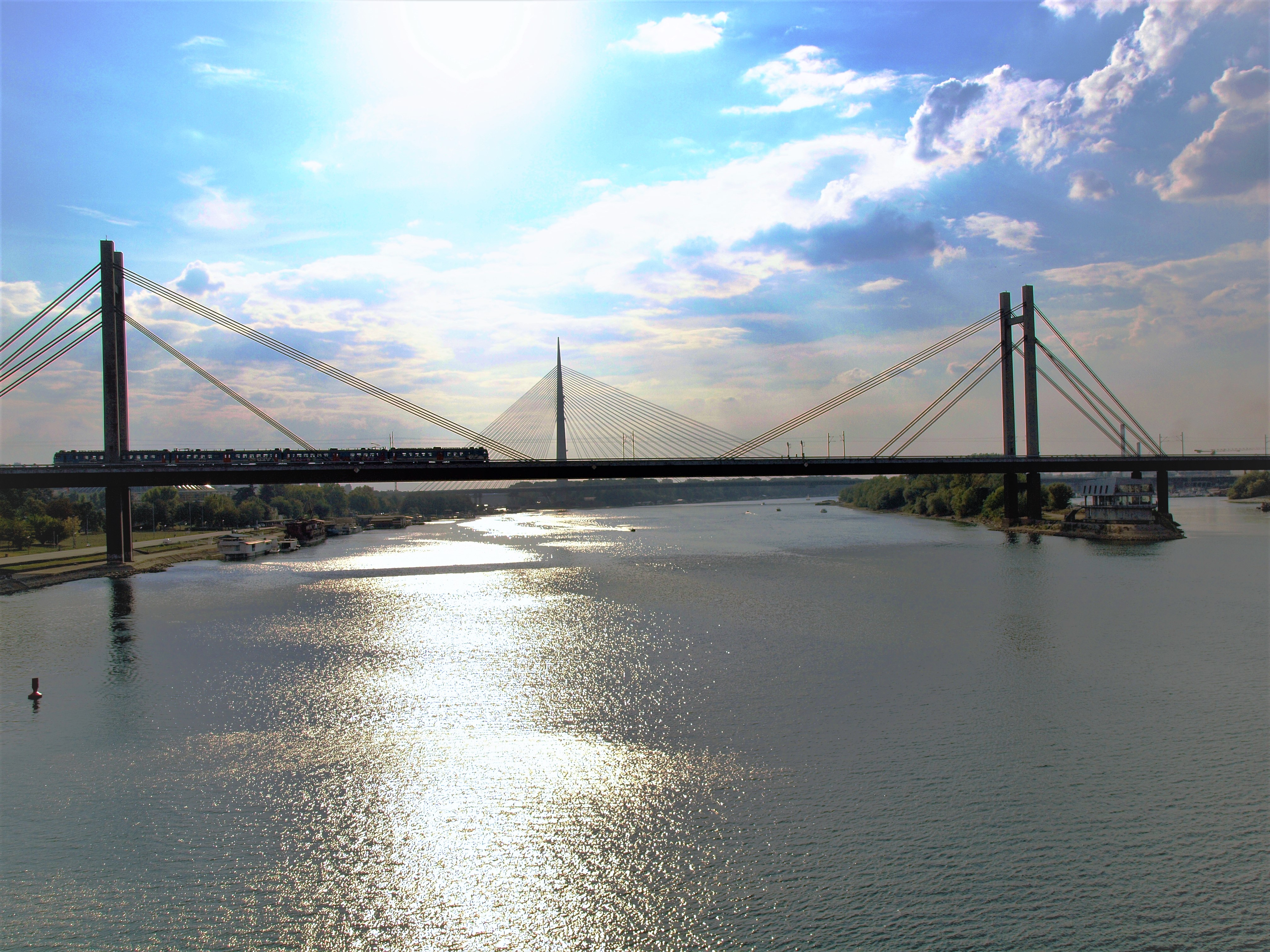
Die neue Save-Eisenbahnbrücke ist Teil der Erneuerung des Belgrader Schienennetzes.

1971 wurde mit dem grundlegenden Umbau des Eisenbahnknotens Belgrad begonnen, der durch den Kopfbahnhof und das hohe Verkehrsaufkommen auf dem Save- sowie Morava-Korridor das größte Nadelöhr im gesamtjugoslawischen Eisenbahntransport bildete und schon lange an seine Kapazitätsgrenze gekommen war. Der Neubau und komplette Streckenumbau des Eisenbahnknotens Belgrad beinhaltete den kompletten Ersatz des alten Kopfbahnhofs durch den Durchgangsbahnhof Bahnhof Beograd Centar sowie den Ausbau der Eisenbahninfrastruktur in und um Belgrad zu Schnellfahrstrecken mit einer Trennung von Güter- und Personenverkehr.
Ende der 1980er Jahre wurden Verbesserungen im Personenverkehr deutlich. Nachdem Končar Lizenzen von ASEA zum Bau von elektrischen Lokomotiven der Reihen 441 und 444 erhalten hatte, die für Geschwindigkeiten von 140 bis 160 km/h ausgelegt waren und Reisezugwagen für 200 km/h des Herstellers Goša aus Smederevska Palanka zum Einsatz kamen, wurde auf den Strecken der ŽTP Beograd und ŽTO Novi Sad erstmals ein Expressverkehr eingerichtet. So erreichten die Züge auf der Strecke Belgrad–Budapest–Wien in weniger als zwei Stunden die Landesgrenze bei Subotica (150 km Entfernung), was damals durchaus dem europäischen Standard entsprach. Wichtigster geplanter Streckenneubau wurde in den 1990er Jahren die 76 km lange Bahnstrecke Valjevo–Loznica, die eine Verbindung zu den Bosnischen Eisenbahnen ermöglichen sollte, insbesondere da nur wenige Monate vor dem Auseinanderbrechen des jugoslawischen Gesamtstaates die Strecke Tuzla-Zvornik fertiggestellt werden konnte. Damit war der zweite, die Haupttrasse der JŽ im Save-Korridor ergänzende Eisenbahnkorridor zwischen Ljubljana und Stalać in greifbarer Vollendung, die kriegerischen Auseinandersetzungen in Kroatien und Bosnien ließen dies aber nicht mehr zu.

### Von den ŽTP-Beograd zu den Železnice Srbije

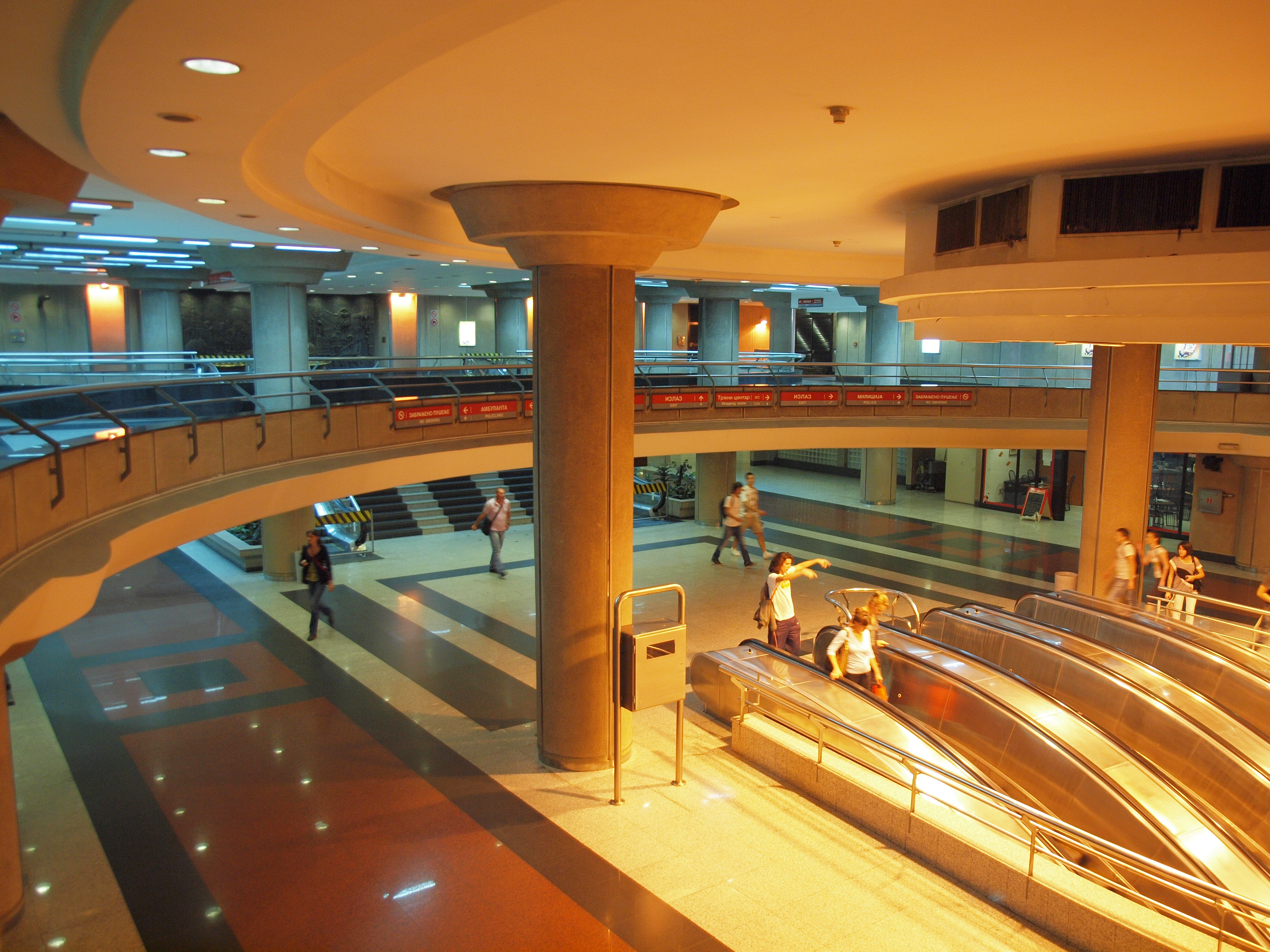
Vestibül des Bahnhofs Vukov Spomenik

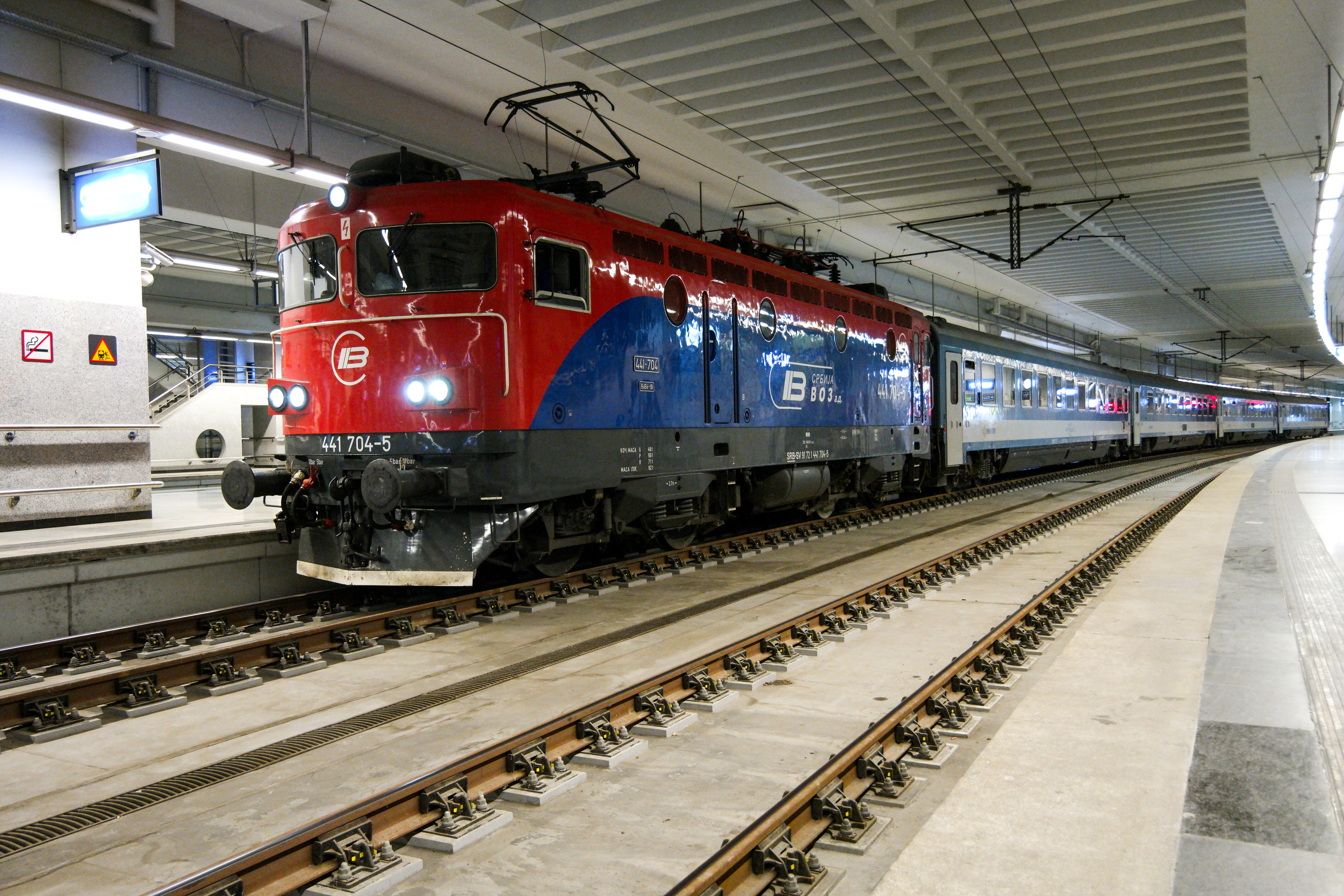
Der Bahnhof Belgrad Zentrum

Mit dem kriegerischen Auseinanderfallen des Gesamtstaates ab 1991 begann die Zersplitterung des jugoslawischen Eisenbahnsystems; in den neu entstandenen Staaten bildeten sich eigene Bahngesellschaften, die verselbständigten Bahnunternehmen übernahmen dabei die auf ihren Gebiet liegende Infrastruktur. Durch den Wegfall regionaler Netzverbindungen verstärkte sich die Marginalisierung der Eisenbahn im Verkehrssystem Serbiens. Mit dem Erbe der Überkapazitäten im Personalbestand, sowie der für ein bedeutend umfangreicheres und leistungsfähigeres Eisenbahnnetz unterhaltenen Wagen-, Lokomotiv- und Bahnhofsinfrastruktur, entwickelte sich infolge der nachhaltig schrumpfenden Personen- und Gütertransportleistungen der JŽ ein andauernd negatives Saldo, was gekoppelt mit den stark schrumpfenden Anteilen am Gesamtverkehr durch die negative Arbeitsproduktivität überproportionaler Beschäftigtenzahlen in der Problematik verstärkt wurde. Mit der unzureichenden Infrastrukturauslastung verwandelten sich die JŽ zu dem am stärksten subventionierten Unternehmen des Landes.
Während der militärischen Auseinandersetzungen in Kroatien wurden zahlreiche Bahntrassen für den Durchgangsverkehr beschädigt und unbrauchbar gemacht. Auch die Hauptroute zwischen Kroatien und Serbien im Save-Korridor wurde an mehreren Stellen unterbrochen, der Schienenverkehr auf der zentralen Achse der JŽ konnte nach 1991 nur noch auf 120 km zwischen Belgrad und Šid bedient werden. Die Blockierung des Save-Korridors hatte auch eine großräumige Verlagerung der europäischen Transitrouten sowie die Einstellung des Orientexpresses zur Folge. Der Eisenbahnverkehr mit Westeuropa wurde nun über Budapest und Wien umgeleitet. Durch die ökonomische Isolation Serbiens durch ein UN-Embargo fehlten darüber hinaus Mittel und Material zur Aufrechterhaltung der bestehenden Eisenbahninfrastruktur. 1992 wurden von der damaligen politischen Führung zwar Pläne für den Aufbau eines Hochgeschwindigkeitsverkehrs mit 250 km/h auf den Strecken der JŽ als prioritäre Entwicklungsaufgabe genannt, das Programm mit dem Schlagtitel „Brze pruge Srbije“ war aber durch unrealistische Vorgaben und zu keinem Zeitpunkt belastbaren Bau- und Betriebskonzepten nicht realisierbar.
Dennoch bildeten Investitionen in die Eisenbahninfrastruktur ein Hauptanliegen der regierenden SPS-Koalition und 1995 konnten die JŽ in einem aufwendigen Staatsakt mit der Eröffnung der unterirdischen Eisenbahnstation Vukov Spomenik einen wesentlichen Teil des Belgrader Bahnknotens dem Personenverkehr übergeben. Damit nahm der Stadtbahnservice des Beovoz in Belgrad seinen Betrieb auf, nachdem die JŽ dafür von der Sowjetunion schon früher Triebzüge der Reihe 412/416 der Waggonfabrik Riga beschafft hatten. Nach Investitionen von 600 Mio. Euro in den Eisenbahnknoten waren noch 1996 90 % der geplanten Infrastruktur fertiggestellt, jedoch fehlten insbesondere die Vollendung des neuen Belgrader Hauptbahnhofs, Beograd Centar und die Einrichtung eines Containerterminals sowie von Betriebswerken in Zemun und Kijevo zur Instandhaltung der Waggon- und Lokomotivinfrastruktur, da diese für die geplante komplette Stilllegung des über 80 ha messenden Bahnhofsgeländes am alten Hauptbahnhof nötig waren.
Mit dem Ende der Kampfhandlungen in den jugoslawischen Zerfallskriegen wurde die Trasse im Save-Korridor nach langer Pause am 1. Dezember 1997 wiedereröffnet und seit Mai 1998 konnte die Relation Zagreb-Belgrad wieder aufgenommen werden.

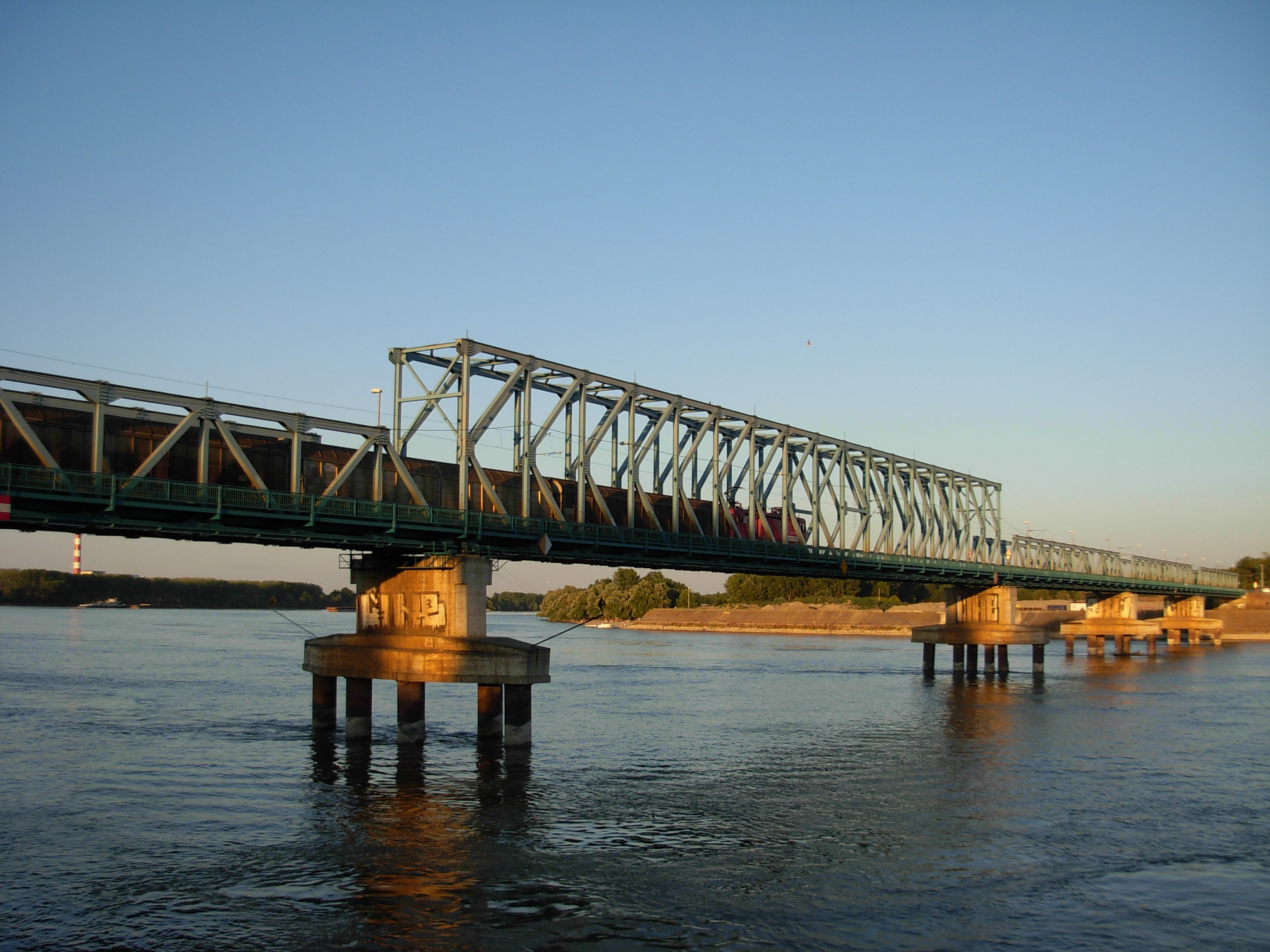
Behelfsbrücke über die Donau. Die eingleisige multimodale Brücke ersetzt seit 2000 die 1999 durch Bombardierung zerstörte Žežel-Brücke auf der Relation Belgrad-Budapest in Novi Sad.

Ein massiver Rückschlag für die Serbischen Eisenbahnen bedeutete die Bombardierung der Bundesrepublik Jugoslawien durch die Luftwaffe der NATO im Zuge des Kosovo-Konfliktes. Zu Anfang des Konfliktes wurden die Jugoslawischen Eisenbahnen noch für die Mobilisierung der Vojska Jugoslavije eingesetzt. So wurde am späten Abend des 28. März 1999 eine der stärksten Einheiten der 1. Armee, die 252. motorisierte Brigade, unter völliger Geheimhaltung aus Kraljevo auf dem Eisenbahnweg in den Kosovo beordert. Die Kolonne des Großkonvois von 60 km Länge bestand aus schwerer Artillerie, Panzern und Truppentransportern. Die Brigade konnte von der NATO-Aufklärung unbemerkt über die Ibar-Rasse (die Eisenbahnbrücken wurden erst Anfang April bombardiert) innerhalb von vier Tagen nach Kosovska Mitrovica und Lipljan verlegt werden. Der tagsüber in den zahlreichen Tunneln der Bahnstrecke versteckte Konvoi sowie schlechtes Wetter verhinderten seine Entdeckung. Um solche Truppenverlegungen im weiteren Kriegsverlauf zu unterbinden, zerstörten NATO-Bomber dann praktisch alle transitären und magistralen Eisenbahntrassen und -brücken. Insbesondere wurde die Ibar-Verbindung südlich von Kraljevo, mehrere Abschnitte der Belgrad–Bar-Strecke, die Toplica-Trasse auf der Niš-Priština-Relation sowie die wichtigste Magistralverbindung im Eisenbahnkorridor X zwischen Novi Sad und der mazedonischen Grenze unterbrochen. Dabei führten die Zerstörung der Eisenbahnbrücke Žeželjev most über die Donau bei Novi Sad, die im April 1999 fünfmal bombardiert wurde, sowie der Angriff auf den Schnellzuges D-393 Niš–Ristovac, der zum Zeitpunkt des Angriffs am 12. April 1999 die Morava-Brücke in der Grdelica-Schlucht passierte, zu zivilen Opfern.

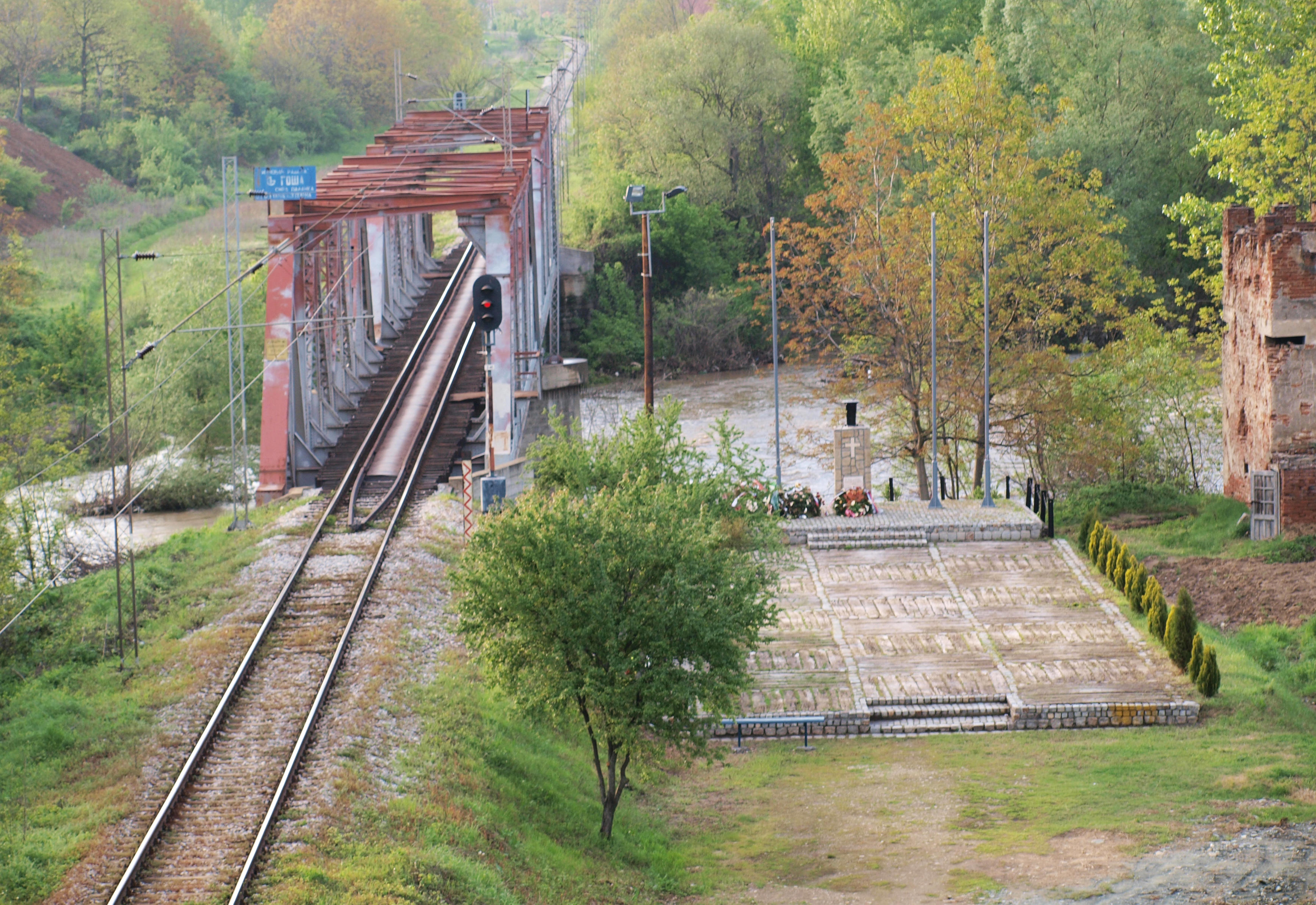
Grdelica-Brücke mit der Erinnerungsstätte für die Zivilen Opfer des NATO-Angriffs vom 13. April 1999

Der Angriff auf die Grdelica-Brücke bildete aufgrund seiner hohen Zahl ziviler Opfer sowie durch die Wiederholung des Angriffs, da nur der Wagenzug beim ersten Waffeneinsatz getroffen wurde, im zweiten Angriff aber nur die Lokomotive, eines der Hauptuntersuchungsfelder des ICTY zu möglichen Kriegsverbrechen der NATO in Jugoslawien. Die NATO übergab dem Völkergerichtshof dazu aber keine Unterlagen, die den Einblick in die Befehlskette ermöglicht hätten. Eine Untersuchung, ob auch höhere befehlshabende Kommandeure eingebunden waren und der Vorfall im ICTY zu klären wäre, war damit nicht zu prüfen. Ein Verdachtsmoment für eine wesentliche Schuld des Piloten und Waffenleitoffiziers, die nicht konform zu den erlaubten Prinzipien im Einsatz der Kriegsmittelführung handelten sowie ein Moment der Rücksichtslosigkeit in Bezug auf die Durchführung des zweiten Waffeneinsatzes, wurde jedoch vom Komitee des ICTY festgehalten (the committee has divided views concerning the attack with the second bomb in relation whether there was an element of recklessness in the conduct of the pilot or the WSO (weapons system officer)). Durch die Untersuchung wurden zudem Unstimmigkeiten über den Verlauf des Angriffs im Briefing vom SACEUR Wesley Clark im Bericht der Kommission festgestellt. Insbesondere wurde im technischen Report festgehalten, dass der Angriff nicht zwangsläufig aufzuhalten gewesen sei und auch nicht der Pilot, wie Clark dies dargestellte, die Angriffsmittel kontrolliert habe, sondern der Waffenleitsystemoffizier im zweisitzigen Cockpit der F-15E. Der Kommissär des Reports Ekkehard Wenz war sogar von einem absichtlichen Angriff auf den Zug überzeugt. Letztlich war die Kommission jedoch der Meinung, dass der Angriff einem legitimen Ziel gegolten habe und dieser nicht vom ICTY zu verhandeln sei.
Als Folge der Bombardierung wurde der Eisenbahnbetrieb in Jugoslawien vollständig eingestellt. Die zahlreichen Unterbrechungen der Eisenbahnverbindungen waren sowohl für den Transit- wie Regionalverkehr auf den Trassen der JŽ für mehrere Monate unterbrochen. Nach dem NATO-Bombardement wurde die durch den Krieg eingestellte internationale Verbindung Budapest-Thessaloniki nie wieder aufgenommen. Durch die Besetzung des Kosovo seit Mitte Juni 1999 durch die KFOR wurde dessen Eisenbahninfrastruktur auch von militärischen Einheiten übernommen und von der UNMIK bis 2008 geleitet.
Mit der Trennung des 2003 aus der Bundesrepublik Jugoslawien gebildeten Staatenbundes Serbien und Montenegro endete auch die Zeit der Jugoslovenske Železnice. Das Unternehmen ZTP Beograd wurde zum 1. Dezember 2004 in Železnice Srbije umbenannt.

## Unternehmen

### Kennzahlen
Die Eisenbahnen Serbiens beschäftigen 19.694 Mitarbeiter (2010) und sind eines der größten verbliebenen staatlichen Unternehmen im Land sowie das größte Eisenbahnunternehmen auf der Balkanhalbinsel. Das Gesamtnetz des serbischen Schienennetzes beträgt 4.092 km, davon sind 1.767,488 km (43 %) elektrifiziert.
Unter den verbliebenen staatlichen Unternehmen nehmen die Serbischen Eisenbahnen mit einem jährlichen Verlust (2009) von 6,2 Milliarden Dinar (ein Euro = ca. 100 Dinar) weiterhin den Spitzenplatz unter den größten staatlichen Nettoschuldnern ein. Die ŽS strapazieren durch Betriebs- und Investitionszuschüsse den Staatshaushalt in besonders hoher Form. Allein für die Betriebszuschüsse der Serbischen Eisenbahnen waren etwa ein Prozent des BIP nötig und zwei Prozent der Staatsausgaben im Jahre 2003, weshalb für Investitionen keine Mittel zur Verfügung standen.

### Transportleistung

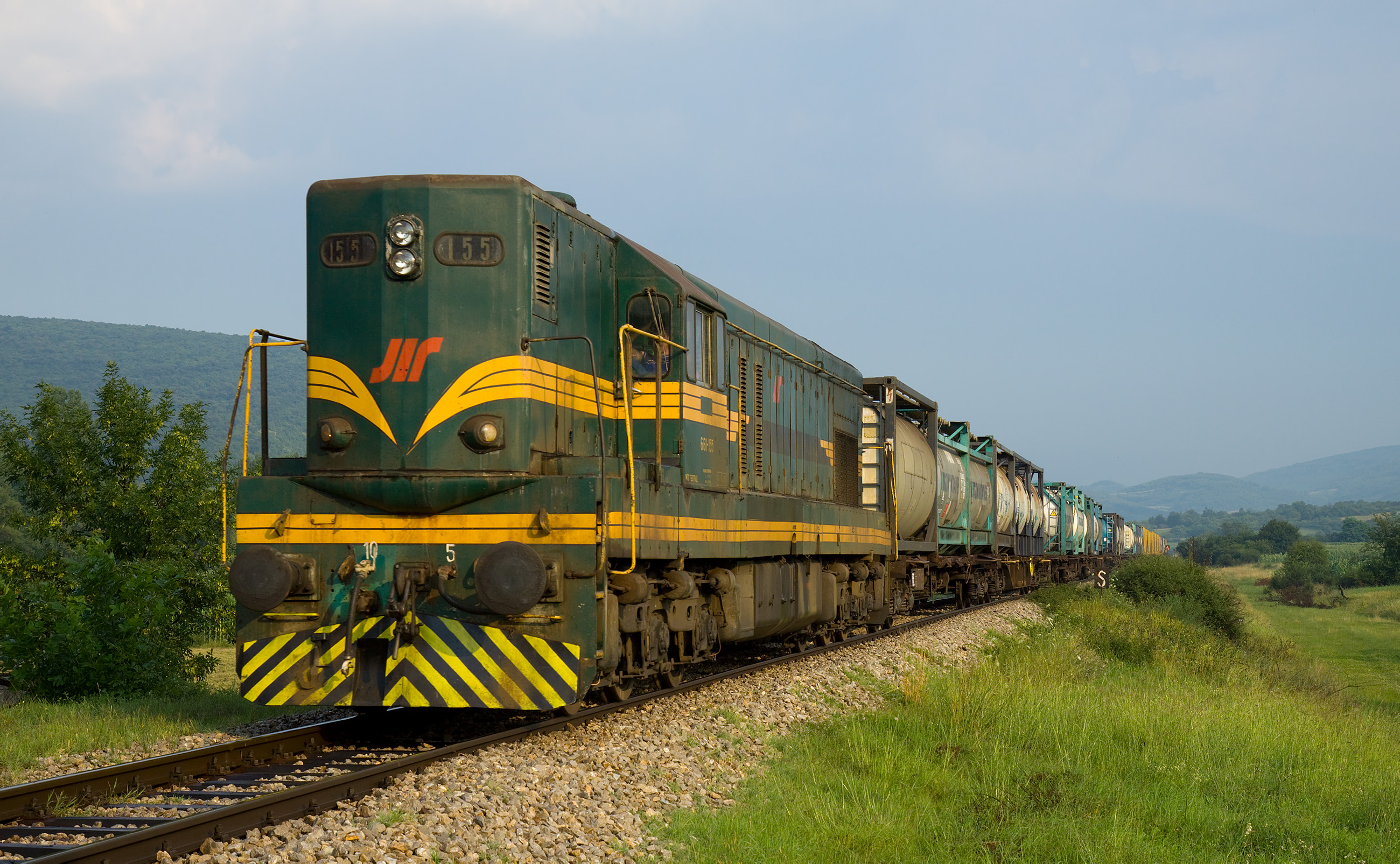
Der internationale Güterverkehr wie hier auf der nicht elektrifizierten Strecke zwischen Dimitrovgrad und Pirot in Nähe der bulgarischen Grenze ist für das operative Ergebnis der ŽS die bedeutendste Einnahmequelle.

Kennzeichnend für die ŽS ist die durch den Zerfall Jugoslawiens entstandene Fragmentierung des ehemaligen Gesamtnetzes der ehemaligen Eisenbahnen Jugoslawiens JŽ durch drei mittelgroße (Slowenien, Kroatien, Serbien) und fünf kleine Eisenbahnsysteme (Eisenbahnen der Föderation Bosniens und Herzegowinas, Eisenbahnen der Republika Srpska, Montenegro, Kosovo und Makedonien) was zu einer starken Beeinträchtigung der Wettbewerbsfähigkeit führte, da insbesondere der regionale Verkehr stark abnahm. Dabei hatte der Verkehrsträger Schiene auch die größten Einbußen in Personen- und Güterverkehr, was bei der ehemals für eine viel größere Transportleistung ausgelegten Schieneninfrastruktur der JŽ durch erhebliche Überkapazitäten, sowohl in der Mitarbeiteranzahl als auch im Fahrzeugpark führte. Eine Anpassung der Mitarbeiter an die dramatisch abnehmende Beförderungsleistung wurde zudem nur sehr zögerlich in Angriff genommen. Durch die Verschlechterung der Serviceleistung der ŽS stiegen zudem viele Reisende auf Busse um, was in einem immer schärfer werdenden Wettbewerb mit dem Straßenverkehr zum Verlust von Anteilen am Verkehrsmarkt führte. Um dem Kostendruck zu entgehen, legte die ŽS als erstes Eisenbahnunternehmen auf dem Westbalkan eine Analyse über unrentabel eingeschätzte Nebenstrecken vor.
Zwischen 2000 und 2007 bewegten sich Ladungs- und Reisendenvolumen in unterschiedliche Richtungen, während 2008/09 beide infolge der Internationalen Finanzkrise abnahmen. Von 2008 648 Millionen Passagierkilometern nahm das Passagiervolumen 2009 auf 582 Millionen und das Frachtvolumen um ganze 32 % auf 2,723 Millionen Tonnenkilometer ab. Nimmt man das Verkehrsaufkommen 2000 als Basis, so stieg das Frachtaufkommen in der Periode 2000/2009 um 42 %. In starken Kontrast dazu nahm in derselben Periode die Personenbeförderung um 58 % ab. Folgende Transportleistungen wurden registriert:
| Transportleistung                               | 1992  | 2001  | 2002  | 2003  | 2004  | 2005  | 2006  | 2007  | 2008  | 2009  |
| ----------------------------------------------- | ----- | ----- | ----- | ----- | ----- | ----- | ----- | ----- | ----- | ----- |
| Güterverkehr in Millionen Tonnenkilometern      | 3.453 | 1.989 | 2.263 | 2.591 | 3.164 | 3.482 | 4.232 | 4.552 | 4.000 | 2.723 |
| Personenverkehr in Millionen Personenkilometern | 2.544 | 1.200 | 1.023 | 905   | 959   | 852   | 846   | 762   | 648   | 582   |

### Investitionen in die Bahninfrastruktur

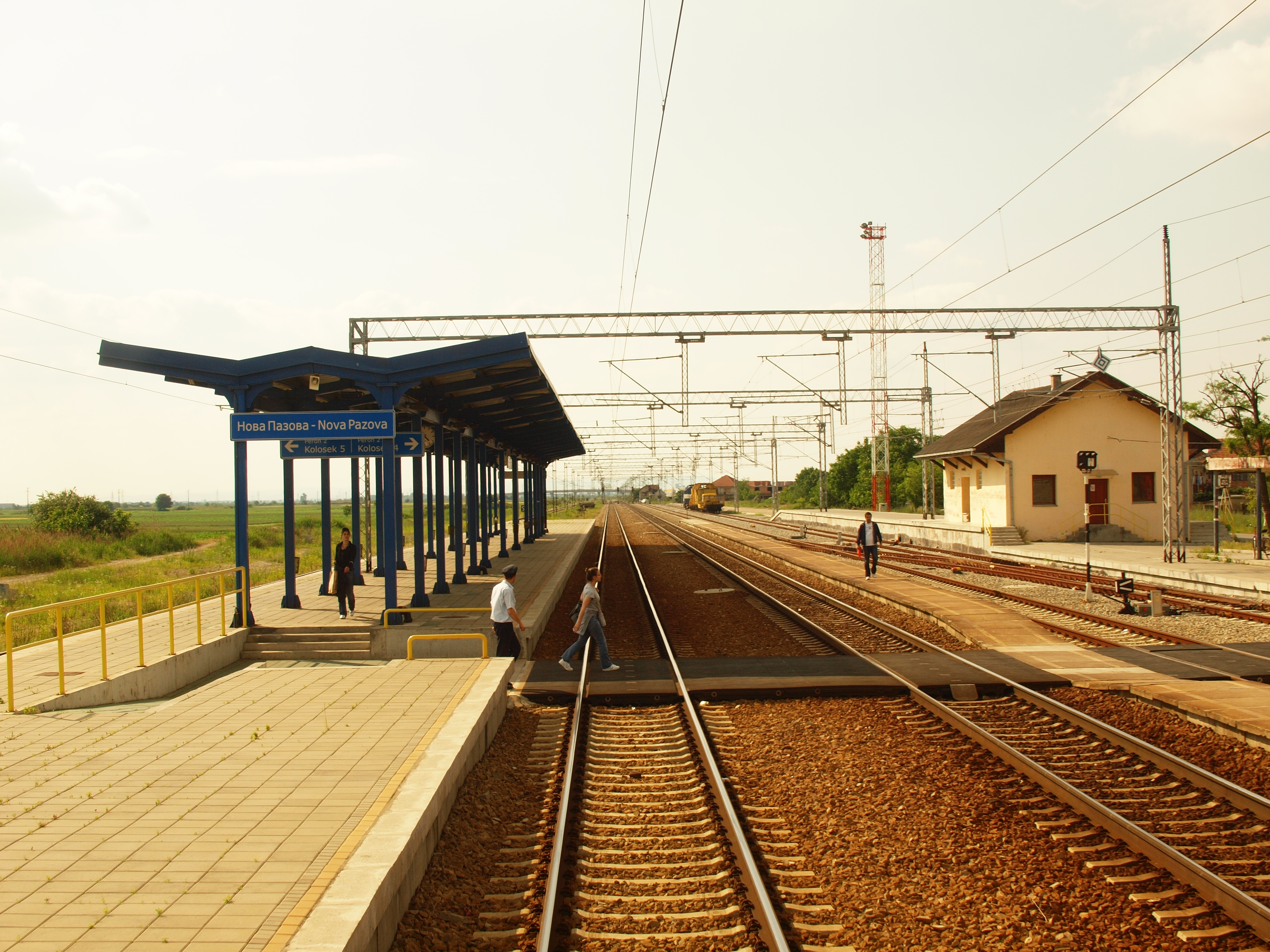
Bahnstation Nova Pazova

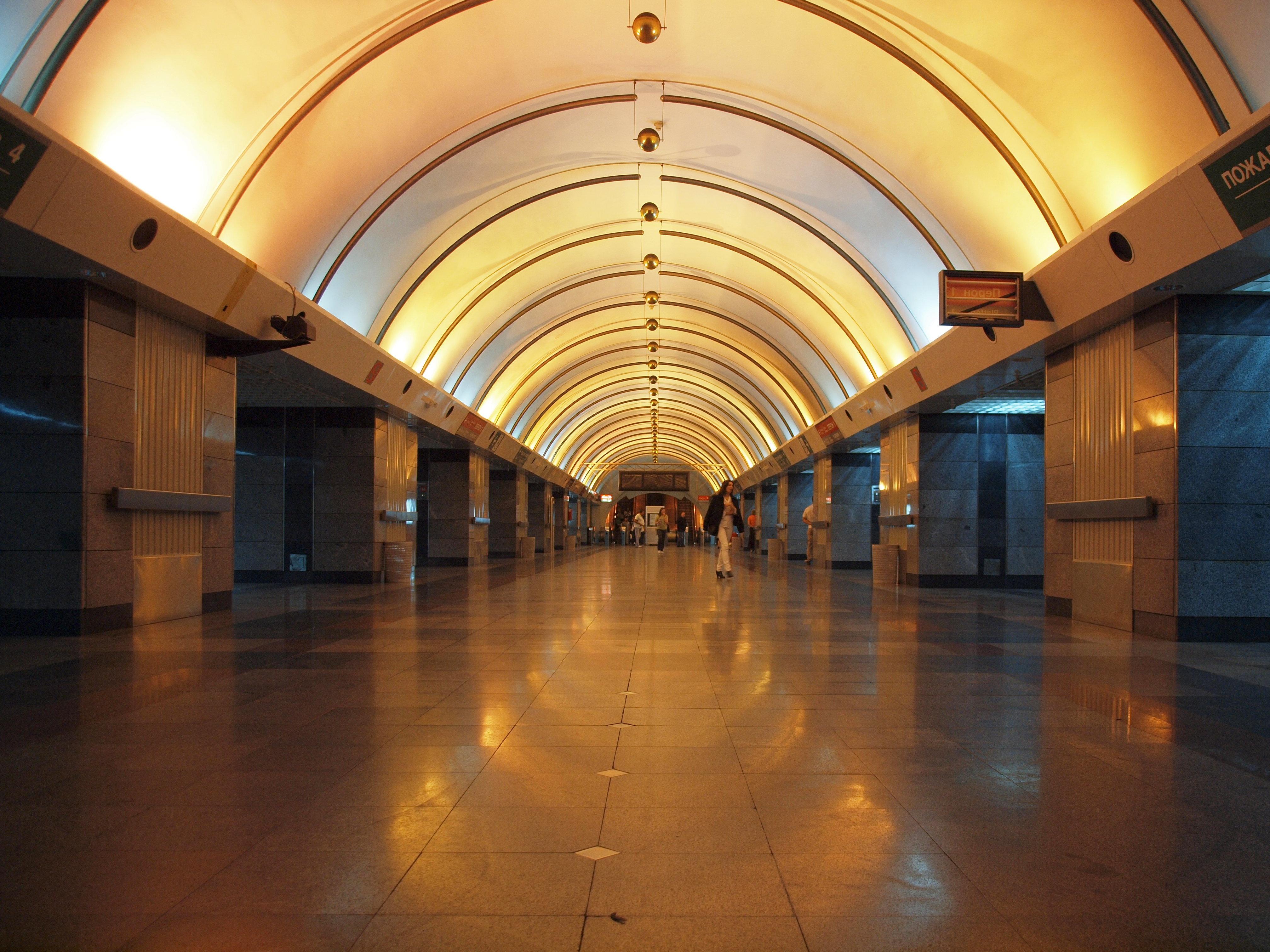
Bahnsteig im Bahnhof Vukov spomenik

Der Ausbau und die Modernisierung des durch das Land führenden paneuropäischen Eisenbahnkorridors X gehört zu den Prioritäten der serbischen Regierung beim Ausbau der nationalen Verkehrsinfrastruktur. Die Pläne für den paneuropäischen Schienenkorridor Salzburg–Thessaloniki (Korridor X), der 2001 als Arbeitsgemeinschaft von zehn mittel- und südosteuropäischen Bahnen ins Leben gerufen wurde, hat die Schaffung einer länderübergreifenden, marktkonformen und kostenbewussten Infrastruktur im Güter- und Personenverkehr durch Südosteuropa zum Ziel und ist als Konkurrenz der Strecken von Deutschland via Prag, Bratislava, Budapest, Bukarest bzw. Sofia gedacht. Serbien will dabei in den Ausbau dieses Verkehrskorridors investieren, um den Transitverkehr und die Einnahmen daraus nicht an die Nachbarländer zu verlieren. Auf Serbien entfallen 784 km des Bahnkorridors X mit zwei Eingangsstrecken von Ungarn (über Subotica) und Kroatien (über Šid) Richtung Belgrad, die dann weiter nach Niš und anschließend in zwei Abzweigungen nach Bulgarien beziehungsweise nach Mazedonien und Griechenland führen. Mit Kredithilfe der Europäischen Investitionsbank (EIB) können größere Streckenabschnitte ausgebaut und auf den neuesten Stand gebracht werden.
Zu den wichtigsten Problemen gehört, dass die Strecken größtenteils eingleisig und die möglichen Geschwindigkeiten gering sind. Die Investitionen in die Bahninfrastruktur haben das Ziel, die Streckengeschwindigkeit auf 120 km/h bis 160 km/h zu erhöhen. Dafür soll die Eisenbahnstrecke innerhalb von sieben Jahren zweigleisig ausgebaut und komplett elektrifiziert sein.
Für die notwendigen Investitionen in die Elektrifizierung, den Bau eines zweiten Gleises in ausgewählten Abschnitten und die Installation moderner Signalausrüstungen werden nach Schätzungen der Regierung Investitionen von 1,7 Mrd. Euro notwendig sein. Die Finanzierung soll nach Vorstellung der serbischen Regierung teilweise aus dem Staatshaushalt, aber auch durch Kredite internationaler Finanzorganisationen und aus Mitteln der EU-Fonds gewährleistet werden. Für den gesamten geplanten Ausbau des 767 km langen Teilstücks des Paneuropäischen Korridors X sind aber Gesamtinvestitionen im Wert 4,6 Mrd. Euro nötig.
Für diese geplante Modernisierung wurden vom Wirtschaftsminister Mladen Dinkić erstmals am 15. Oktober 2008 Verhandlungen mit der deutschen Regierung und der Deutschen Bahn in Brüssel geführt. Im Übereinkommen über die Modernisierung der Serbischen Eisenbahnen durch die DB wurde vereinbart, dass die Serbischen Eisenbahnen in Zusammenarbeit mit der Deutschen Bahn einen Investitions- und Modernisierungsplan für den durch Serbien verlaufenden Eisenbahnkorridor X erarbeitet. Ein nachfolgendes Arbeitstreffen zwischen der Regierung Serbiens und Vertretern der Deutschen Bahn fand dann am 24. Oktober 2008 in Belgrad statt. Hierbei wurde die Ausarbeitung eines Memorandums zur Hilfe bei der Rekonstruktion der Serbischen Eisenbahnen und eines Masterplanes durch die DB vereinbart. Dieses Memorandum wurde dann am 16. Dezember 2008 von den Ministern Dinkić, Milution Marković und Michael Glos sowie dem Vorstandsmitglied der DB Otto Wiesheu in Berlin unterzeichnet.

#### Schnellfahrstrecken

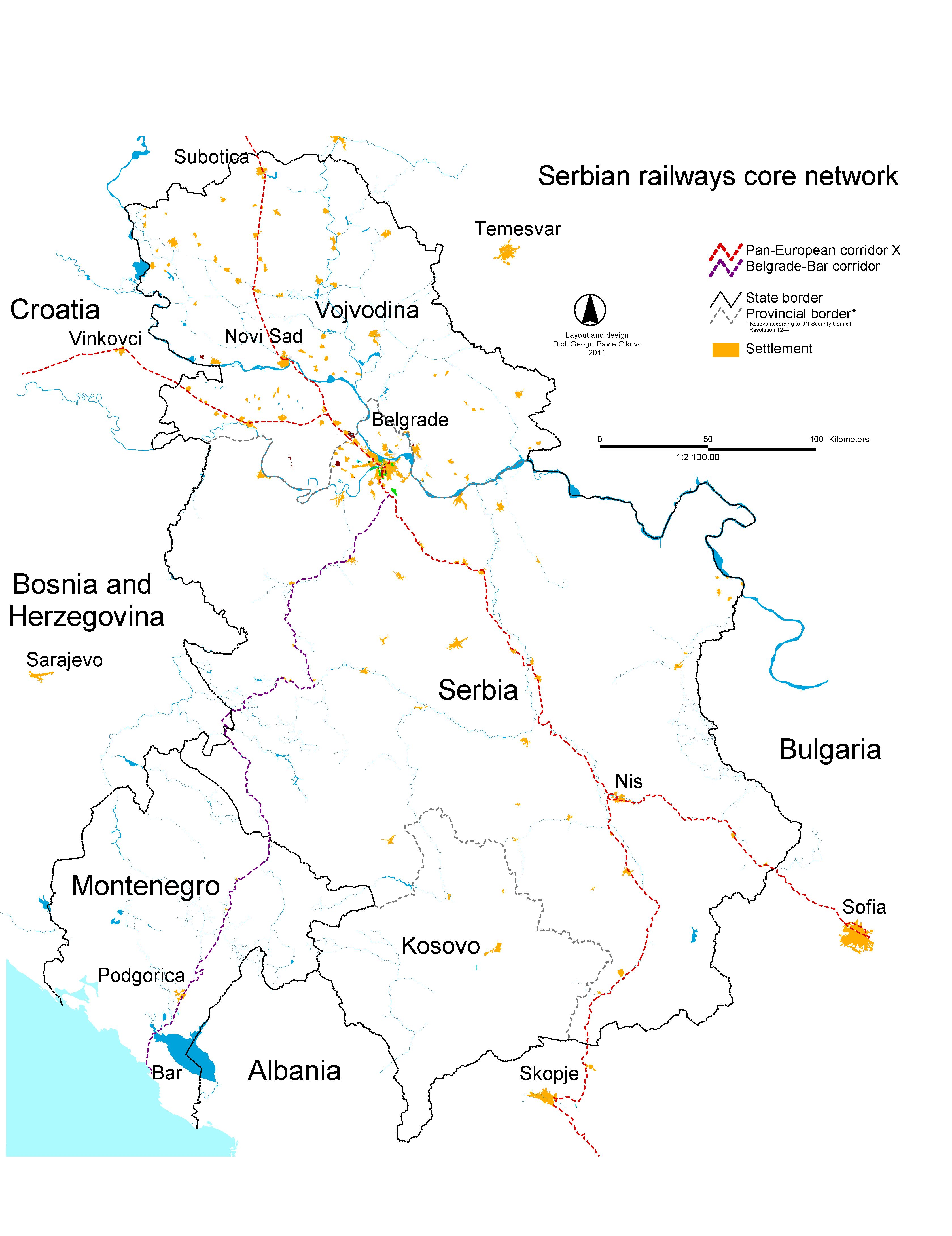
Das Kernnetz der serbischen Eisenbahnen stellt sich aus dem paneuropäischen Verkehrskorridor X sowie der Belgrad-Bar Trasse zusammen

Der Aus- und Neubau im Kernnetz der Železnice Srbije ist im Masterplan des Ministeriums für Infrastruktur 2009 beschlossen worden. Dieser wurde durch die EU finanziert und von Italferr unter Leitung der Europäischen Kommission projektiert. 2011 wurde dieser Vorschlag im Parlament Serbiens angenommen. Danach wird der gesamte Korridor X auf 160 km/h ausgebaut, die Relation Stara Pazova–Novi Sad auf 200 km/h, was die 360 km lange Relation Belgrad–Budapest zur einzigen momentan diskutierten echten Hochgeschwindigkeitsstrecke der ŽS machen könnte. Sowohl die Präsidenten Ungarns und Serbiens als auch die ŽS und MÁV unterzeichneten 2009 ein Protokoll über ein etwaiges gemeinsames Projekt und auch die Internationale Eisenbahnunion signalisierte im Oktober 2011 ihre Unterstützung dafür. Konkrete Abkommen sind zurzeit jedoch noch ausstehend. Insgesamt fallen auch die größten Wachstumsraten im Güter- und Transitverkehr gerade auf die Verbindung über Ungarn, deren Dynamik in den letzten Jahren für die ŽS auch den größten Profit eingebracht hatte. Mit dem Ausbau der Strecken auf 160 km/h wurde indessen im Februar 2011 mit der Errichtung einer 322 m langen Eisenbahnbrücke über die Morava bei Ćuprija begonnen, die Teil der Neubaustrecke Gilje-Čuprija-Paračin ist.
- Einzelstrecken im Eisenbahnkorridor X, die auf Geschwindigkeiten von 160 km/h (200 km/h) ausgebaut werden:

| Strecke    | Strecke                       | Strecke                                   | Geschwindigkeit | Länge  | Inbetriebnahme | Zugtyp | Stromsystem  | Zugbeeinflussung |
| ---------- | ----------------------------- | ----------------------------------------- | --------------- | ------ | -------------- | ------ | ------------ | ---------------- |
| In Bau     | Bahnstrecke Budapest– Belgrad | Stara Pazova–Subotica (ungarische Grenze) | 200 km/h        | 185 km |                |        | 25 kV, 50 Hz |                  |
| In Planung | Bahnstrecke Zagreb– Belgrad   | Stara Pazova–Šid (kroatische Grenze)      | 160 km/h        | 87 km  |                |        | 25 kV, 50 Hz |                  |
| In Planung | Bahnstrecke Belgrad– Niš      | Resnik–Klenje–Mali Požarevac–Velika Plana | 160 km/h        | 91 km  |                |        | 25 kV, 50 Hz |                  |
| Im Bau     | Bahnstrecke Belgrad– Niš      | Velika Plana–Stalać                       | 160 km/h        | 88 km  |                |        | 25 kV, 50 Hz |                  |
| In Planung | Bahnstrecke Belgrad– Niš      | Stalać–Đunis–                             | 160 km/h        | 17 km  |                |        | 25 kV, 50 Hz |                  |
| In Planung | Bahnstrecke Belgrad– Niš      | Đunis–Trupale                             | 160 km/h        | 40 km  |                |        | 25 kV, 50 Hz |                  |
| In Planung | Bahnstrecke Sofia– Niš        | Niš–Dimitrovgrad (bulgarische Grenze)     | 160 km/h        | 108 km |                |        | 25 kV, 50 Hz |                  |
| In Planung | Bahnstrecke Skopje– Niš       | Niš–Preševo (makedonische Grenze)         | 160 km/h        | 156 km |                |        | 25 kV, 50 Hz |                  |

- Internationale Verbindungen, die auf 120 km/h ausgebaut werden:

Belgrad – Vrbnica (Bar) – 287 km (montenegrinische Grenze)
Belgrad – Vršac – 104 km (rumänische Grenze)
Ruma – Loznica – 110 km (bosnische Grenze)
- Strecken, die von regionaler Bedeutung sind und auf 160 km/h ausgebaut werden:

Belgrad – Flughafen – Batajnica 21 km (Flughafen Nikonla Tesla)

##### Schnellfahrstrecke Budapest–Belgrad

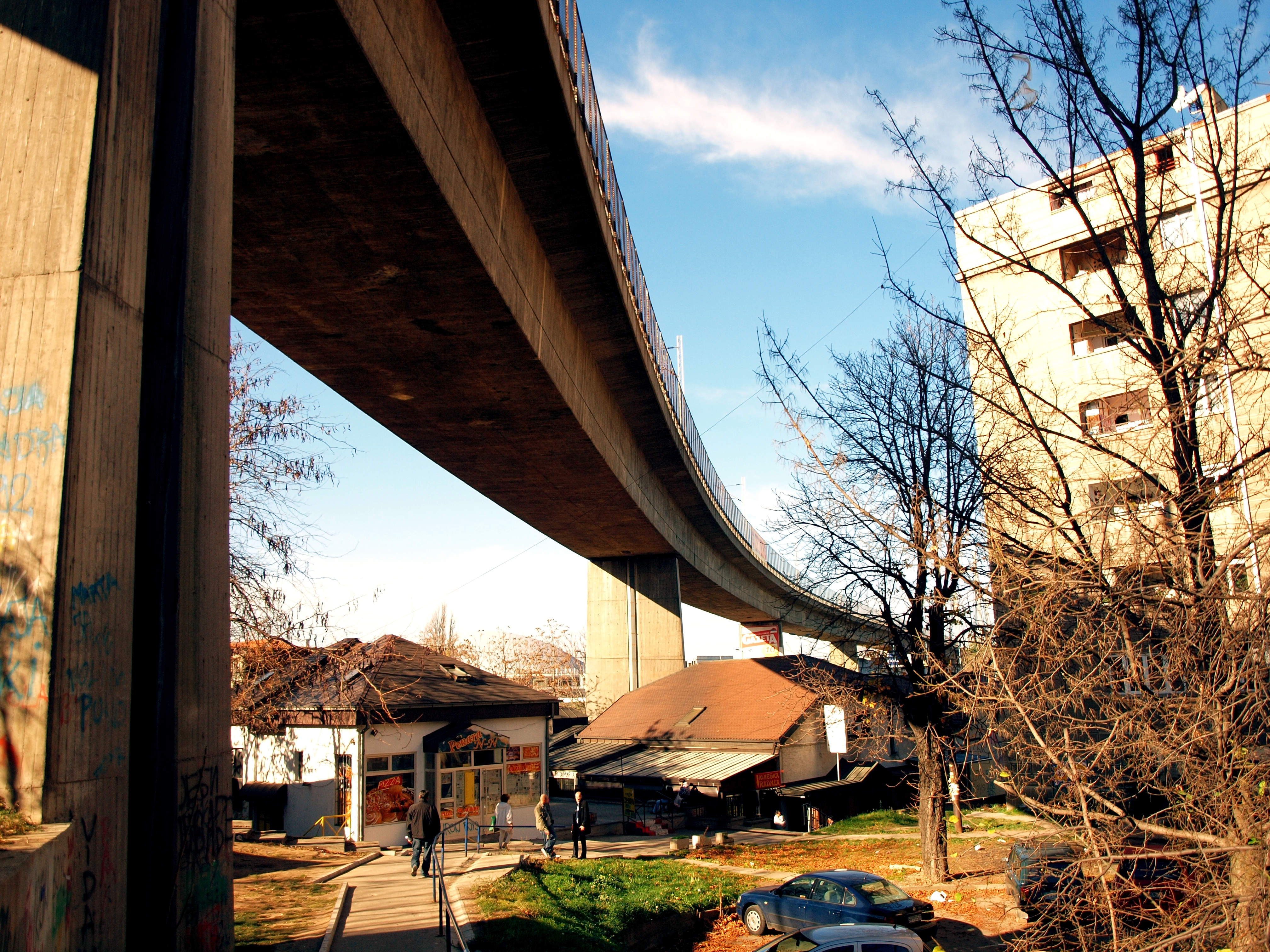
Um das Nadelöhr im Eisenbahnverkehr im alten Hauptbahnhof in Belgrad zu eliminieren, hatte Nikola Hajdin 1979 eine der ersten Schrägseil-Eisenbahnbrücke der Welt über die Save zum neuzubauenden Hauptbahnhof Belgrads entworfen. Auf ihr sollten noch vor 2020 erstmals Hochgeschwindigkeitszüge verkehren.

Eine internationale Schnellfahrstrecke Belgrad–Budapest wurde in den vergangenen zwei Jahrzehnten mehrmals diskutiert. Nachdem diese Verbindung 1992 auch von der EU als aussichtsreich erkannt wurde, haben sich durch politische Unwägbarkeiten der Region diese Pläne immer wieder zerschlagen. Im Februar 2013 griffen chinesische Eisenbahnplaner das Projekt erneut auf. Deren Schätzungen beziffern die Kosten auf ca. 2 Milliarden Euro. Geschwindigkeiten von 300 km/h oder mehr würden hier möglich sein. Der Beginn eines politischen Umsetzungsprozesses zwischen den serbischen und ungarischen Eisenbahnen wurde Ende Februar 2013 in Angriff genommen.
Diese zurzeit in Bau befindliche Schnellfahrstrecke, als Teil der sogenannten Brze Pruge Srbije der Železnice Srbije, wird als internationale Transitstrecke Budapest mit Belgrad bis Ende 2025 verbinden. Sie wird durch Kredite, die China für Mittel im sogenannten CEE-Fonds (Central-East European countries) bereitstellt, ausgeführt. Ein überwiegender Einsatz chinesischer Technik wird für Bau und Betrieb erwartet. Die Länge der Gesamtstrecke beträgt 350 km, davon 184 in Serbien und 166 in Ungarn. Die südlich von Belgrad anschließende Strecke nach Niš wird abschnittsweise auf 160 km/h ausgebaut. Sie hat für den Transitverkehr nach Griechenland, Bulgarien und die Türkei Bedeutung.
Nachdem sich China Anfang 2013 positiv zum Vorhaben der Regierungen Ungarns und Serbiens zum Bau der Schnellfahrstrecke geäußert hatte, wurde das Projekt im November 2013 auf dem China-Mittel-Ost-Europa-Gipfel in Bukarest von den Ministerpräsidenten Chinas, Ungarns und Serbiens genehmigt. Die chinesische Seite hat bei dem Treffen vorgeschlagen, auch einen Ausbau auf 300 km/h zu prüfen. Für diese Ausbauvariante gab der Ministerpräsident Serbiens an, dass die chinesische Seite dadurch auch größere Investoren anlocken könnte und zudem eine bessere intermodale Vernetzung des Containerhafens von Piräus in Griechenland, den das chinesische Staatsunternehmen China Ocean Shipping (Group) Company (kurz: COSCO) zu 50 % für die Dauer von 35 Jahren gepachtet hat, erreichen würde. Die chinesische Seite sieht in einer solchen Investition in Europa auch eine wichtige strategische Komponente, in der Schnellfahrstrecken und Hochgeschwindigkeitszüge wesentliche Werbeträger für die High-Tech-Fähigkeiten der chinesischen Industrie sind.
Eine Konkretisierung dieses Projekts sowie eine mögliche Anhebung der Streckengeschwindigkeit auf 300 km/h wurde beim Besuch des serbischen Ministerpräsidenten in China am 10. September 2014 weiterhin in Aussicht gestellt. Als Bauträger wurde dabei CRCC verantwortlich genannt. Eine Unterzeichnung der Verträge wurde auf dem in Belgrad stattfindenden China-Osteuropagipfel im Dezember 2014 zwischen den Regierungen Serbiens, Ungarns und Chinas erwartet.
Mit dem Durchschlag der zweiten Tunnelröhre im Čortanovci-Tunnel am 5. Juni 2020 wurde die planmäßige Inbetriebnahme der auf 200 km/h ausgebauten Strecke Beograd Prokp–Novi Sad für den Herbst 2021 angekündigt. Zwischen Batajnica und Stara Pazova wird die Strecke zudem viergleisig ausgebaut, um hier Güter- und Personenverkehr zu trennen.

#### Zweiter Save-Korridor
Unter Tito wurde in Jugoslawien ein, den Save-Korridor ergänzenden, zweiter Eisenbahnkorridor projektiert. Dieser neue West-Ost-Korridor, welcher von Stalac bis nach Ljubljana verlaufen sollte, wurde bis auf ein kleines Teilstück zwischen Zvornik und Užice grundsätzlich umgesetzt. Das fehlende Teil stellt die 68 km lange Neubaustrecke Valjevo–Loznica dar, die ab 1990 in Angriff genommen wurde. Sie ist mittlerweile auf ihren schwierigsten Abschnitten fertiggestellt (unter anderen die Tunnelstrecken). Die Linie wird allgemein als „Kriegsstrecke“ bezeichnet, da eine Konzession an einen französischen Investor schon vor dem Ersten Weltkrieg vergeben wurde und der tatsächliche Bau mit den Jugoslawienkriegen zusammenfiel. Nach der Bombardierung durch die NATO 1999 wurden die Arbeiten 2000 eingestellt. Ein Teil des 2009 vereinbarten russischen Kredites wurde für die Fertigstellung der Trasse veranschlagt, für die Ende 2011 die kompletten Projektunterlagen an die russischen Partner übergeben wurden. Die Trasse könnte, wenn sie fertiggestellt ist, sowohl die Kapazität des Güterverkehrs auf der Relation Belgrad–Bar anheben, wie auch den geplanten multimodalen Containerterminal in Zeleznik bei Belgrad bedienen, da die Strecke die bosnischen Schwerindustriestandorte (insbesondere Tuzla und Zenica) mit den serbischen und montenegrinischen See- und Flusshäfen verbinden wird. Nachdem der russische Kredit 2012 für anderweitige Projekte der Eisenbahninfrastruktur ausgegeben wurde, sind zurzeit keine konkreten Pläne für die Fertigstellung geplant. In einem Beitrag der ARD vom 13. März 2017 wurde die komplizierte Planungsgeschichte und Teilumsetzung der Strecke thematisiert, in der Hoffnung, dass im Rahmen des Berliner Prozesses eine Umsetzung der brachliegenden und halbfertigen Brücken- und Tunnelbauten gelingt.

#### Eisenbahnknoten Belgrad

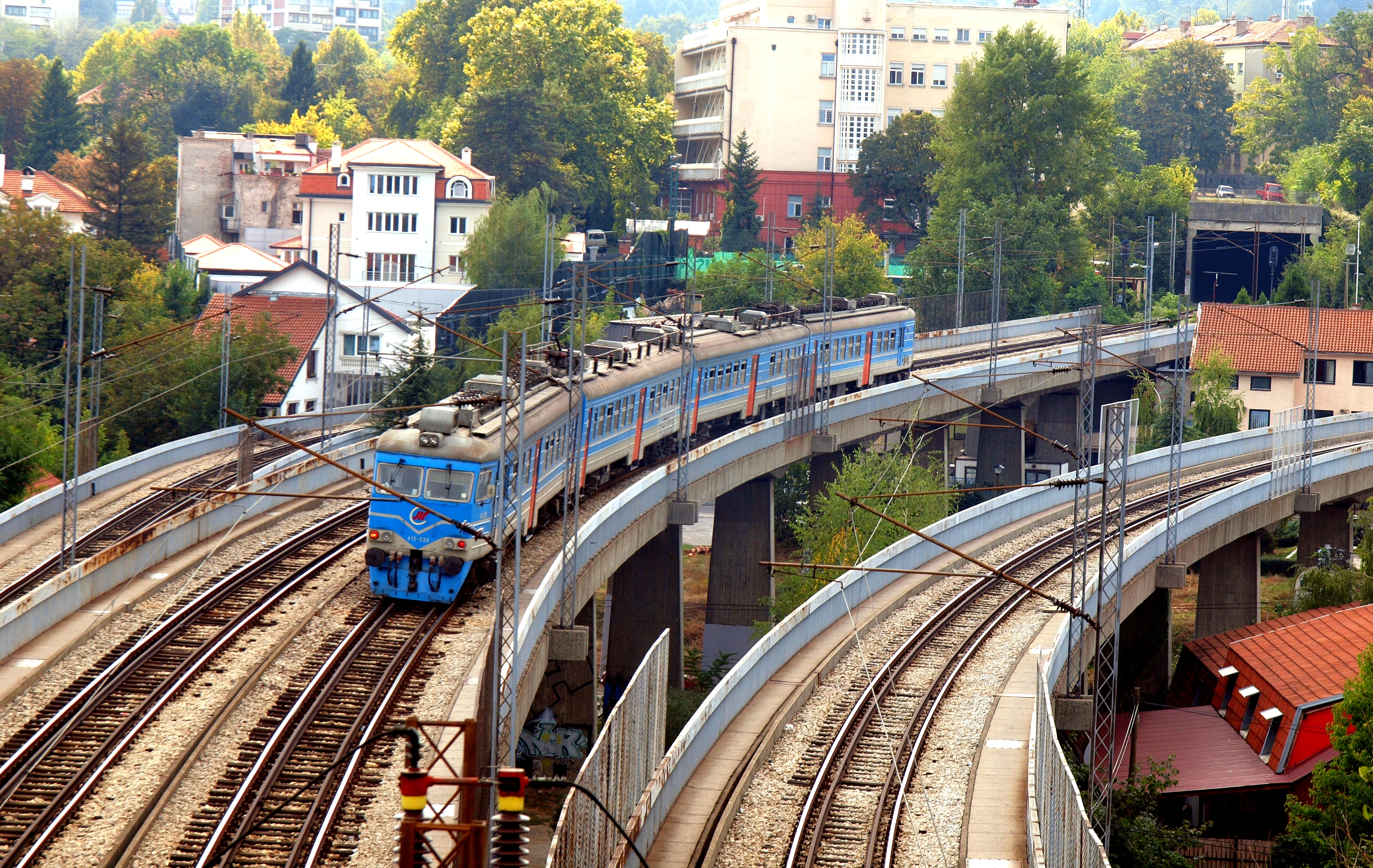
Beovoz und Bg:voz bedienen den Stadtbahnverkehr innerhalb des neuen Belgrader Eisenbahnknotens

Im Eisenbahnnetz Serbiens nimmt Belgrad die zentrale Rolle ein. Der Hauptbahnhof von Belgrad war von 1884 bis 2018 der zentrale Fernverkehrsbahnhof der Železnice Srbije. Der historische Kopfbahnhof am Save-Ufer (⊙) wurde nach Plänen des Architekten Dragutin Milutinović 1885 vollendet.
Neben der mehrmals täglich von hier aus bedienten Strecke Belgrad–Bar in Richtung Montenegro verkehrten von hier weitere internationale Züge von und nach Zagreb, Istanbul, Kiew, Moskau, Budapest, Sofia, Wien, Prag, Bukarest, Villach sowie Zürich. Auch die als Nachfolge des Orient-Express eingeführten Züge Istanbul-Express und Akropolis-Express verkehrten über den Bahnhof, wurden jedoch zu Beginn des Jugoslawienkrieges 1992 eingestellt.
Seit 1971 erfolgte durch die Jugoslovenske Železnice eine massive Rekonstruktion im Belgrader Eisenbahnknoten. Dadurch sollten unter anderen auch alle flächenverbrauchenden Eisenbahnanlagen aus dem engeren Stadtgebiet auf neue Lagen an der Stadtperipherie verlegt werden. Der alte Bahnhof Belgrad wurde durch einen neuen Durchgangsbahnhof mit im Endausbau sechs Inselbahnsteigen Bahnhof Beograd Centar (⊙), oft auch Prokop genannt, ersetzt. Zusätzlich werden der Personenbahnhof Novi Beograd und die Bahnbetriebswerke TPS Zemun TPS Kijevo sowie die Güterbahnhöfe Beograd Ranžirna-Makiš und Zemun teretna modernisiert und ausgebaut.
Die Baumaßnahmen begannen 1977, die Neue Belgrader Eisenbahnbrücke wurde 1979 fertiggestellt. Die Untertunnelung des Stadtzentrums folgte ab 1980 mit den Bauarbeiten an der ersten Durchmesserlinie im Dedinje-Tunnel, der 1988 dem Verkehr übergeben wurde. Sukzessive wurde damit das Streckennetz des Belgrader Schnellbahnnetzes Beovoz erweitert, das seit 1996 drei Linien bediente. Ab dem 30. September 1984 fuhren erstmals Regionalzüge auf der Strecke zwischen Batajnica und dem damaligen Endpunkt Beograd-Centar (Prokop). Ab 1992 erfolgte die Betriebsaufnahme auf der zweiten Durchmesserstrecke zwischen Beograd centar und Pančevacki most durch den Vračar-Tunnel. 1995 wurde in diesem der Bahnhof Vukov spomenik eingeweiht. Damit bestand auch eine moderne Bahnstation im Stadtzentrum. 1996 wurden die Arbeiten am zukünftigen Hauptbahnhof Beograd centar wieder aufgenommen. Aufgrund der allgemeinen knappen Ressourcen des Staates und durch die historisch turbulente Entwicklung sowie der notwendig gewordenen Umstrukturierung der maroden Železnice Srbije verblieb der Bahnhof nach 2000 jedoch als Rohbau mit nur zwei nutzbaren Gleisen. Nachdem der alte Bahnhof Beograd 2018 endgültig geschlossen und die gesamte dortige Eisenbahninfrastruktur abgebaut wurde, ist er seit dem 1. Juli 2018 Belgrads Hauptbahnhof. Die Arbeiten wurden, nachdem 2016 acht Bahnsteiggleise ertüchtigt waren, 2020 wieder aufgenommen. Bis 2021 soll mit zehn Bahngleisen und fünf Bahnsteigen der Endausbau in der Durchlasskapazität des Bahnhofs erreicht sein. Eine Abfertigungshalle für den mit 450 × 100 m sehr großen Betonbau des Bahnhofs Beograd Centar wird in einem späteren, zurzeit (Stand Juni 2020) noch nicht bekannten Bauabschnitt errichtet. Ein modernes Dispatcherzentrum, parallel zum Ausbau der Schnellfahrstrecke Beograd Centar-Subotica, wird von der russischen RŽD im Makiš eingerichtet. Es wird durch ein Glasfasernetz im gesamten Streckennetz der ŽS mit Daten versorgt.

#### Regionalverkehr

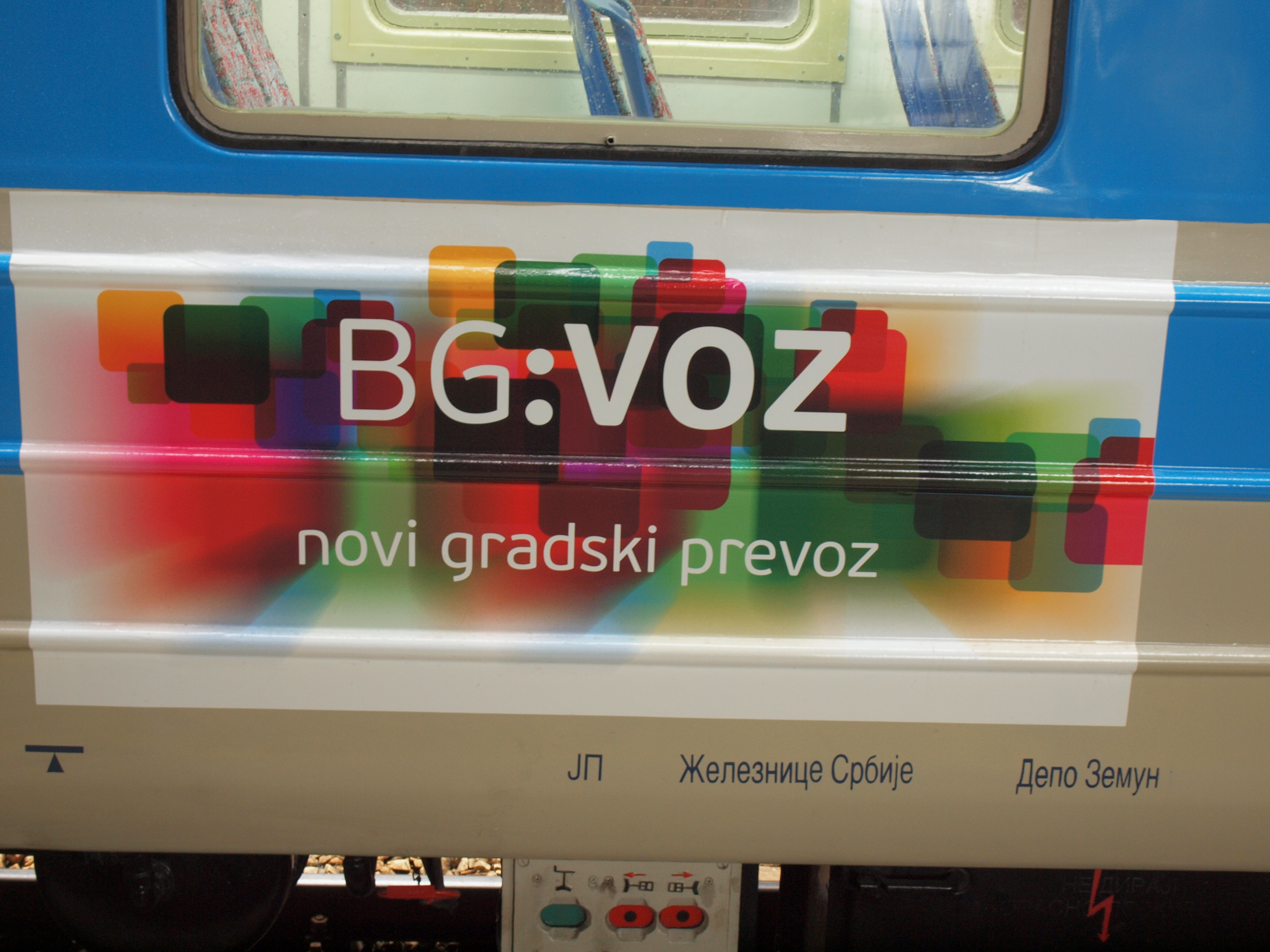
Logo des städtischen Schienenverkehrssystems Bg:voz

Neben der Investition im Fernverkehr spielt im Regionalverkehr der Ausbau der Belgrader Stadtbahn Beovoz die wichtigste Rolle. Für 2009 waren 13 Mio. Euro (300 Mio. Dinar) von der Stadt sowie 37,5 Mio. Euro als Spende der spanischen Regierung für die Revitalisierung des Beovoz geplant. Von den spanischen Geldern waren 22 Mio. Euro für den Neukauf von sechs Triebwagengarnituren sowie 15,5 Mio. Euro für die Erneuerung der neun vorhandenen Triebwagen vorgesehen. Mit den neun rekonstruierten Triebwagenzügen nahm am 1. September 2010 das gemeinsam mit der Stadt Belgrad betriebene S-Bahn-System Bg:voz zunächst auf der Strecke Novi Beograd–Pančevački most den Betrieb auf. Die Züge verkehren hier in den Spitzenzeiten im Viertel-, sonst im Halbstundentakt. Eine Eisenbahnanbindung des Belgrader Flughafens Nikola Tesla ist im Entwicklungsweißbuch Belgrads bis 2021 vorgesehen. Die Neubaustrecke würde bei Batajnica vom Korridor X abzweigen und nach 21 km wieder auf diesen in Belgrad zulaufen. Die Trassierung soll dabei Geschwindigkeiten von 160 km/h ermöglichen.

### Chronik

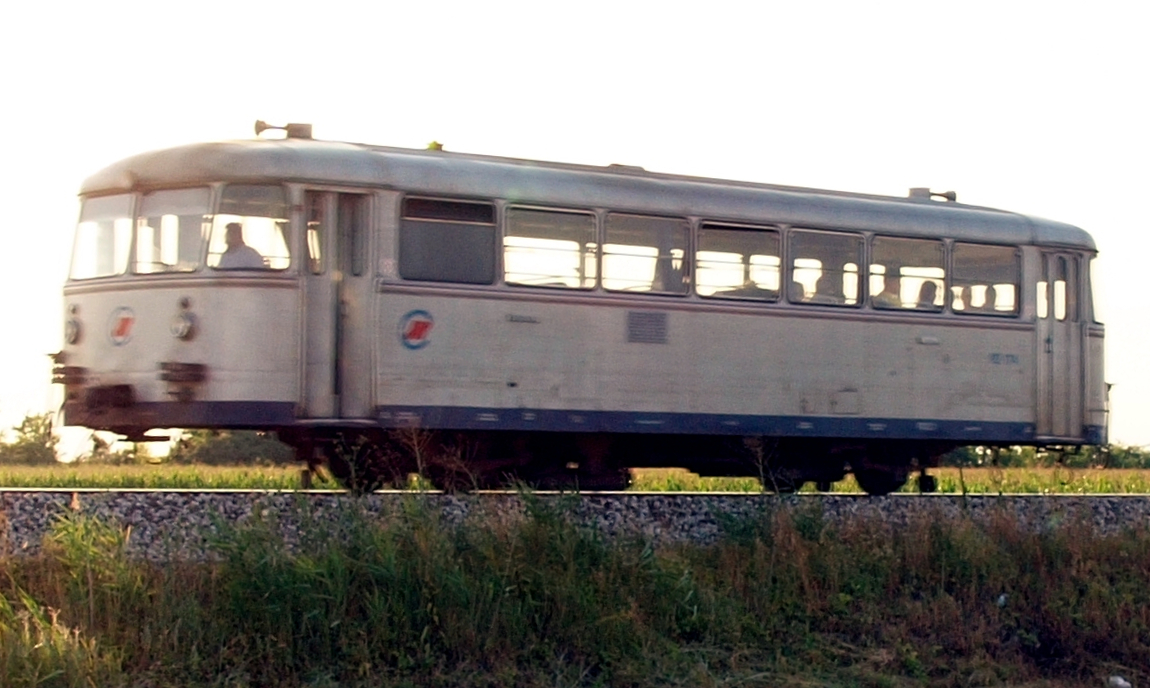
Die letzten Dieseltriebwagen der Reihe 812 wurden seit 2012 weitgehend ausgemustert

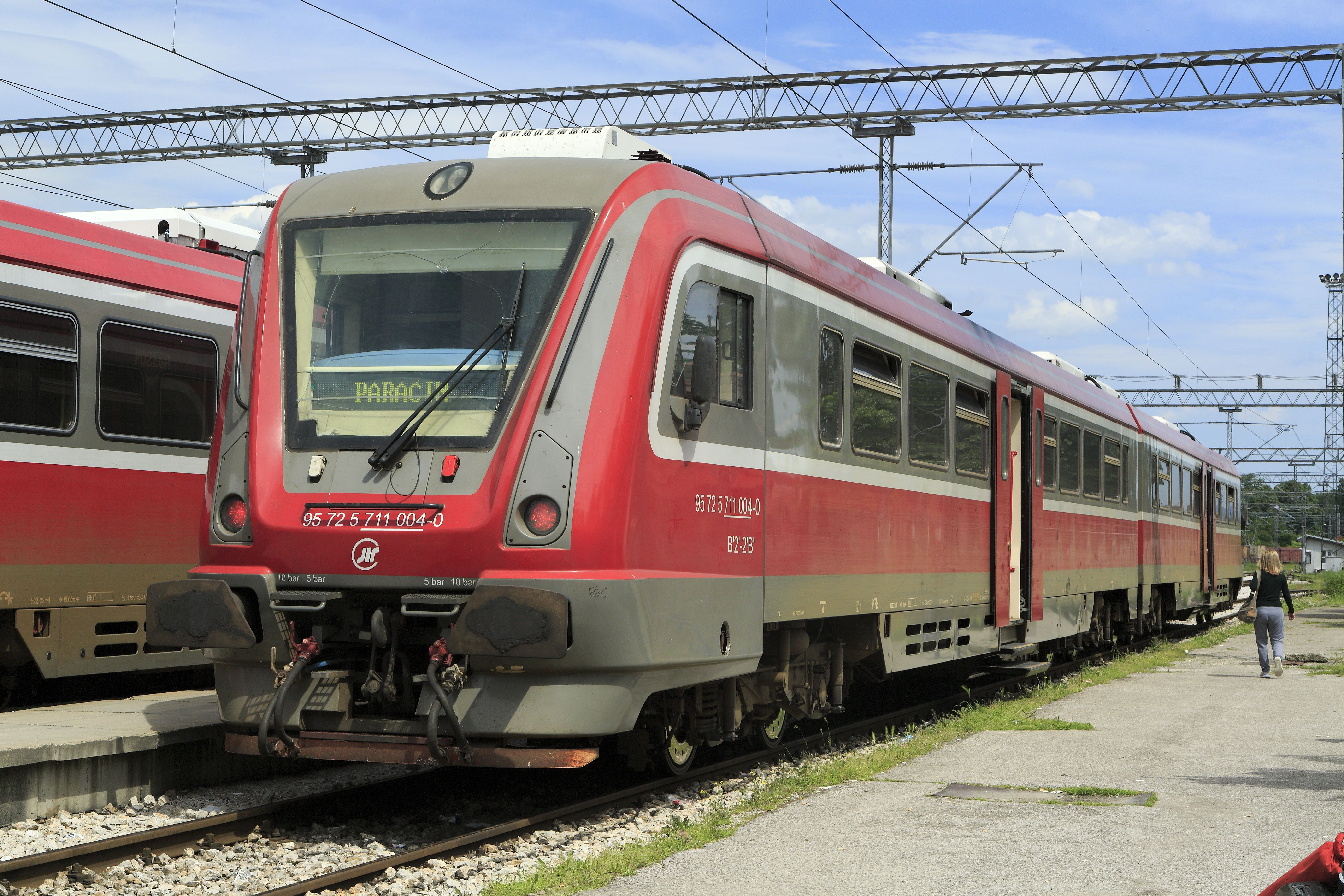
Dieseltriebzug der Klasse 711

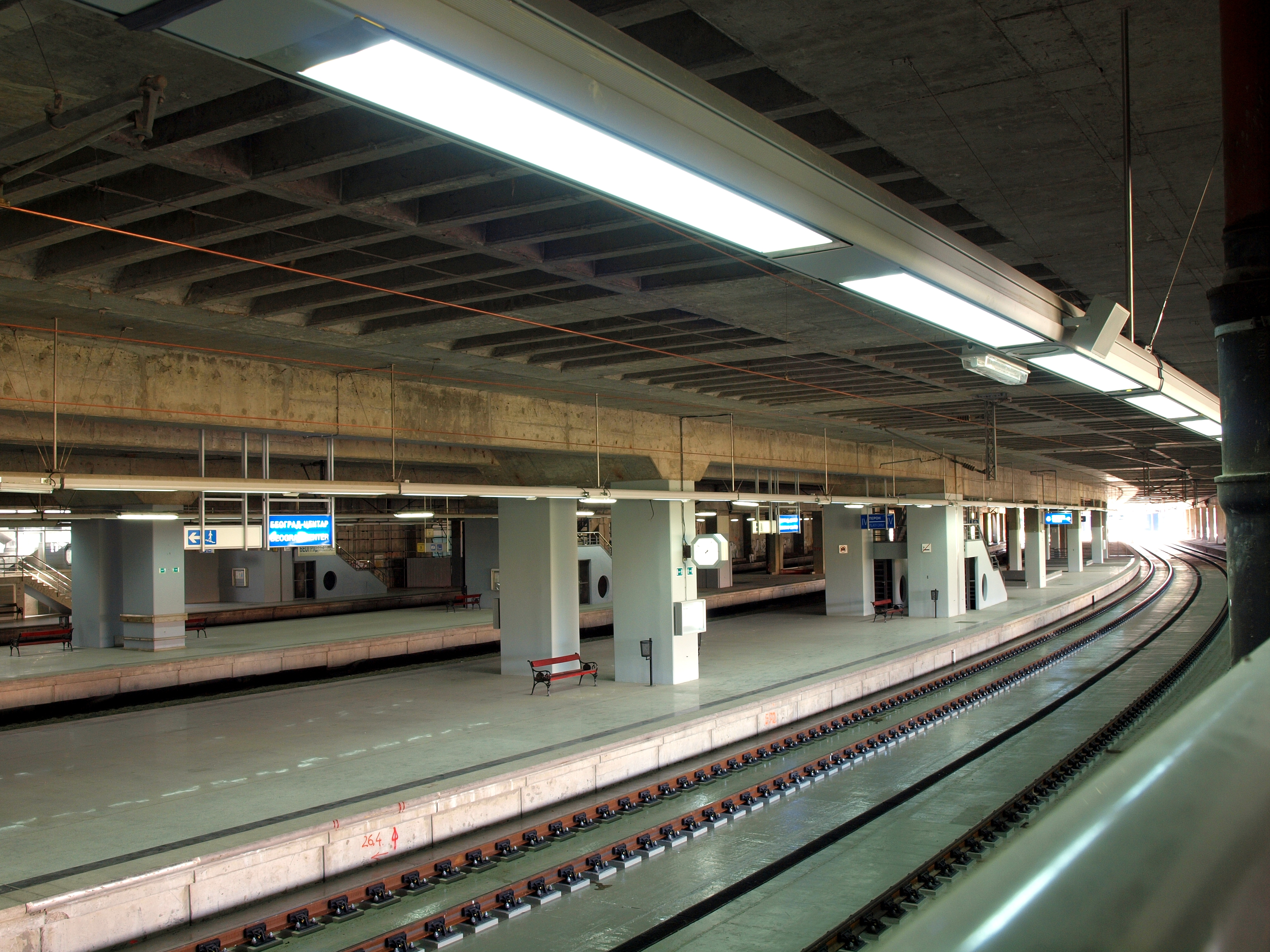
Bahnhof Beograd Centar

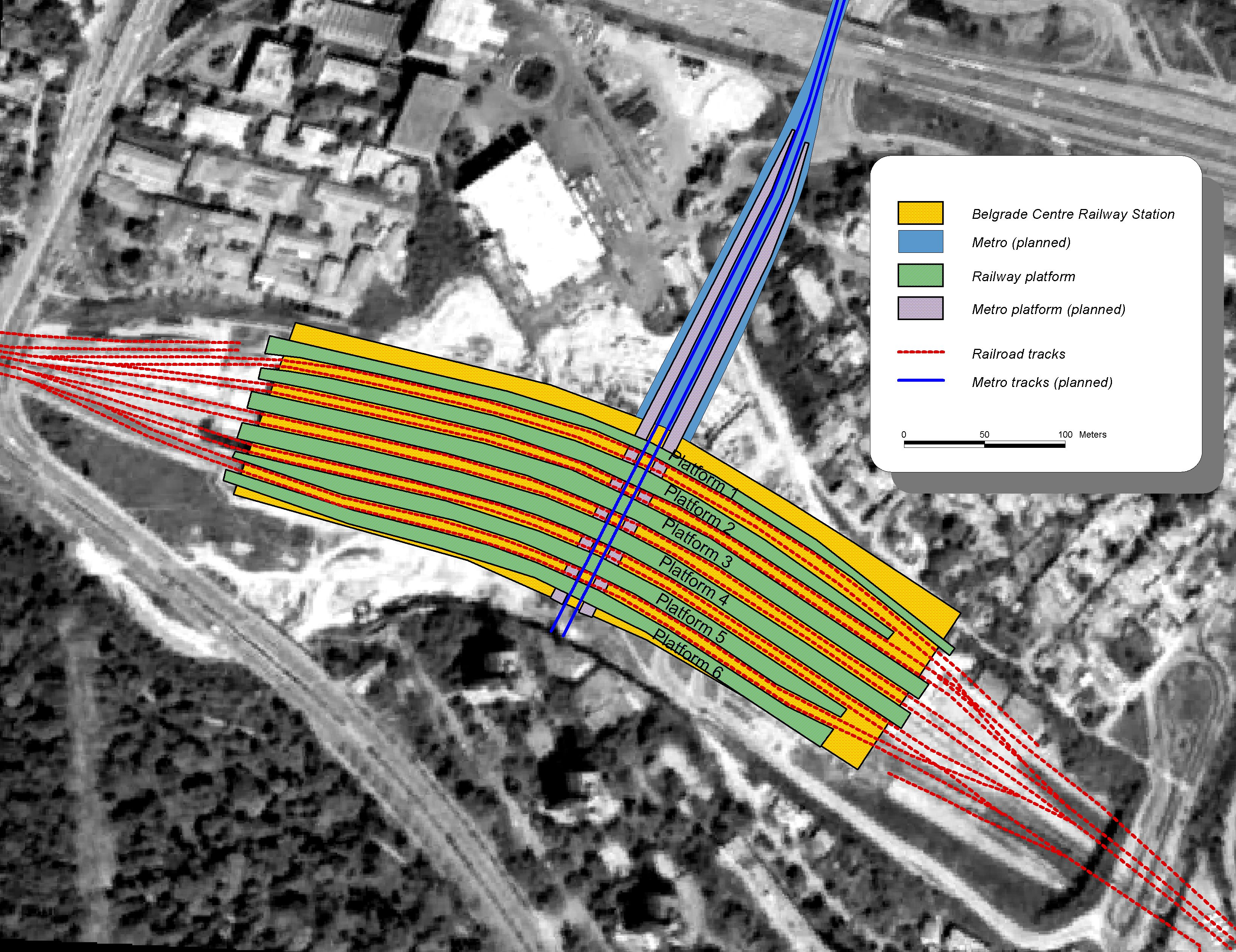
Schema von Beograd centar

- Mit der Elektrifizierung der Strecke Niš–Dimitrovgrad sollte 2009 begonnen werden.[99] Im Mai 2017 waren an der Strecke jedoch noch keine Arbeiten erkennbar. Dafür soll der Kredit der EIB in Höhe von 80 Mio. Euro genutzt werden. Diese Mittel sollen auch für die Sanierung von 93 km Gleisen auf den Strecken Čele kula–Staničenja (Teilstrecke von Niš–Dimitrovgrad), Batajnica–Golubinci (Belgrad–Šid) und Gilje–Čuprija–Paračin (Belgrad–Niš) genutzt werden.
- Für die Teilstrecke Batajnica–Golubinci hat die serbische Eisenbahngesellschaft im November 2008, finanziert durch den EIB-Kredit, Verträge im Gesamtwert von 23 Mio. Euro vergeben.[100] Es ist der zweite EIB-Kredit für die Serbischen Eisenbahnen in jüngster Zeit.
- Mit dem dritten durch die EBRD bewilligten Kredit über 100 Millionen Euro an die ŽS vom 8. Mai 2009 sollten 30 moderne Elektrotriebzüge für den Regionalverkehr beschafft werden.[101]
- Am 17. Oktober 2009 vereinbarten der Premier Serbiens Mirko Cvetković und der russische Präsident Dmitri Medwedew die Vergabe eines Kredites in Höhe von 800 Mio. Dollar zum Ausbau der Eisenbahninfrastruktur der Železnice Srbije.[102]
- Im September 2010 nahm das Gemeinschaftsunternehmen der ehemaligen jugoslawischen Eisenbahnverwaltungen SŽ, HŽ und ŽS, Kargo 10, Gestalt an. Ziel ist, die Transportzeit von Gütern auf der Relation München–Istanbul von derzeit 60 auf 40 Stunden zu verringern.[103][104][105] Die Kargo-10-Vereinbarung zielt auf eine strategische Vermarktung der für Mitteleuropa bestimmten Transitrouten in den Vorderen Orient.[106]
- Am 15. September 2010 bewilligte die EBRD einen Kredit von 100 Millionen Euro zur Rekonstruktion der Infrastruktur im Einsenbahnkorridor 10 sowie zum Kauf neuer Lokomotiven.[107]
- Am 1. September 2011 begannen die Arbeiten zur dauerhaften Wiedererrichtung der Eisenbahnbrücke über die Donau in Novi Sad im Zug der Strecke Belgrad–Budapest. Die Žeželjev most war 1999 von der NATO bombardiert und danach durch eine Hilfsbrücke ersetzt worden, ihr Wiederaufbau wird mit 45,3 Millionen Euro veranschlagt, die teilweise EU-Fördermitteln entstammen.[108]
- 14. September 2011: die ŽS erhielten nach 30 Jahren die ersten neuen Fahrzeuge. Es handelt sich um russische Metrowagonmasch-Doppeltriebwagen, von denen 12 Stück für den Regionalverkehr bestellt wurden.[109]
- Anfang Oktober 2011 übergaben die Železnice Srbije den Russischen Eisenbahn die Projektunterlagen für die Verwendung der vereinbarten Kredittranchen. Dabei handelt es sich um den zweigleisigen Ausbau und Elektrifizierung der 15 km langen Strecke Belgrad–Pančevo, der 68 km langen Neubaustrecke Valjevo–Loznica sowie dem Endausbau des Bahnhofs Beograd Centar. Die russische Seite wird zudem prüfen, ob 100 Millionen Dollar des vorgesehenen Kredites für die Neubeschaffung von 30 Dieseltriebwagen verwendet werden können.[110]
- Am 18. Oktober 2011 erteilten die Železnice Srbije Aufträge über eine Milliarde Dinar (Kurs Okt. 2011, ein Euro = 100 Dinar) an acht Unternehmen zur Überholung des Fuhrparks. 680 Güter-, 38 Reisezugwagen, drei elektrische Triebzüge und zwei Lokomotiven sollen damit generalüberholt werden.[111]
- Für die Fertigstellung des Bahnhofs Beograd Centar/Prokop soll nach Angaben des Direktors des Beogradskog železničkog čvora, Milutin Milošević, vom 21. Mai 2012 ein kuwaitischer Kredit über 26 Mio. Euro aufgenommen werden.[112]
- Am 2. Juli 2012 einigten sich die Železnice Srbije mit Italiana Construzioni über den Bau eines einer 10,5 km langen zweigleisigen Neubaustrecke für eine Geschwindigkeit von 160 km/h zwischen Gilje, Ćuprija und Paraćin auf der Gesamtstrecke Belgrad–Niš, für die eine 322 m lange Eisenbahnbrücke über die Velika Morava errichtet wird.[113] Diese Neubaustrecke wird die erste der Železnice Srbije seit der Auflösung des ehemaligen Jugoslawien.
- Der Beginn der Ausbauarbeiten auf der Strecke Ruma–Batanjnica für Geschwindigkeiten von 160 km/h wurde für den 1. März 2013, die Arbeiten für den zweigleisigen Ausbau des Abschnittes Belgrad–Pančevo aus Mitteln des russischen Kredites für den 1. Februar 2013 festgesetzt worden.[114]
- Das Ministerium für Infrastruktur, das Ministerium für Urbanismus und Bau, die Direktion der Železnice Srbije, sowie die Stadtverwaltung Belgrads haben in einer gemeinsamen Sitzung der zuständigen Minister, des Oberbürgermeisters und des Direktors der ŽS am 28. August 2012 die weiteren zu konkretisierenden Schritte zur Fertigstellung des Bahnhofs Beograd centar (Prokop) zur Komplettierung des Belgrader Eisenbahnknotens in einem koordinierten Verfahren der beteiligten Seiten beschlossen.[115][116] Erwartet wird wie Lösungen für die Anbindung an das städtische Straßennetz der Stadt, der Endausbau des Bahnhofsgebäudes und die Planungen für das freiwerdende Bahnhofsareal am derzeitigen Hauptbahnhof von Belgrad auszuarbeiten.[117] Der Komplex des Bahnhofs Beograd centar ist als zentraler Verkehrsknoten der Stadt geplant und soll mehrere Verkehrsträger bündeln. Neben der Funktion für die Eisenbahn soll er mit einer U-Bahn-Haltestelle ein intermodaler Umsteigebahnhof im öffentlichen Nahverkehrssystem werden. In der Station werden auch alle Hauptstrecken der Eisenbahnen Serbiens mit den Relationen des sogenannten Korridors 10 aus Subotica, Niš und Šid, wie Belgrad–Bar und Belgrad–Vršac zusammentreffen.
- Im Rahmen der chinesischen Wirtschaftsförderung in einem spezialisierten Entwicklungsfonds für Mittel- und Osteuropa werden unter den 15 beteiligten ost-mitteleuropäischen Staaten zurzeit die meisten Projekte in Serbien ausgeführt.[118] Zentrales Projekt ist Schnellfahrstrecke Budapest – Belgrad.[74] Dieses Projekt wurde von den Ministerpräsidenten Chinas, Ungarns und Serbiens am 26. November 2013 auf dem zweiten China-CEE Gipfel in Bukarest bekannt gegeben.[80][81] Die dafür benötigten Mittel stellt China im CEE-Fonds (Central-East European countries) bereit,[75][76] neben dem Infrastrukturkredit wird in Bau- und Betrieb chinesisches Know-how Einsatz finden.[77][78] Für den im Dezember 2014 in Belgrad stattfindenden dritten China-CEE Treffen wird die Vertragsunterzeichnung der Schnellfahrstrecke in Beisein von Li Keqiang vorbereitet. Den transitären Eisenbahnen Südosteuropas gilt allgemein ein strategisches Augenmerk Chinas. Dadurch wird auf der intermodalen Vernetzung im Containerhafens von Piräus, den das chinesische Staatsunternehmen China Ocean Shipping (Group) Company (kurz: COSCO) zu 50 % für die Dauer von 35 Jahren als Güterumschlagszentrum Südosteuropas für in die EU bestimmte chinesische Güter gepachtet hat, eine Aufwertung des transitären Gütertransportes auf der Relation China-Balkanländer-EU bewerkstelligt.[82][83][84]
- Auch Russland, das bis 2014 3 Milliarden Dollar in Serbien investiert hat, ist in den vergangenen Jahren als Hauptinvestor in die Energie- (2 Milliarden Dollar) und Eisenbahninfrastruktur Serbiens (800 Millionen Dollar) hervorgetreten.[119][120] Während des Staatsbesuches von Wladimir Putin am 16. Oktober 2014 wurden in Beisein des Russischen Staatspräsidenten die offenen Anekse  zur Modernisierung der Železnice Srbije durch die Russischen Staatsbahnen ratifiziert.[120] Damit erneuert RŽD-International wesentliche Komponenten der serbischen Hauptstrecken.[121] Eine weitere Vereinbarung sieht den Kauf von 27 dieselelektrischen Triebzügen für den Regionalverkehr vor, die von Metrowagonmasch geliefert werden.[122] Die ŽS hatten von Metrowagonmasch zwischen 2010 und 2012 schon 12 dieselelektrische Triebzüge bekommen. Die ersten Züge der neuen Tranche werden spätestens 15 Monate nach Vertragsunterschreibung auf den Strecken der ŽS fahren.[123]
- Den Russischen Staatsbahnen wird auch die Modernisierung des Schienenleit- und Kontrollsystems (Dispatcher) der Železnice Srbije übertragen, für das die Ministerin für Bau, Verkehr und Infrastruktur Zorana Mihajlović am 23. Oktober 2013 mit dem Direktor der RŽD Wladimir Jakunin, sowie dem Russischen Verkehrsminister Maxim Jurjewitsch Sokolow in Moskau auf der Internationalen Konferenz für Schienentarife zusammentraf.[124]

## Personenverkehr

### Zuggattungen

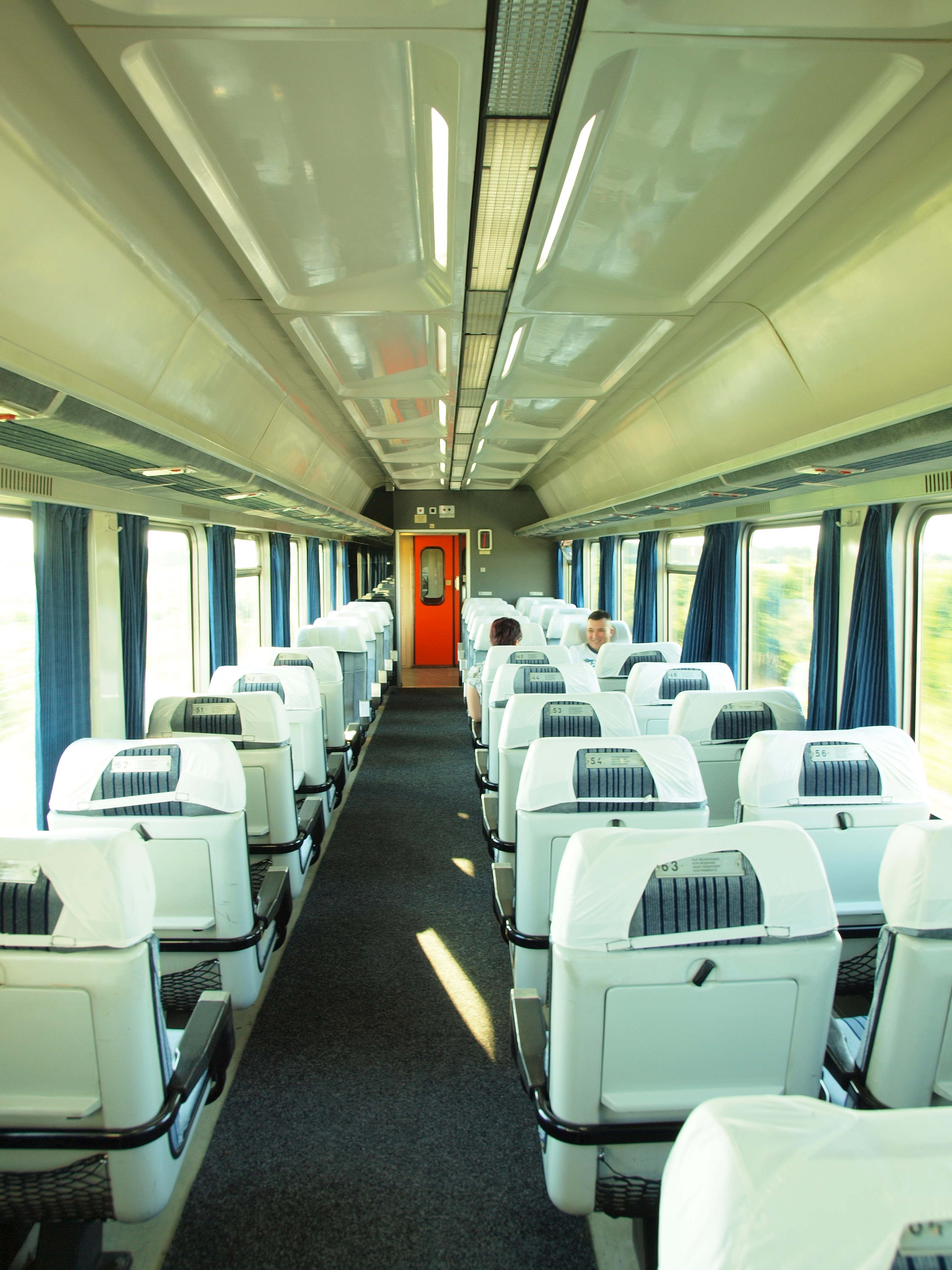
Die Wagen der Bauart Goša Z1 werden auf internationalen Strecken der ŽS eingesetzt.

Die ŽS bedienen internationale Relationen momentan ausschließlich nach Montenegro. Eine Bahnverbindung über Skopje nach Thessaloniki zusammen mit der griechischen Eisenbahngesellschaft OSE wurde aus wirtschaftlichen Gründen ab 1. Februar 2011 eingestellt. Bei den Intercityverbindungen wurden die ICS (Raška) 580/581 Belgrad–Kraljevo, sowie ICS (Morava) 590/591 Belgrad–Niš 2011 eingestellt. Die Züge aus Ungarn über Belgrad nach Bulgarien verkehren aufgrund von Ausbauarbeiten an der Bahnstrecke Budapest–Belgrad momentan nicht (Stand: 2024).
Die ŽS bietet aktuell folgende Zuggattungen:
- Intercity Hierbei handelt es sich um den hochwertigsten Verkehr. Aktuell verkehren diese Züge nur zwischen Beograd Centar und Novi Sad. Hierbei werden ausschließlich Triebzüge der Bauart KISS von Stadler Rail eingesetzt.
- Brzi voz, kurz Brzi – entspricht klassischen Schnellzügen, sie verkehren bei den ŽS ausschließlich Richtung Montenegro. Für ein Zugpaar werden Triebzüge Stadler Flirt eingesetzt, für das andere lokbespannte Züge. Dieses Zugpaar ist ein klassisches Nachtzugpaar mit Sitz-, Liege- und Schlafwagen der serbischen und montenegrinischen Bahn. Beide Zugpaare verkehren zwischen Zemun und Bar.
- Interregio kurz IR: Diese Zuggattung wird seit 2024 eingesetzt und ersetzt die bisherigen Regionalzüge zwischen Zvornik und Beograd. Diese Züge halten nur in Zvornik, Loznica, Šabac, Ruma und Beograd Centar. Zwischen Zvornik und Sabac werden die Haltestellen mit Ausnahme von Loznica nicht mehr bedient. Zwischen Ruma und Šabac verkehren n
- Regionalexpress, kurz Rex: Diese Züge bieten wie die IR nur Verkehrshalte in den wichtigsten Städten. Sie verkehren zwischen Beograd und Užice. Auf dieser Relation existiert ein Zugpaar. Sie sind fast gleich schnell wie die B-Züge, allerdings verkehren diese ausschließlich mit modernen Triebwagen. Zwischen Beograd und Novi Sad gibt es ebenfalls diese Zuggattung, hier sind sie eine Zwischenstufe zwischen Regionalzügen, die alle Zugangsstellen bedienen und den Intercitys, die nur in Beograd Centar, Novi Beograd und Novi Sad halten.
- Regio, kurz Re: diese Züge bedienen (fast) alle Zugangsstellen. Diese Zuggattung wird auf allen Strecken außer zwischen Zvornik und Šabac eingesetzt. Auf dem Streckenabschnitt Vrbnica–Bjelo Polje, welcher unter der Verantwortung der ZS steht, verkehren ebenfalls keine Regionalzüge.
- BGV BG:VOZ (S-Bahn in Beograd Centar)
- PAN PANVOZ (S-Bahn in Pančevački)[127]

### Tarifangebote
Die ŽS bieten durch Globalpreise ermäßigte Tarifierungen mit jeweils 20 bis 60-prozentigen Rabatten im Fernverkehr an. Neben Railplus und InterRail bestehen Internationale Tarifabkommen für die Beförderung von Personen in Form von Balkan Flexipass, City Star/Sparpreis (unter anderen München Spezial, Wien Spezial, Budapest Spezial, Doboj Spezial, Sarajevo Spezial), sowie SparSchiene (Salzburg, Wien). Weitere zusätzlich bilaterale Tarifabkommen bestehen unter anderen auch mit den Eisenbahnunternehmen Kroatiens, Sloweniens und Ungarns, sowie für Reisen nach Bulgarien, Rumänien, Nordmazedonien, in die Slowakei, Tschechien, Polen, in die Ukraine, Belarus, Moldau, Litauen und Russland.

### Museumsbahnen

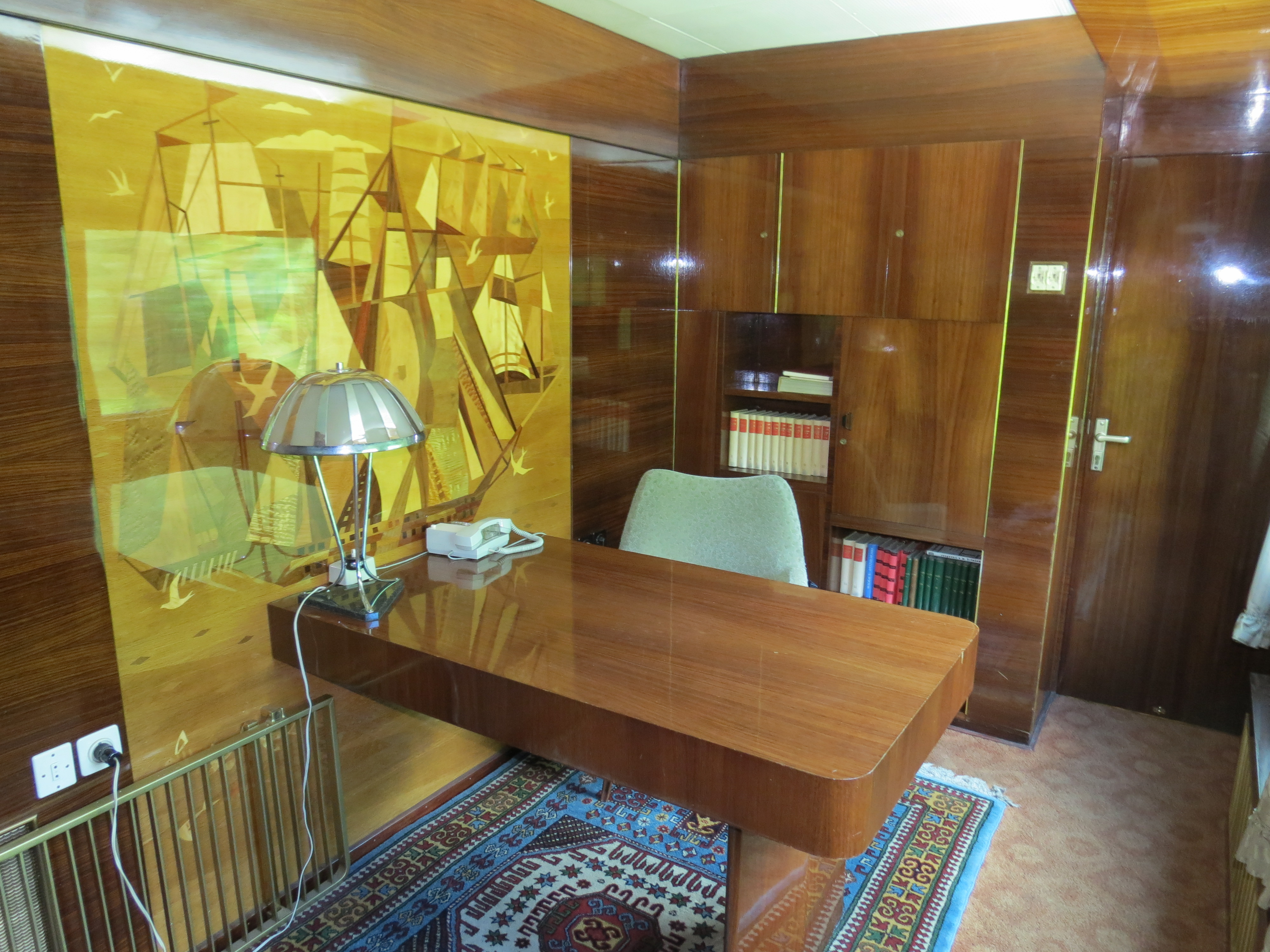
Der Kabinettsraum des ehemaligen jugoslawischen kommunistischen Staatspräsidenten Tito im Plavi voz

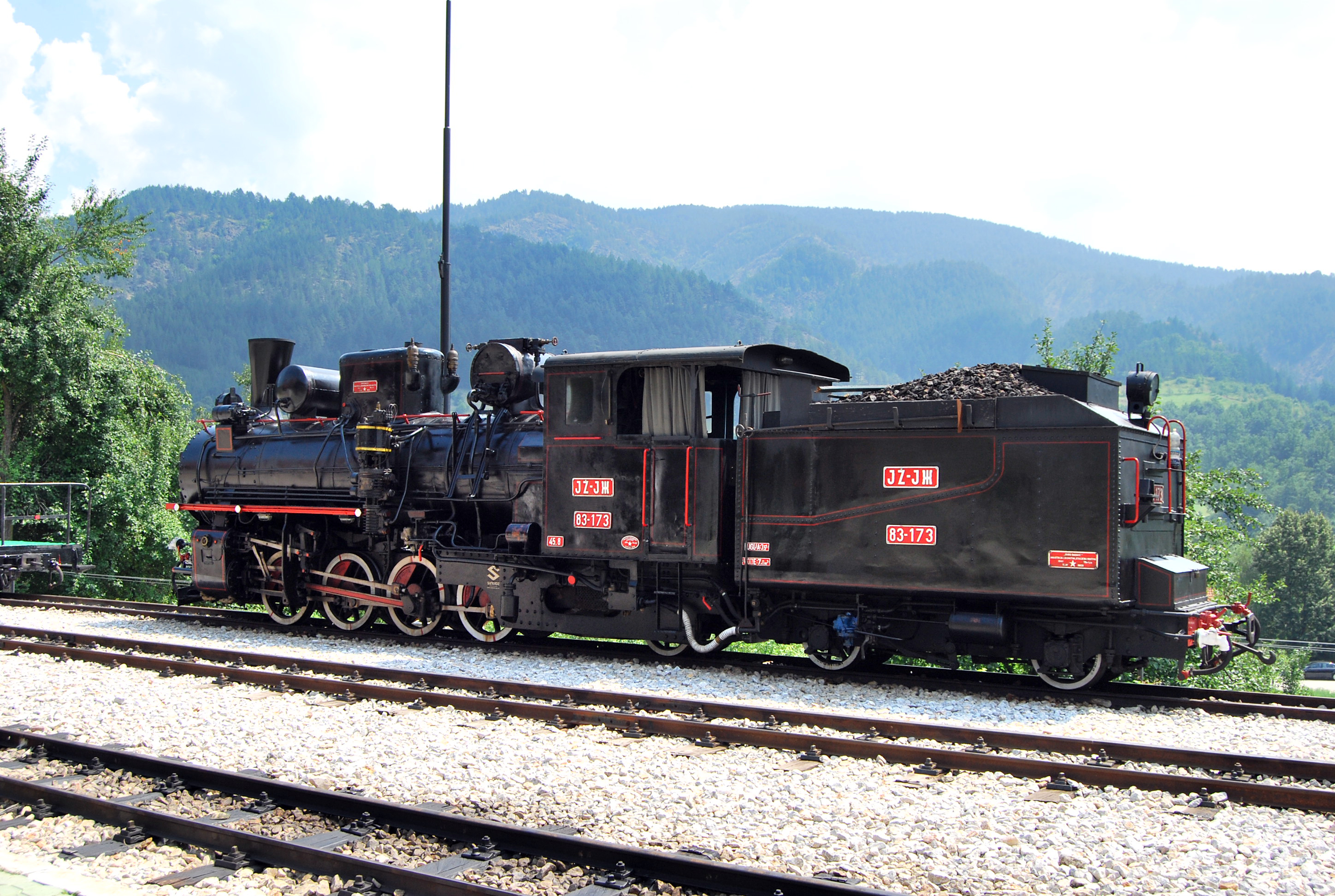
Eine JDŽ 83 auf der Šarganska osmica

Die ŽS betreiben mehrere Museumsbahnen mit historischen Zugkompositionen. Auf Schmalspur verkehren Züge auf der Šarganska osmica zwischen Šargan Vitasi und Višegrad in Bosnien. Diese war zwischen 1926 und 1974 einst Teil der Adria-Relation Belgrad–Dubrovnik–Zelenika, die Donauebene und Adriaküste verband. Als Bergbahn mit 760 mm Spurweite wird sie gelegentlich auch mit Dampflokomotiven wie der Reihe 83 befahren. Die Züge passieren landschaftlich abwechslungsreiche Gebirgsregionen Westserbiens zwischen dem Drinatal und dem Zlatibor- und Taragebirge.
Die Komposition Romantika verkehrt seit 1996 zwischen Belgrad und abwechselnden Zielen der Vojvodina und Zentralserbiens. Sie wird saisonal zu beliebten traditionellen Volksfesten und Veranstaltungen, wie den Weintagen (u. a. „Karlovačka berba grožđa“) in Vršac, Sremski Karlovci, Palić und Smederevo, oder für Fahrten zu den Thermalbädern der Vrnjačka Banja wie kulturellen Manifestation in Despotovac (Kloster Manasija) eingesetzt. Die Komposition besteht aus Wagen der 1930er Jahre der Ersten, Zweiten und Dritten Klasse, sowie einem Speisewagen, welche von einer Dampflokomotive gezogen werden.
Der ehemals zu Staatsanlässen verkehrende Plavi voz des früheren jugoslawischen Staatspräsidenten Josip Broz Tito ist mit seinen Salons ein historischer Luxuszug, der in unregelmäßigen Abständen touristisch vermarktet wird. Zur Komposition der in Mahagoni, Kirsche und Walnuss ausgeführten Salonwagen des Plavi voz gehören ein repräsentativer Salon für Staatsfeierlichkeiten, drei Salonwagen mit Appartements, ein Küchen-, ein Speise- sowie ein abgeschlossener Autotransportwagen. Insgesamt besitzt der Plavi voz eine Kapazität von 92 Plätzen mit 90 Betten. Die zuletzt genutzten Diesellokomotiven der JŽ-Baureihe 666 (EMD JT22CW-2) stammen von General Motors und wurden 1978 eingeführt.

## Eisenbahnmuseum

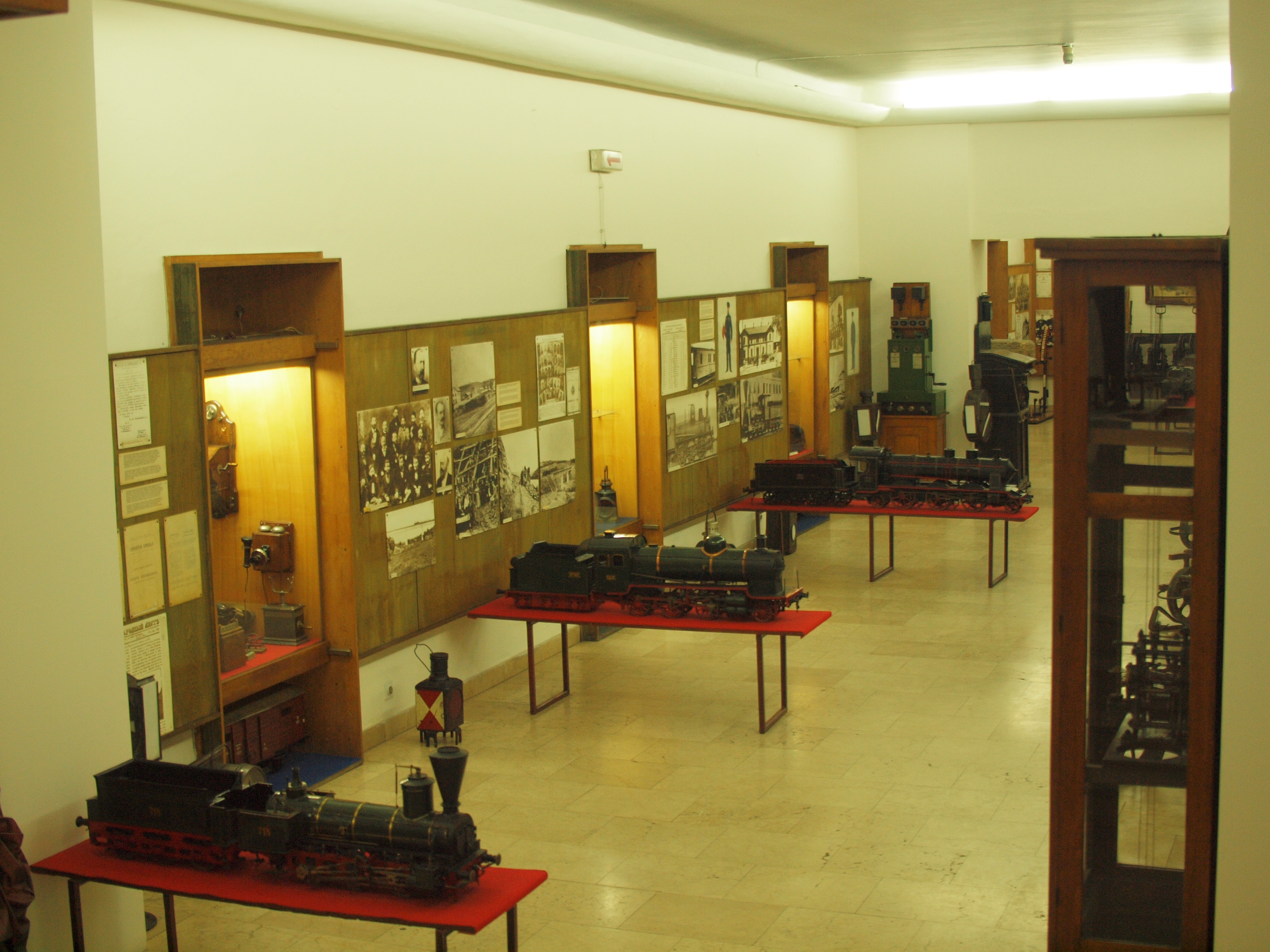
Eisenbahnmuseum der ŽS

Der Entwicklung der Eisenbahnen Serbiens ist das Eisenbahnmuseum im ehemaligen Ministerium für Transport und jetzigem Hauptquartier der ŽS in Belgrad gewidmet. 1950 gegründet, wurde das Museum 1953 mit einer permanenten Ausstellung eröffnet. Während das Haupthaus insbesondere mit Exponaten zur Eröffnung der ersten serbischen Eisenbahnstrecke seinen Akzent setzt, so ist die Außenstelle in Požega an der Bahnstrecke Belgrad–Bar der Schmalspureisenbahnentwicklung Serbiens verpflichtet.

## Philatelie

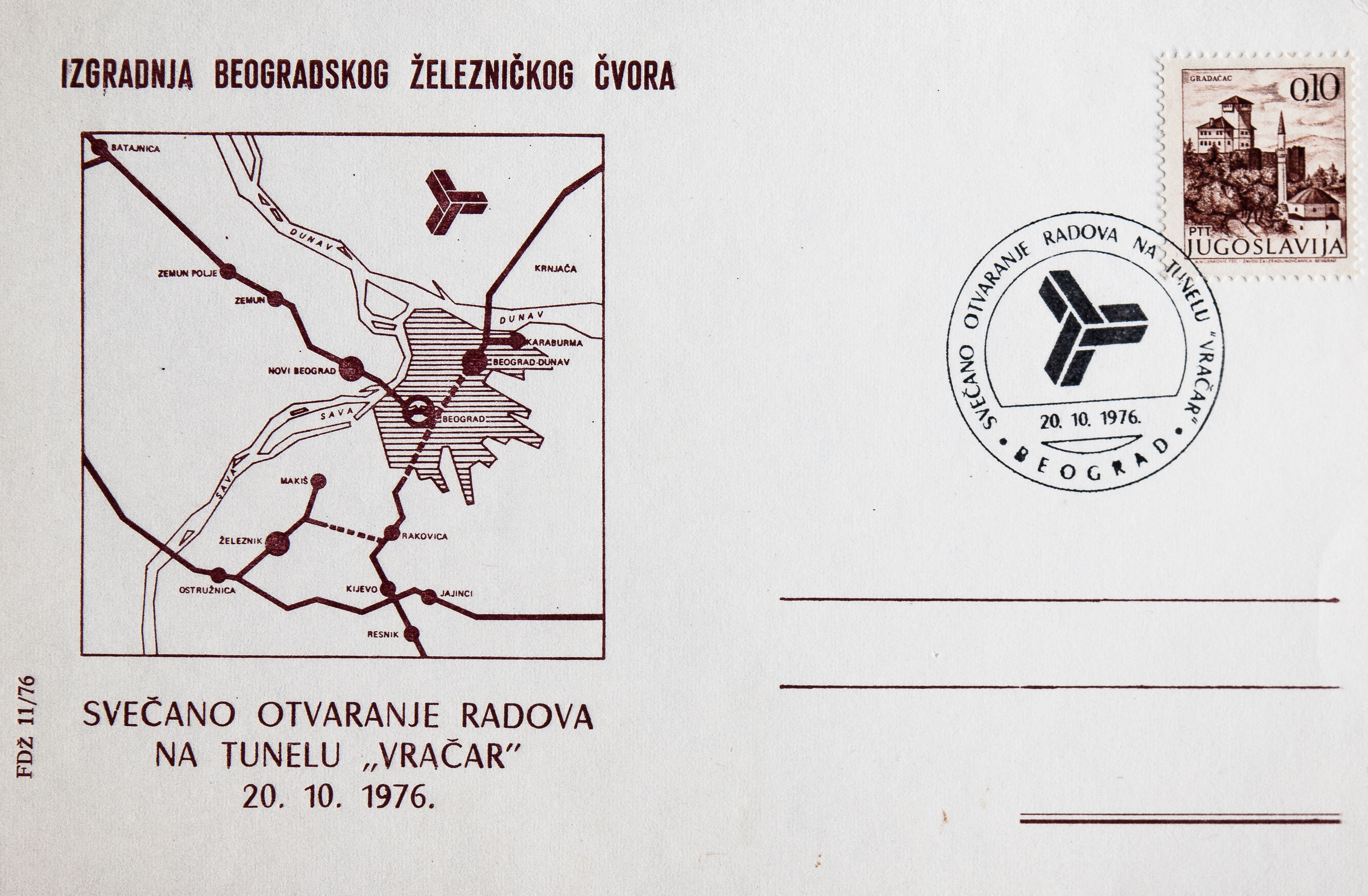
Sonderganzsache der Jugoslawischen Post anlässlich des Beginns der Bauarbeiten am Vračar-Tunnel 1976

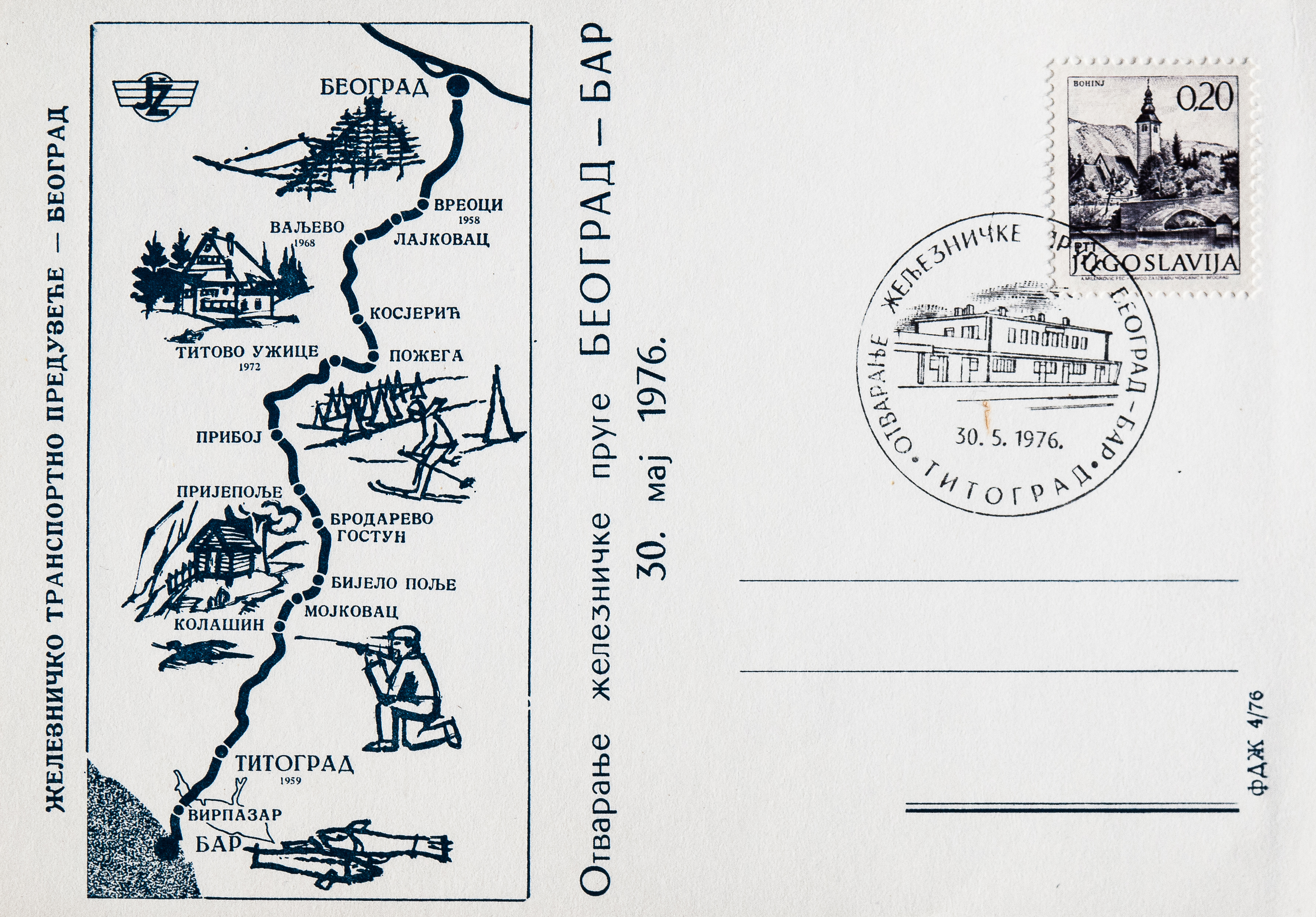
Sonderganzsache der Jugoslawischen Post anlässlich der Eröffnung der Bahnstrecke Belgrad–Bar 1976

Die jugoslawische und serbische Post gab zu bestimmten Ereignissen, wie dem jährlichen Eisenbahnertag verschiedene Brief- und Sondermarken heraus.